# 仪仗队

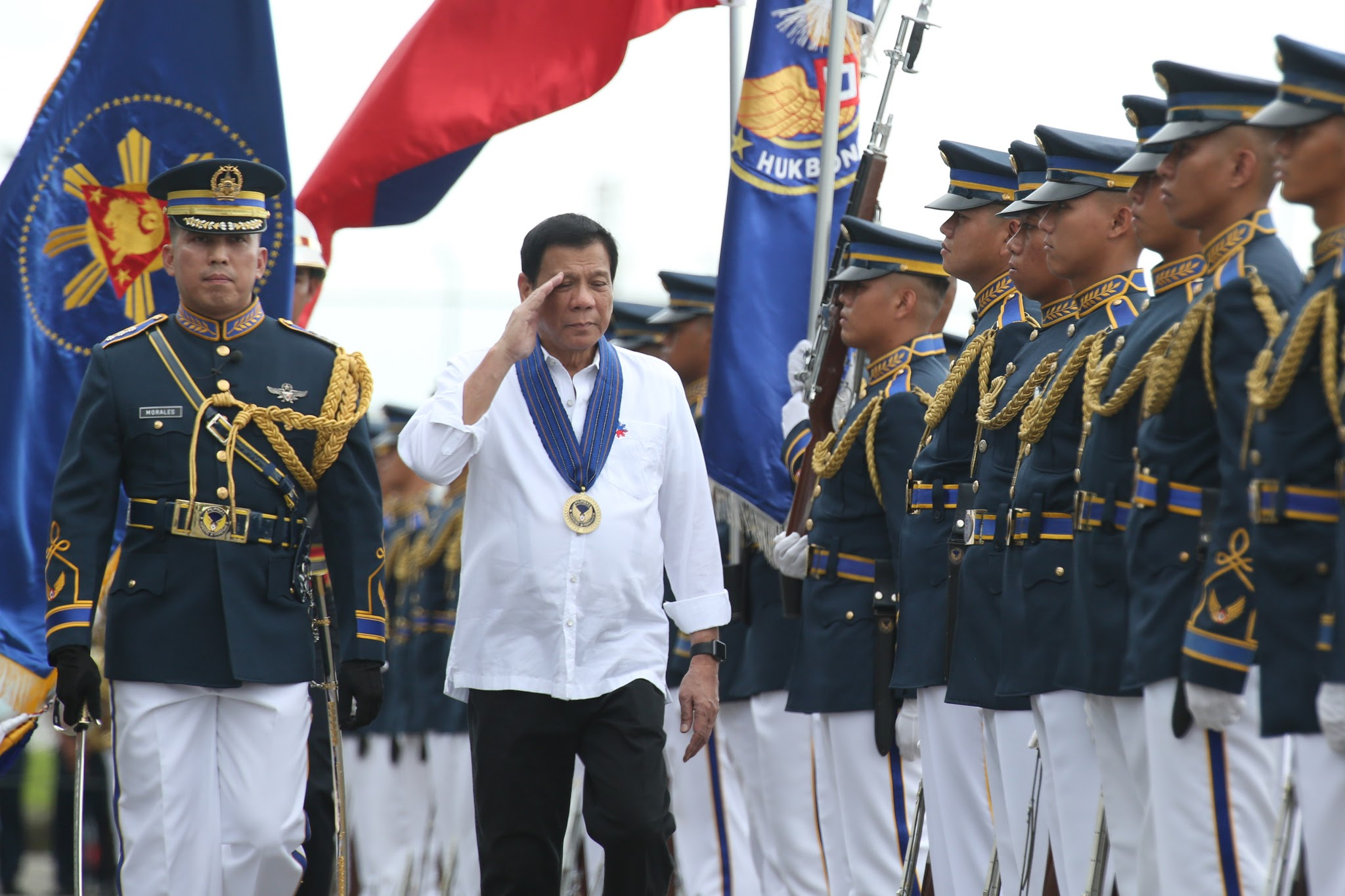
菲律宾总统杜特蒂抵達帕賽市維拉莫爾空軍基地，參加菲律賓空軍第250總統空運聯隊成立48週年紀念活動，軍方以儀仗隊軍禮迎接

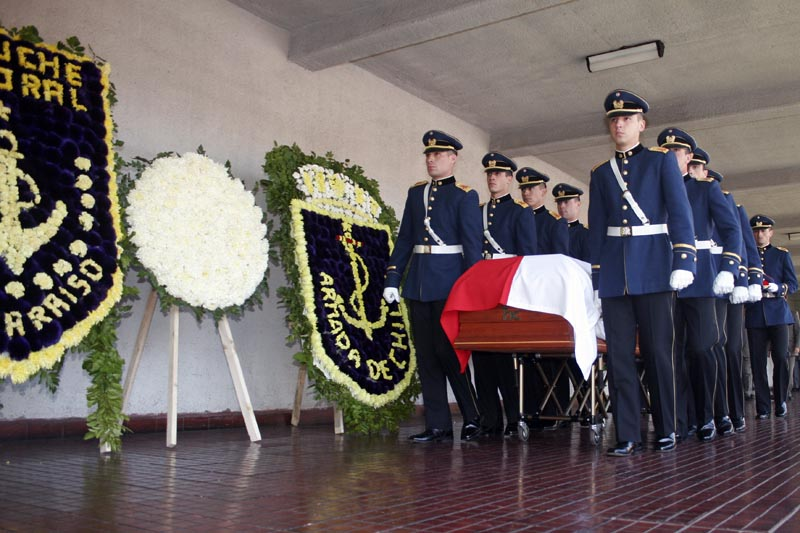
智利陸軍儀隊護送前總統暨陸軍總司令奥古斯托·皮诺切特的棺柩

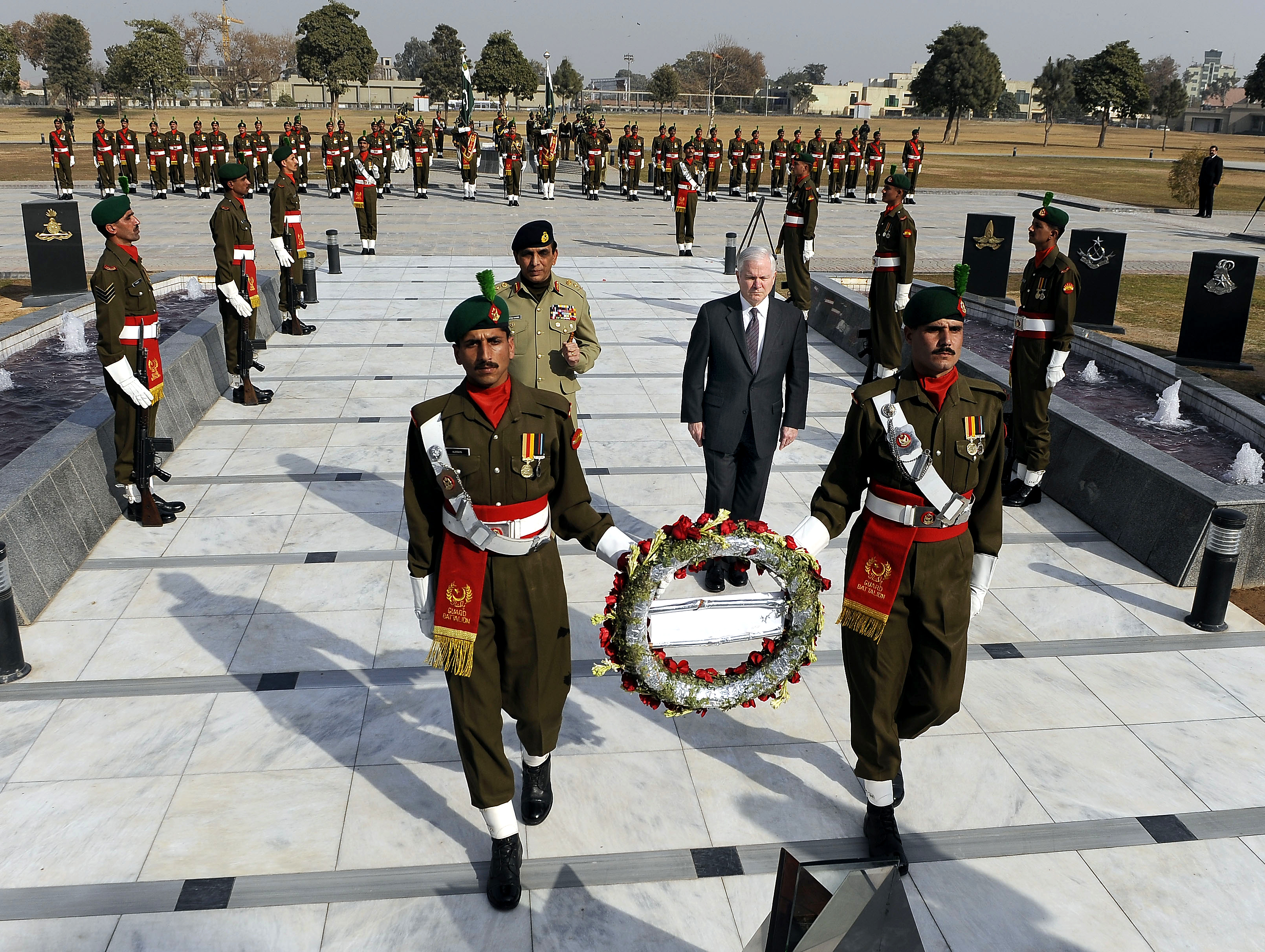
美國國防部長罗伯特·盖茨訪問巴基斯坦陸軍司令部在陣亡將士紀念碑前致悼，巴基斯坦陸軍儀仗隊準備獻上花圈

或（直译：「荣誉卫队」）是在儀典中伴隨或迎接貴賓的衛隊，尤其是指具有軍事性質，任命隨同及保護國家元首及其府邸、駐守陵墓或陣亡將士地標、參與重要典禮任務的儀衛隊。原則上來說，任何一支軍事隊伍都可以具有儀隊的職能，在平時執行日常的軍務，部隊接受特別指派時則執行禮儀任務。但是，某些國家級禮儀任務的儀隊是專門的儀仗隊伍，任命為履行國家榮譽的公共職責，由慎於體能及靈巧度者自願擔任，只有紀律操行良好、儀態端正，並表現出對儀式責任感的部隊，才被認為是合格人選。通常軍隊指派執行國家及軍事典禮任務的隊伍是步兵隊，但根據儀典的需求也會配合騎兵、禮砲和軍樂隊。除了國家儀典、議會、外交等最高規格的儀仗隊伍，軍種總部及所屬駐地可能也有相應規模的儀仗隊。
廣義上來說，儀隊不僅止在軍事隊伍，也包含宮廷、警察、民防、消防、紀律、宗教、學校、民間團體、運動會等履行傳統儀典活動的儀仗隊伍，他們在履行禮儀任務時，通常是彼此之間有著密切的聯繫，國防部儀仗隊是由軍隊負責，內政部儀仗隊通常來自警察或其他所屬部隊，州及地區儀仗隊則來自相關的地方單位，部隊與單位內部的禮儀由所屬人員組成儀隊。警察和消防儀仗隊為殉職同僚覆蓋旗幟，並扶柩前往安葬的墓地。宮廷和宗教儀典中，手持儀仗的執事或綵杖在行進時，伴隨居權位者走在遊行隊伍的前面。美國普世聖公宗和循道宗按立長老的葬禮上，會有護送靈柩的儀隊，守護在教堂和墓地之間的步道； 天主教會骑士团如耶路撒冷聖墓騎士團和馬爾他騎士團，也会在葬禮期間為已故的騎士和高級軍官提供儀仗隊。 英聯邦國家的體育文化中，也有儀仗的儀式。
學生軍團、學生警察、紅十字會、紅新月會、聖約翰救傷隊、童軍、女童軍等青少年制服團體，在有須要的典禮場合也會組成儀隊。

## 軍事傳統與職能

### 儀仗與警衛

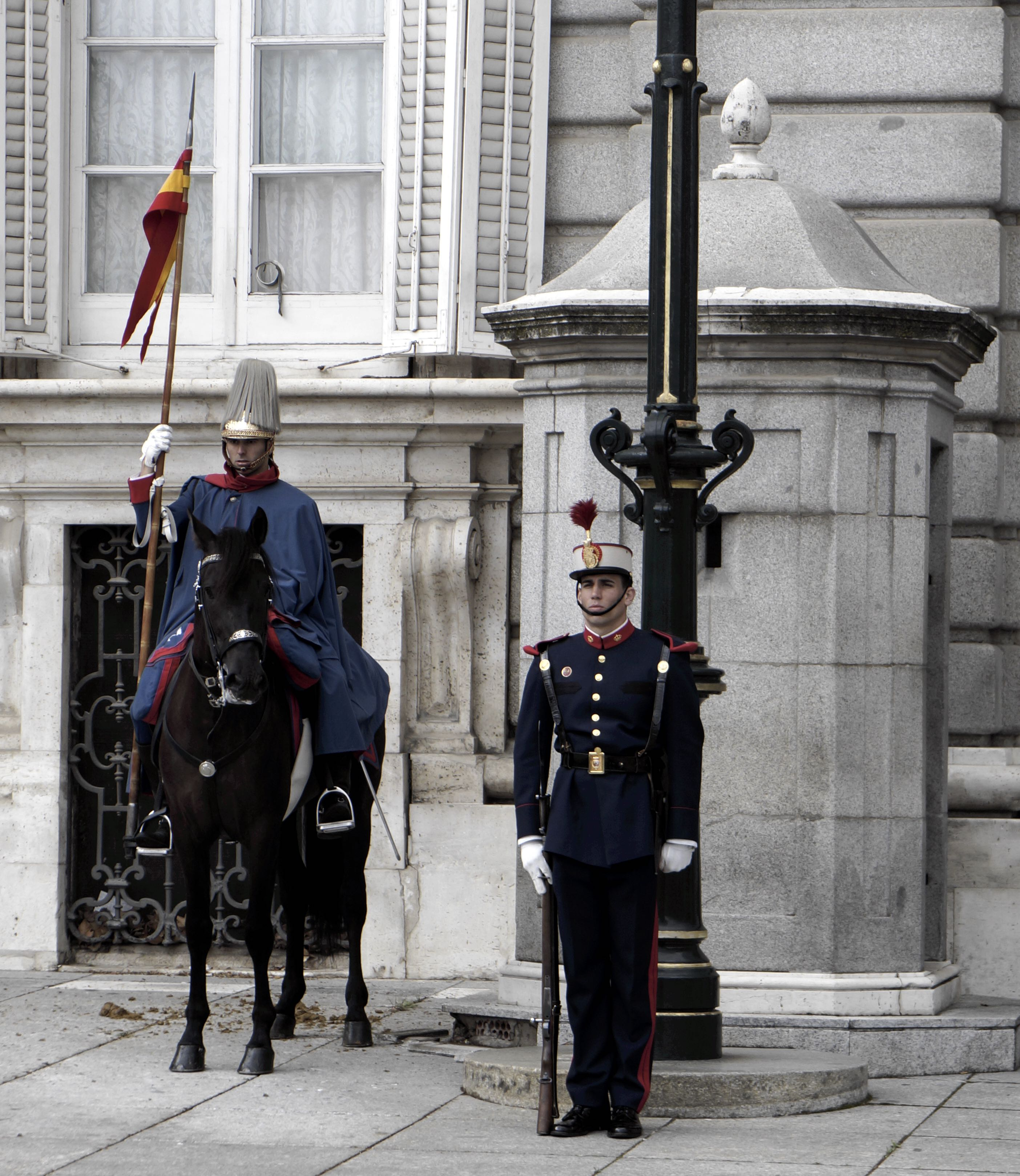
马德里王宫前站崗的儀衛兵

儀衛的起源可以追溯到古代史，君王將領的處所會有站崗的守衛，主要目的分為儀仗和警衛，一方面對可能存在的襲擊提供實際的保護，另一方面是彰顯身份的象徵。隨著時間的推移，真正防禦攻擊的重要性已經降低，現今儀仗隊的武器通常很少攜帶實彈，由更專門的隨扈負責保護安全，但儀仗代表性的門面功能仍然存在；被任命看守哨所的衛兵，則通常稱為哨兵。儀仗的目的是通過整齊肅穆的儀式，彰顯國家、部隊或組織的權威、尊嚴與紀律，以建立及展示集體的榮譽和威望，並在特殊場合中增添莊重的氛圍。
許多國家都有常備任務的儀仗隊，對擁有國家代表性的建築物，持續提供儀衛的職責，尤其適用於君主為國家元首的國家；除了國家元首的府邸之外，另一個有安排儀仗隊的地標，通常就是無名烈士墓。通常承擔這項任務的單位都擁有悠久的歷史，繼承古老兵團的榮譽稱號，儀衛兵在履行職責時，穿著具有歷史文化象徵意義的制服。某些國家擁有多支擔負儀仗的衛隊，輪流交換站崗的任務，像是英國白金漢宮的步兵衛隊，固定由英國陸軍的五支衛隊輪流更替，同時陸軍啹喀兵團、皇家空軍步兵團、皇家海軍陸戰隊、皇家海軍及其他英聯邦國家的軍事隊伍，也曾經擔當過這項任務。
每支儀仗隊約有20至30名衛兵，由一名值班軍官指揮，每個站崗地點通常有兩名衛兵，在執勤時須要保持站立不動的姿勢。衛兵每隔約一至兩個小時須要換崗，軍士長換崗時會帶領兩名衛兵，接替原來的兩名衛兵，未值班的衛兵則留守在警衛室。儀仗衛兵在站崗時，必須長時間保持固定姿勢，這方面容易引起圍觀者的好奇心，尤其是在特別受歡迎的觀光地點，遊客會嘗試與衛兵合影並試圖誘導衛兵做出反應，所以也會指派警察或暗處保全人員維持秩序，確保不會出現失控的搗亂事件。

### 高賓迎接儀式

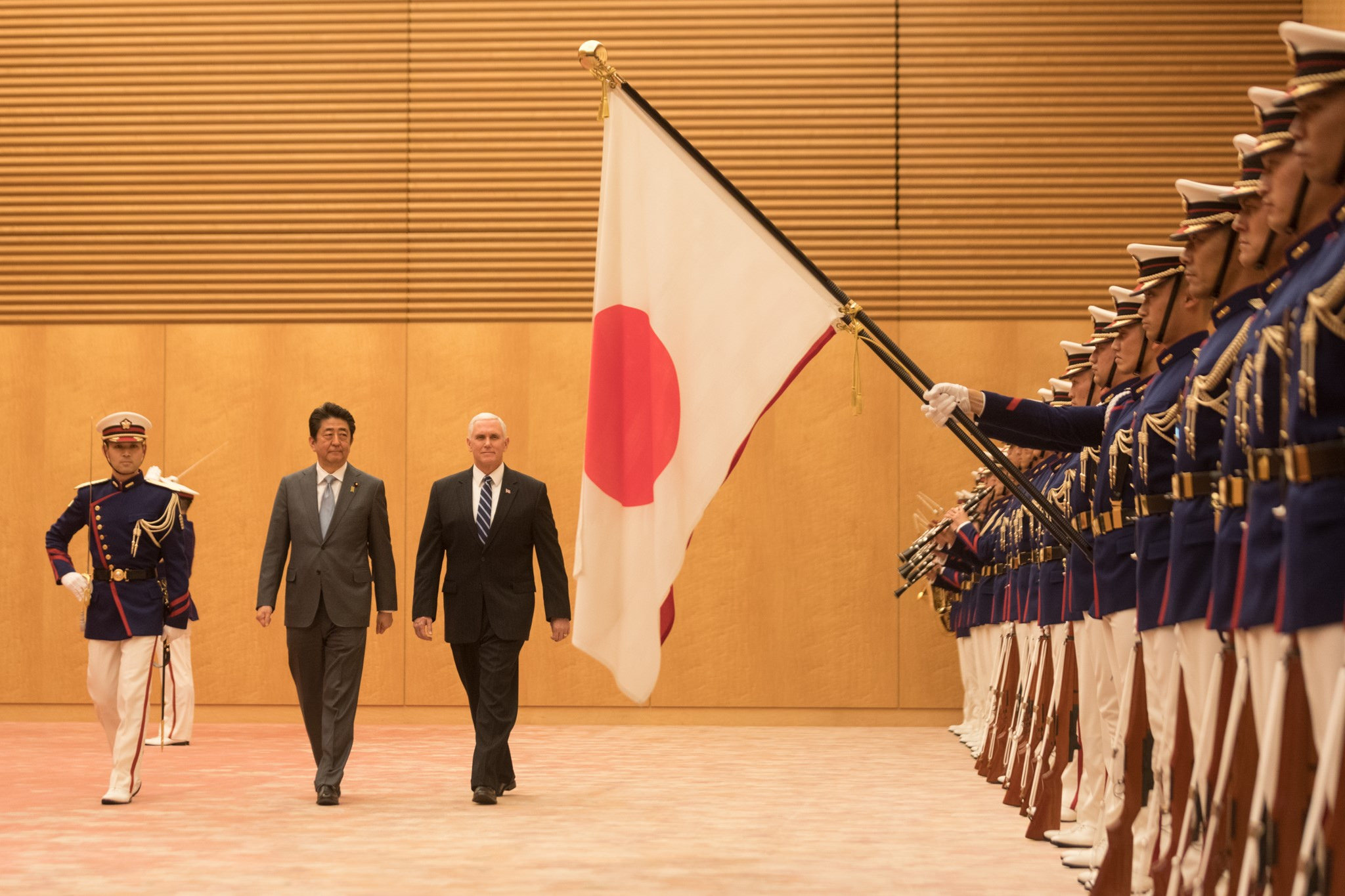
日本陸上自衛隊第302保安警務中隊迎接美国副总统迈克·彭斯

各國許多軍事部隊、準軍事組織、民事應急服務和其他機構都有配備儀仗隊，主要職能是執行傳統的禮儀活動，或是在國家儀典、国宴、国事访问、外賓來訪、大使就任呈遞國書、基地開放等場合擔任標兵，向有資格受禮者表達歡迎與致敬，迎送長官並接受檢閱儀隊都是其中的任務。這些職務通常是義務性質，軍警士官兵在平時執行日常的工作，在有特殊需求時採取任務編組方式，接受指派執行這些禮儀工作。
儀仗隊最主要目的是表達致敬，當為高賓舉行迎送儀式時，儀衛兵由排長帶領排列成行，手持兵仗行舉槍禮，並根據高賓的級別鳴放禮砲，配合軍樂隊演奏國歌；以及由連指揮官引導，長官隨行高賓檢閱儀仗隊，除了表示最崇高的致敬，也展示軍隊的紀律和士氣。

### 操演表演

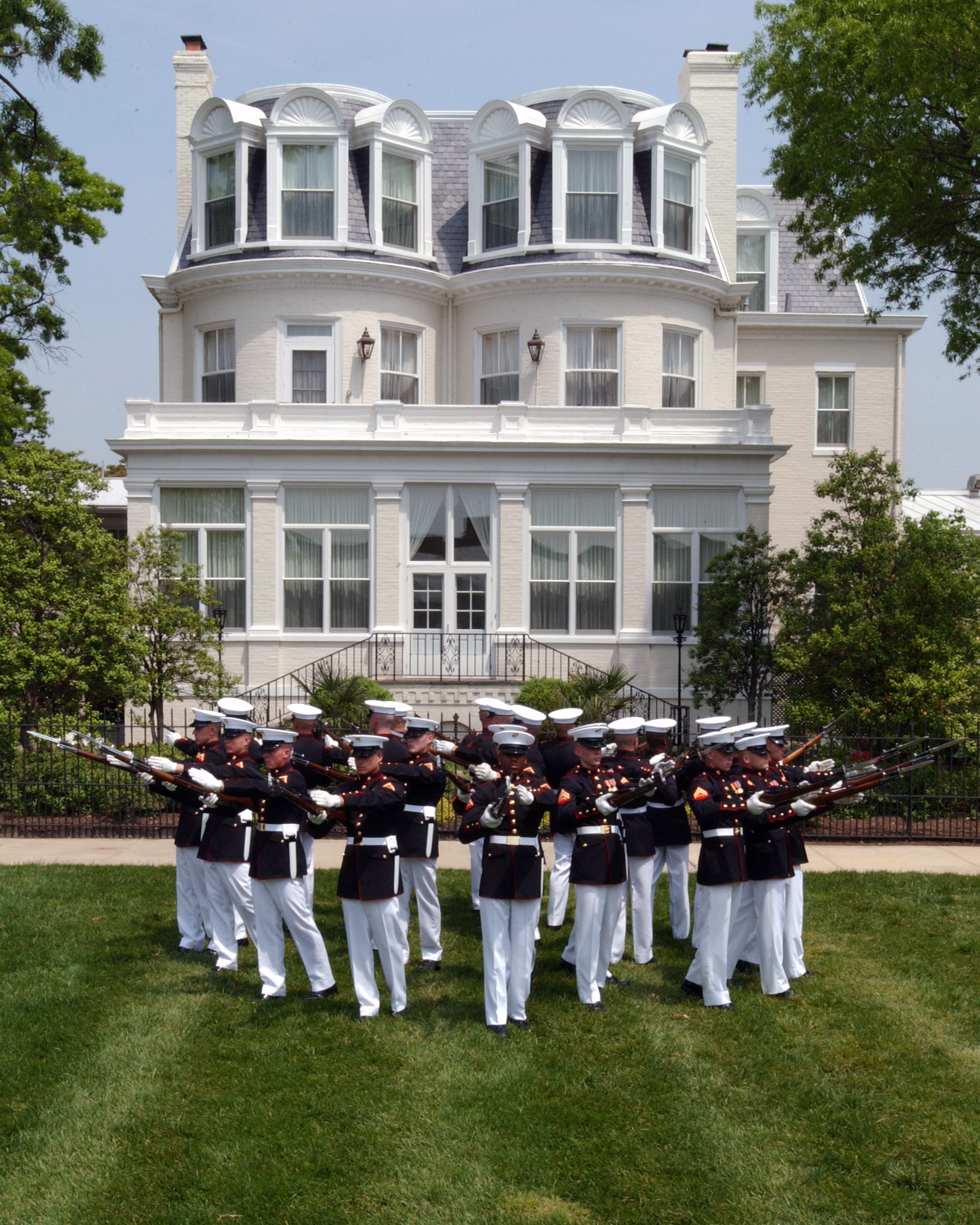
美國海軍陸戰隊無聲操槍排在華盛頓特區美國海軍陸戰隊司令邸前的花式操槍表演

軍樂隊和儀仗隊经常參加軍樂節、國家慶典、操演競技、友邦敦睦任務、開放參觀基地或軍艦等活動，進行軍操、槍操、騎操、軍樂及遊行等表演。表演操雖然沒有實際戰鬥的意義，但在炫耀漂亮技能之外，也是團隊的協調合作訓練，需要部隊成員有高度的集中力和準確度，以及成員之間的默契。

### 榮譽葬禮

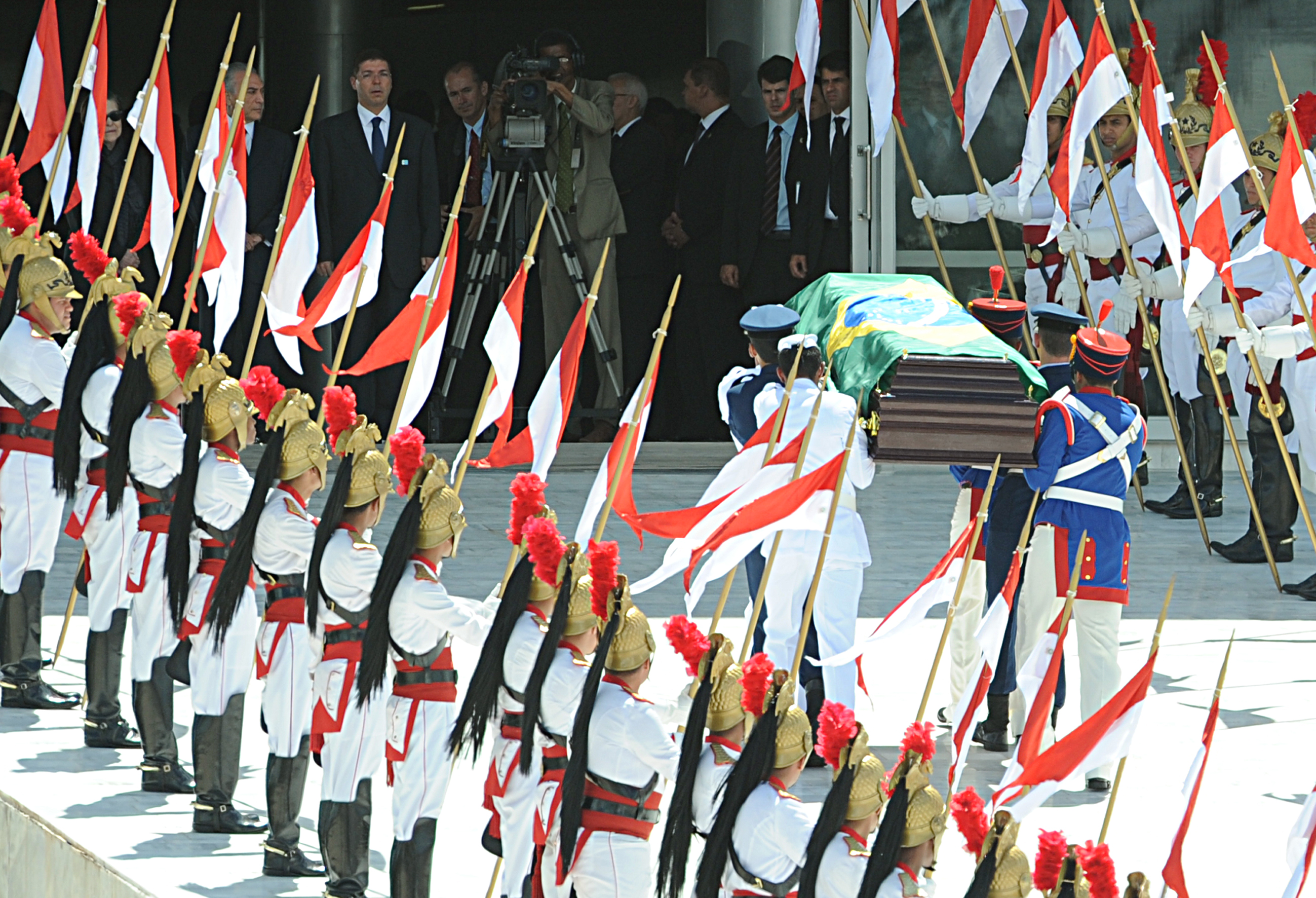
巴西共和國前副總統若澤·阿倫卡爾的遺體抵達巴西總統府，舉行守靈和致敬儀式

儀仗隊在國葬、軍葬或公葬禮中，為逝者的棺柩覆蓋旗幟，追思儀式獻上花圈，扶靈前往安息之地，向逝者致上崇高的敬意。

### 軍刀拱門
軍刀拱門是一種婚禮傳統禮儀，士兵舉起軍刀成為榮譽拱門，向新婚夫婦致敬。新郎和新娘通常在離開婚禮典禮會場時，從榮譽拱門下經過，這個傳統通常在軍警服役人員的婚禮上使用。

## 各国仪仗队
以下簡介世界各國負責禮儀的儀仗隊，主要是概述國家及皇家最高禮儀的國家儀仗隊，次要內容包括國防部總部、軍方總部及軍種總部的軍事儀仗隊，少部分是關於軍隊之外其他單位的儀仗隊。

### 阿富汗

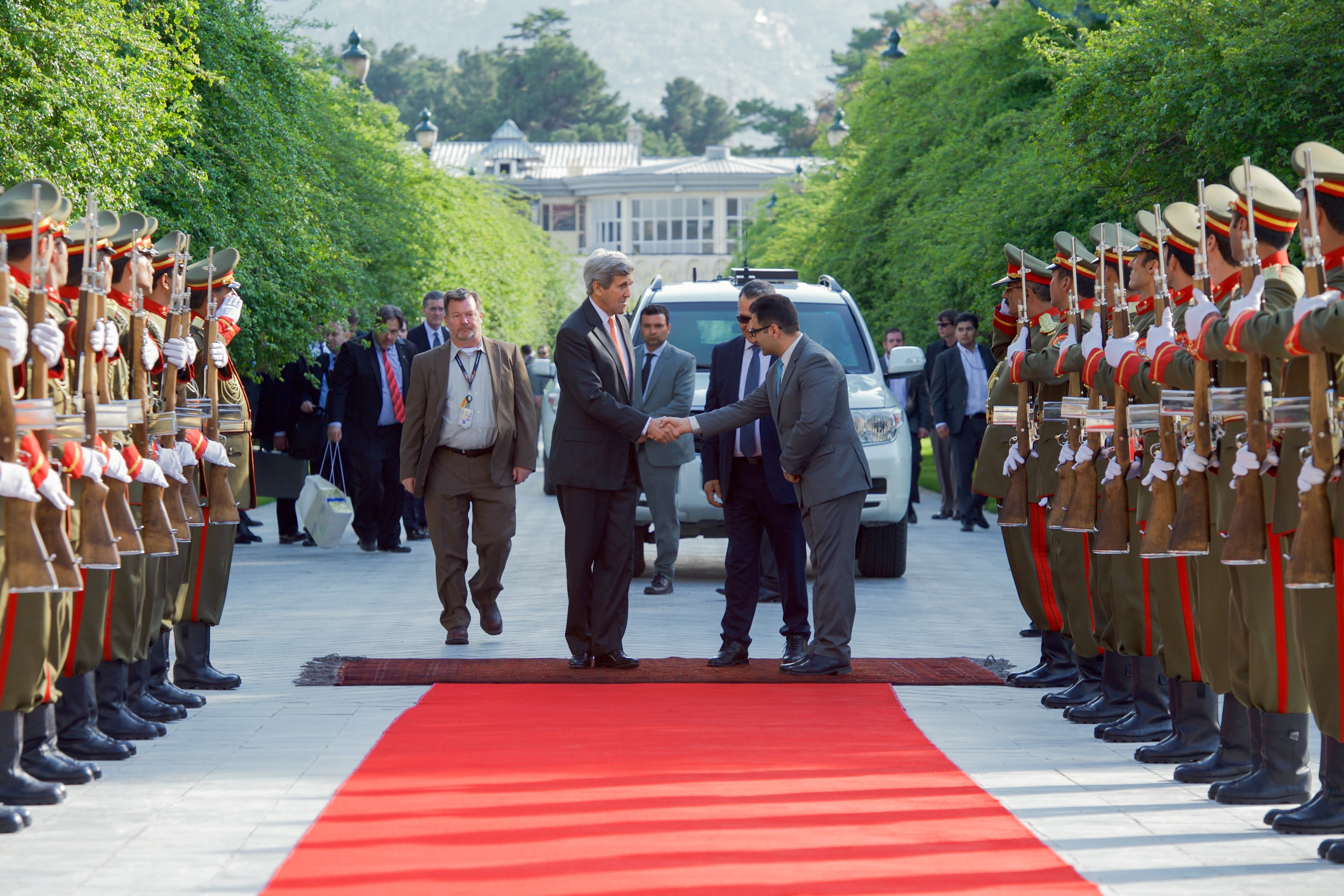
阿富汗伊斯蘭共和國儀仗隊迎接美國國務卿约翰·克里會晤總統阿什拉夫·加尼

阿富汗伊斯蘭共和國儀仗隊來自阿富汗安全部隊所屬的阿富汗陸軍、阿富汗空軍和阿富汗國家警察負責，擔負阿富汗总统及國防部的儀仗任務，包括阿富汗獨立日在首都凯旋门的紀念儀式。

### DZA

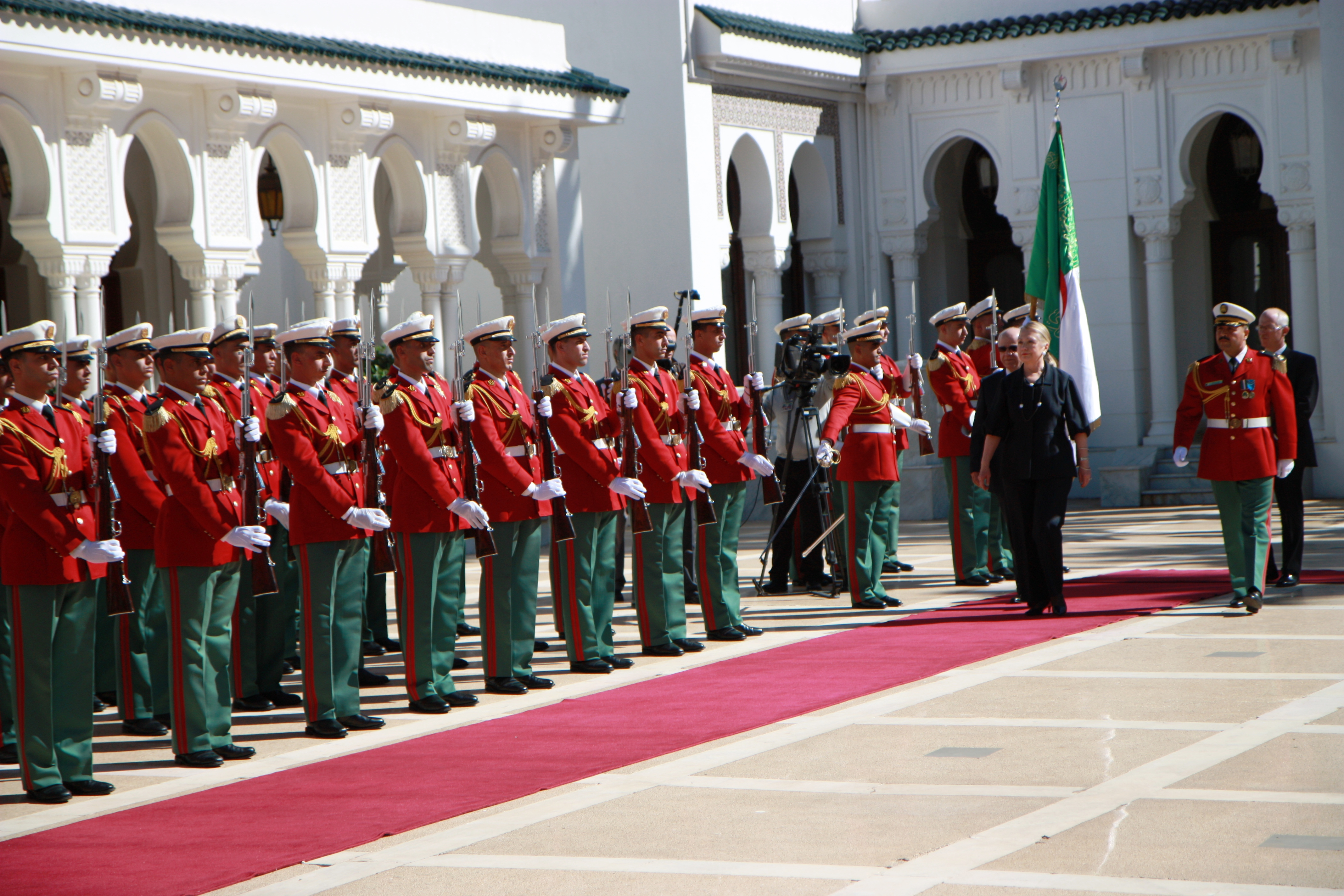
阿爾及利亞共和國衛隊迎接美国国务卿希拉里·克林顿

### ARG

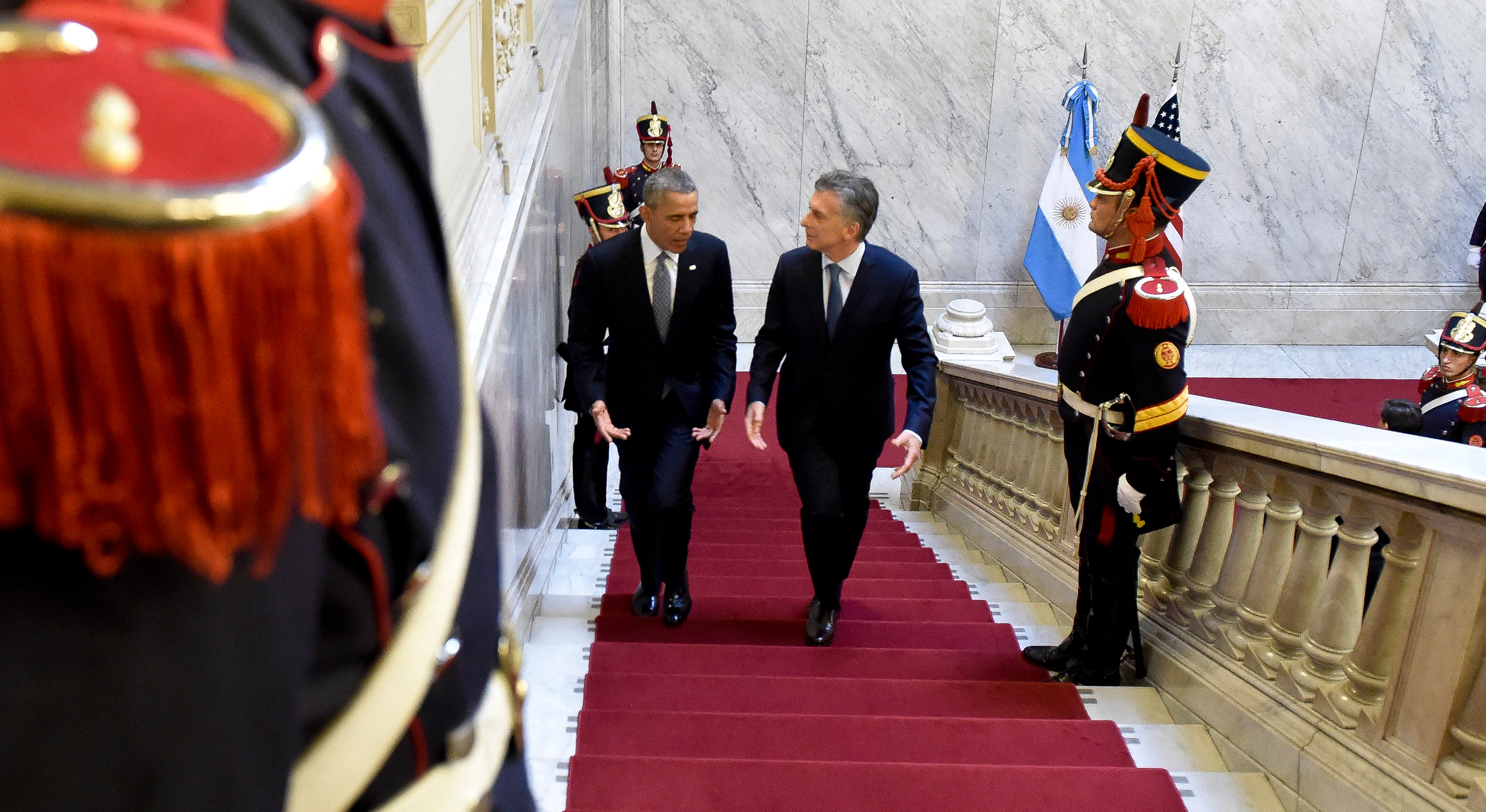
駐守在阿根廷總統府的騎兵擲彈兵團，是阿根廷的國家禮儀衛隊

### 阿尔巴尼亚
阿爾巴尼亞共和國衛隊是阿爾巴尼亞的儀仗隊，負責保護議會、總統府和政府高級官員，以及國事訪問的外交禮儀。共和國衛隊的歷史可以溯源至阿爾巴尼亞王國時期，國王索古一世成立的皇家衛隊。

### 阿尔及利亚
阿爾及利亞共和國衛隊是阿爾及利亞陸軍的主要儀隊，由6,000名軍士組成，形成風格沿自於法國陸軍。共和國衛隊包括一支騎兵隊和一支軍樂隊，騎兵隊的服飾可以溯源至柏柏爾騎兵、努米底亞騎兵、法國騎兵和阿拉伯騎兵的軍事傳統。

### 安哥拉
安哥拉總統衛隊是負責總統安全，及保衛首都罗安达的卫队。

### 阿根廷
阿根廷陸軍騎兵擲彈兵團是阿根廷的總統衛隊和騎兵儀隊，成立於1813年，是阿根廷陸軍最高級別的騎兵部隊，駐守在阿根廷总统府前的兩名擲彈兵是儀衛隊的標誌象徵。騎兵擲彈兵團同時駐守在何塞·德·圣马丁安眠的布宜诺斯艾利斯都主教座堂，以及同樣是總統辦公的阿根廷国会宫。

### 亞美尼亞

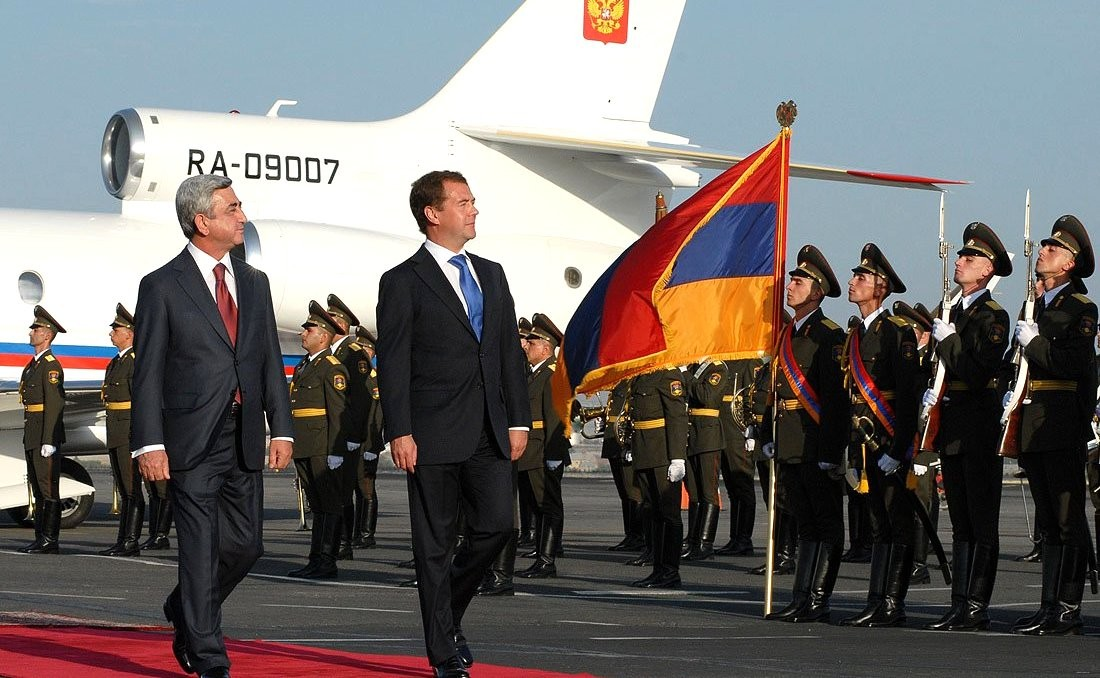
俄罗斯总统德米特里·阿纳托利耶维奇·梅德韦杰夫正在檢閱亚美尼亚仪卫营

亞美尼亞武裝部隊的儀仗隊由國防部儀衛營負責，該部隊駐紮在葉里溫的國防部總部。國防部儀衛營奠基於苏联红军的第七近衛軍。2018年起，國防部儀衛營開始擔任葉里溫總統府的警哨任務。 亚美尼亚警察有屬於自己的儀仗隊，執行葉里溫警察總部指派的任務，同時負責首都的執法行動。

### AUS

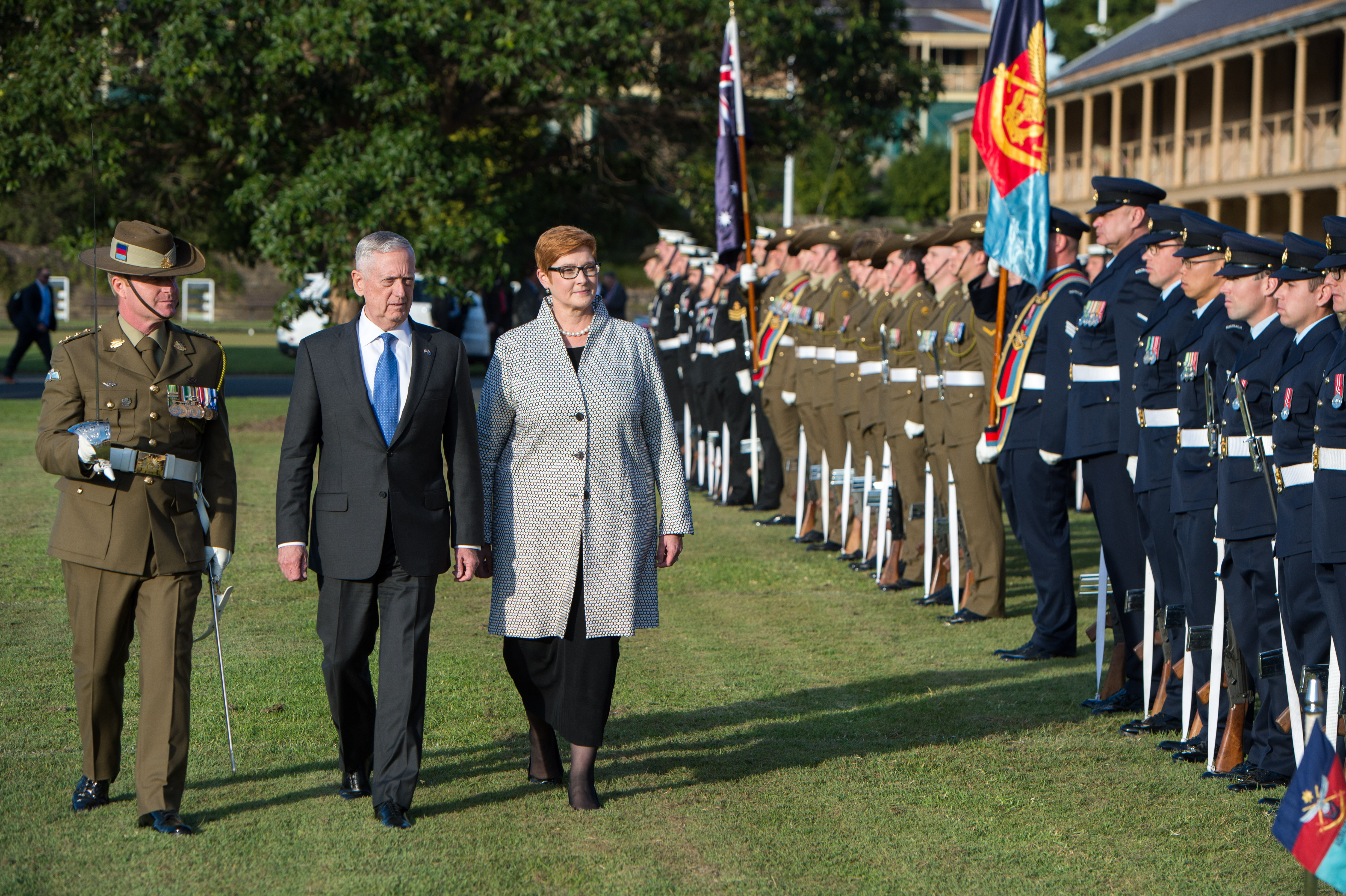
澳大利亞聯邦警衛隊迎接美國國防部長詹姆斯·马蒂斯官訪

### 
澳大利亞聯邦警衛隊是由澳大利亞陸軍、澳大利亞皇家空軍和澳大利亞皇家海軍組成的三軍儀仗隊，2000年為慶祝澳大利亞建立100週年而成立，是澳大利亞國防軍歷史上唯一純粹執行禮儀任務的隊伍，同年也在白金漢宮擔任警衛任務。所有警衛隊成員在加入志願服務之前，都被徵召到各個部隊服役。

### 奥地利
奧地利警衛營是奧地利聯邦軍的禮儀部隊，駐紮在首都維也納的瑪麗亞·特蕾西恩軍營，並有編制一支專屬的維也納軍樂隊。
克芬许勒荣誉近卫队（Khevenhüller Garde）是效忠克芬许勒-梅施公爵家族的卫队，从16世纪开始一直守护尼得奥斯塔维茨宫邸和霍赫奥斯塔维茨城堡。

### 
阿塞拜疆的國家儀衛隊由阿塞拜疆国家特别保护局的國民警衛隊負責，這支隊伍隸屬於阿塞拜疆总统，職責範圍包括保護政府官員、國事訪問和閱兵配備的儀仗任務。阿塞拜疆国防部下屬的聯合儀隊，通常使用在軍事的禮儀活動。 阿塞拜疆总参谋长亦有特別任命成立衛戍部隊。
蘇維埃時期，巴庫高等聯合軍種指揮學校第四學員營被指派為一支特別儀仗隊伍，擔任阿塞拜疆苏维埃社会主义共和国的禮儀部隊，參與比纳机场（今盖达尔·阿利耶夫国际机场）的歡迎儀式。

### BLR

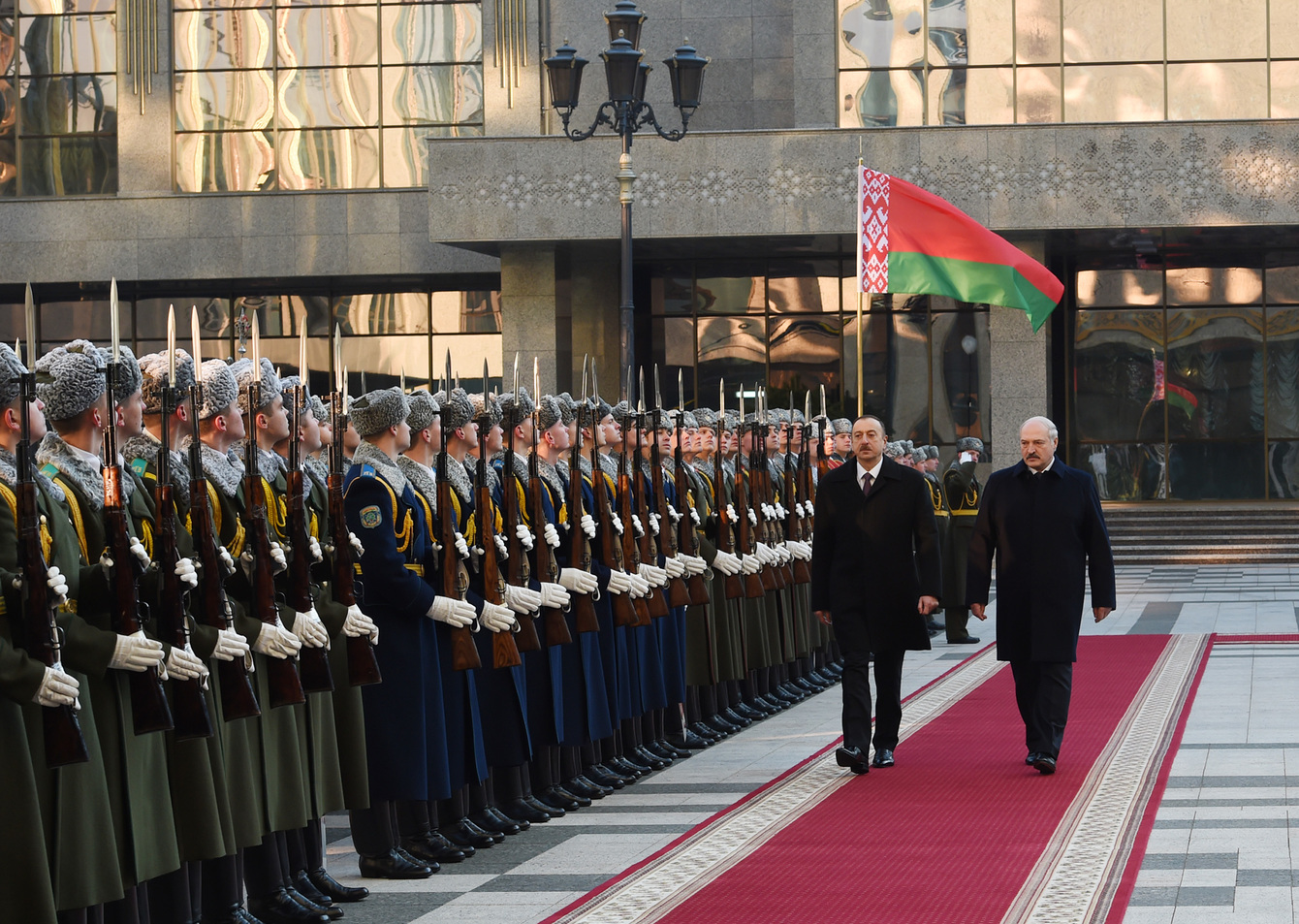
白俄羅斯武裝部隊儀仗隊向阿塞拜疆总统阿利耶夫和白俄羅斯總統盧卡申科舉槍致敬並行注目禮

### 白俄羅斯
白俄羅斯武裝部隊儀仗隊是白俄羅斯武裝部隊的一支專門的儀仗部隊，成立於1995年，由兩所軍事學校的操隊組成。儀隊的主要基地設在首都明斯克，由明斯克軍事指揮部直接指揮，下屬單位分布在巴拉诺维奇軍事指揮部、博布鲁伊斯克軍事指揮部、鲍里索夫軍事指揮部、布列斯特軍事指揮部和格罗德诺軍事指揮部，目前由來自武裝部隊、內務部隊和邊防部隊的人員組成。

### 比利时
比利时皇家护卫队是在各种仪式上陪伴比利时国王的骑马部队，同时为外国来访的国家元首和大使，在布鲁塞尔王宫执行迎接任务。 
皇家护卫队是一个临时单位，仅限在重大仪式召集在一起，以前是征召自已经解散的比利时国家宪兵，现在由比利时联邦警察部队提供服务。仪仗制服是带红色羽毛的黑色熊皮、黑色束腰外衣和白色马裤，并在长矛上装饰红黄黑色的三角旗。比利时皇家军事学院偶尔也会负责仪仗任务，其学员仪仗队穿着夜蓝色礼服。

### 
波斯尼亚和黑塞哥维那武装部队儀仗連是代表波斯尼亚和黑塞哥维那主席团和軍方的衛隊，穿著藍色的制服，2004年11月26日通過主席团主席同意成立，是第一支專職於儀仗的部隊。儀仗連在其成立的最初二十天，集中在巴特米爾營地進行密集訓練，由英國陸軍御林軍的軍官監督；並於2007年完成架構整備，編制在塞拉耶佛憲兵營下運作。 儀仗連截至2019年的組織編制架構，包括總部群、旗衛隊、第一排、第二排和第三排。塞族共和國有一支独立的内务部仪仗队，負責自治共和国的儀典活動，穿著與塞爾維亞儀仗隊相似的制服。

### 巴西
巴西武裝部隊及憲兵擁有幾支用於典禮用途的儀隊，其中最重要的是巴西總統的儀隊。這支儀隊由「獨立龍騎兵」第一近衛騎兵團、總統衛隊和禮砲連組成，隸屬於巴西陸軍普拉納托軍事指揮部。巴西海軍陸戰隊下屬的一支陸戰連負責巴西海軍的典禮活動，巴西國防部同樣擁有一支由三軍組成的聯合儀隊。

### BGR

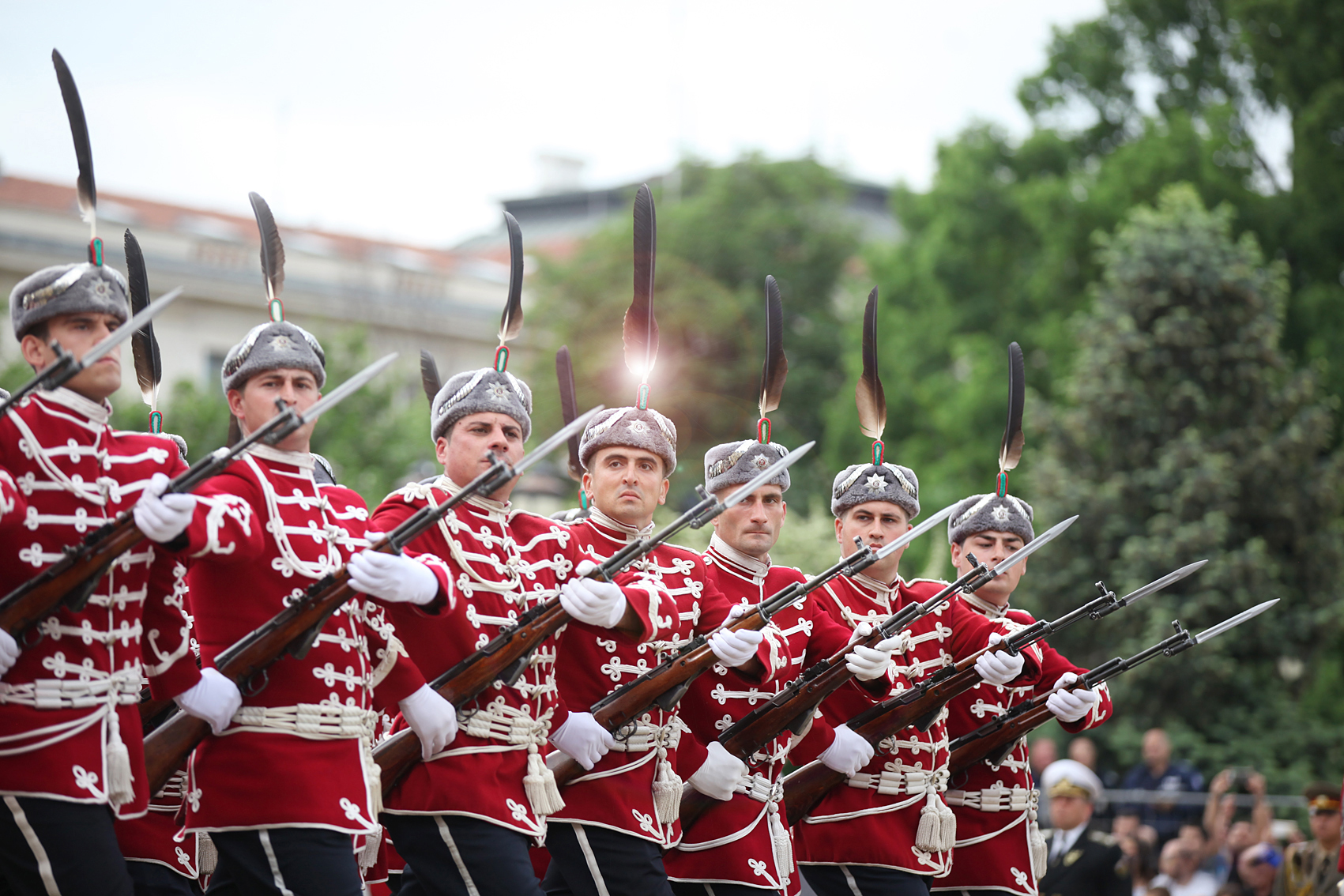
保加利亞國民警衛隊參與陸軍節閱兵典禮

### 保加利亚
保加利亞國民警衛隊成立於1878年，是保加利亞武裝部隊最高規格的儀隊，編制是團級單位，下設一支軍樂隊和兩支儀仗營。國民警衛隊於2001年被陸軍官方指定為代表編隊，與國旗、國徽和國歌一同被宣佈為現代國家權威的象徵。

### 加拿大
加拿大首都渥太華的軍事公共職責由兩支步兵衛隊負責，分別是擲彈兵衛隊和總督步兵衛隊，兩支隊伍的其中一個主要任務是在國家和政府組織的儀典承擔警哨任務。 他們的任務還包括執行衛兵交接任務、在軍事葬禮負責儀仗，以及迎接外國政要到來訪問。這兩支步兵衛隊聯同總督騎兵衛隊的總部設在多伦多，共同成為加拿大近衛隊的其中部份。

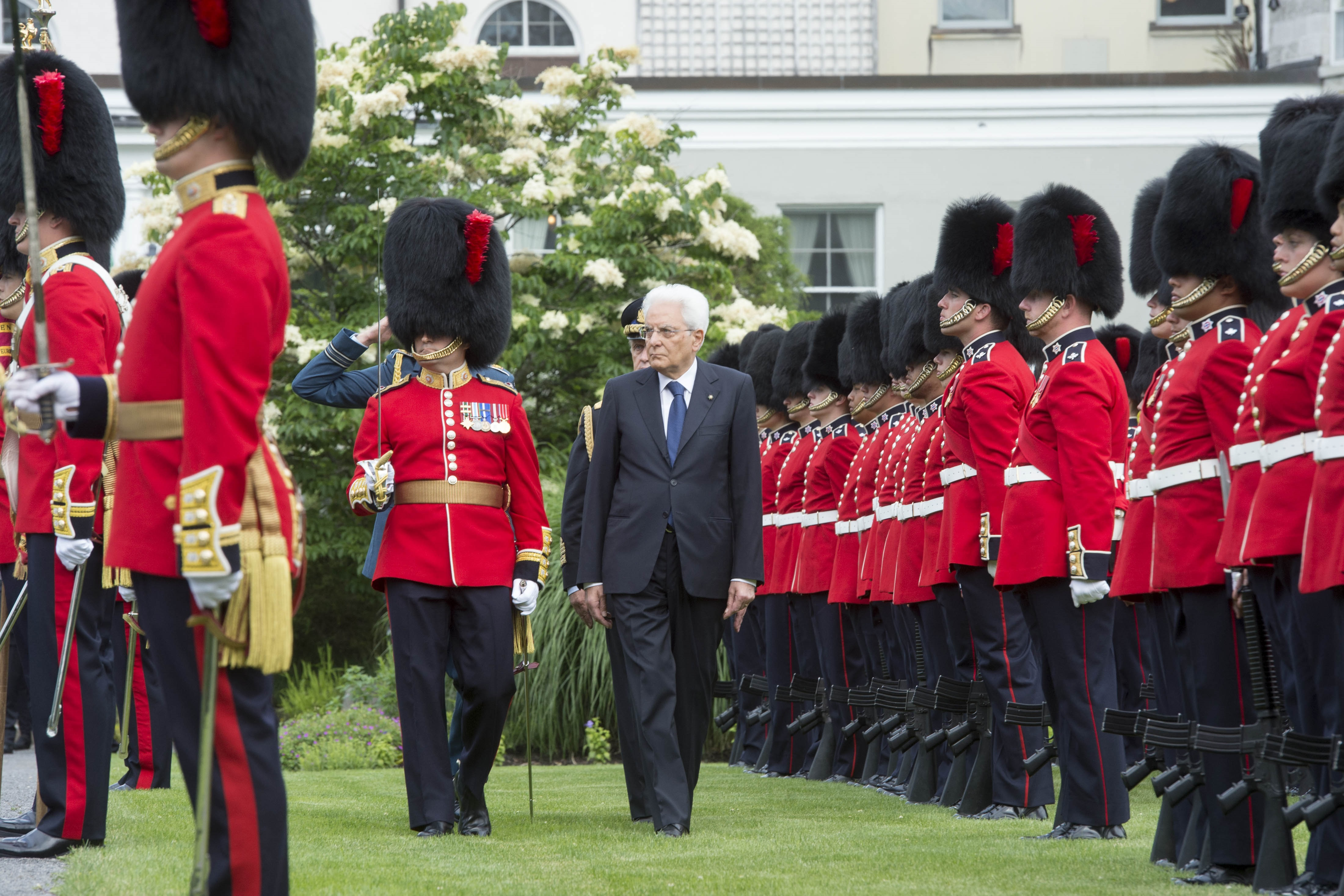
總督步兵衛隊是加拿大陸軍的其中一支步兵衛隊

加拿大陸軍在每年6月下旬至8月下旬，特別指派一支公共職責分遣隊，負責在渥太華承擔夏季任務，稱為禮儀衛隊。 禮儀衛隊名義上的编制是由加拿大陸軍的正規軍或預備役人員組成，但其成員還包括加拿大皇家空軍和加拿大皇家海軍的正規軍和預備役人員。 禮儀衛隊承擔夏季期間的衛兵交接、軍事葬禮的儀仗，以及外賓國事訪問的迎接儀式。 禮儀衛隊成員穿著與步兵衛隊相同制式的制服，因為禮儀衛隊成員的資格未開放給整個武裝部隊之前，在歷史上就已經承擔夏季公共職責的工作。 禮儀衛隊被認為是一支臨時的分遣隊，因為其成員來自武裝部隊的各個單位，並不是加拿大軍隊作戰序列的永久單位。
除了步兵衛隊和禮儀衛隊之外，第22皇家軍團是另一支參與衛兵交接的軍事單位。第22皇家軍團從6月下旬到劳动节（9月的第一個星期一）在魁北克城堡擔任衛隊，传统上加拿大总督会于夏天或其他时候在此居住。 然而，由於第22皇家軍團駐守在魁北克市，所以很少承擔外國政要官訪的迎接任務。
加拿大儀仗隊也由民警和消防部門組成，通常有30至60名成員，使用在公葬禮和地方儀典活動。這些儀仗隊包括加拿大皇家騎警、約克地區警察騎警儀仗隊，消防部門的儀仗隊配備獨特的禮儀斧，包括多倫多消防隊儀仗隊、卡爾加里消防隊儀仗隊。

### 智利
拉莫內達宮衛隊是智利總統的儀仗隊，隸屬於智利憲兵，同時負責拉莫內達宮的警衛安全。最早記錄的行政官邸儀衛隊設立於1851年，擔任曼努埃爾·布爾內斯的衛隊。1932年，憲兵開始負責這項任務，並於1996年命名為總統府衛隊。

### 中华人民共和国

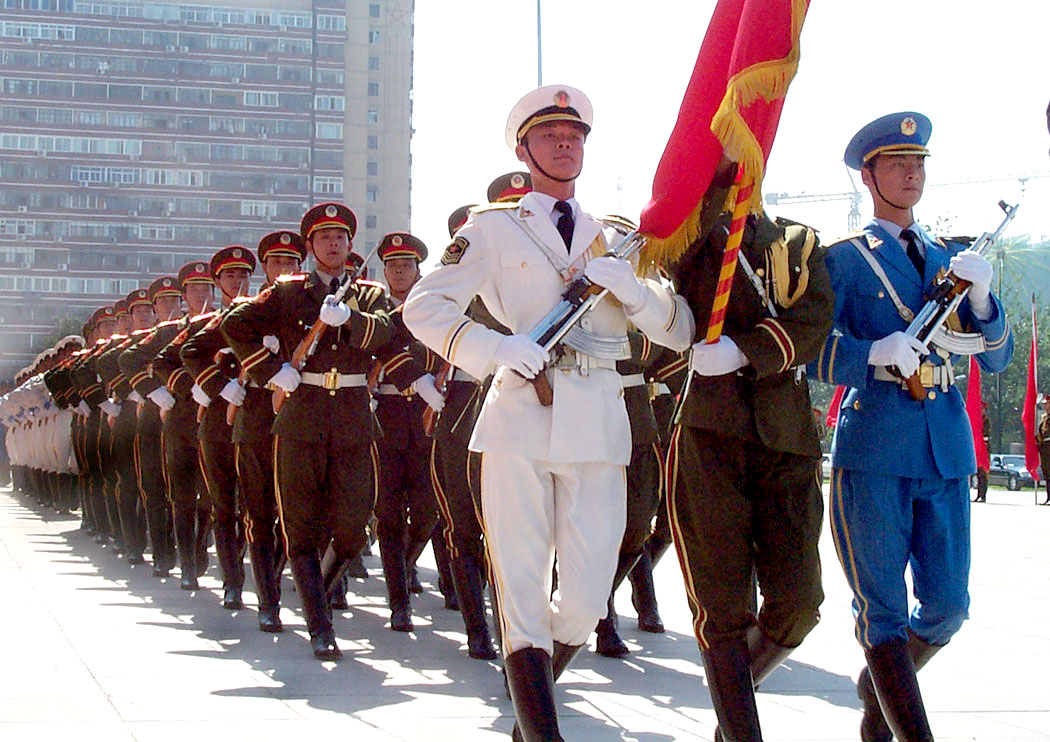
穿著87式军服的中国人民解放军仪仗大队

中国人民解放军仪仗大队是中国人民解放军唯一的国家级仪仗司礼部队，由中国人民解放军陆军、中国人民解放军海军和中国人民解放军空军三军仪仗队组成，隶属于中国人民解放军北京卫戍区下属的警卫第一师，下辖第一中队、第二中队、第三中队、第四中队、女兵中队、国旗护卫队和礼炮中队，与中国人民解放军军乐团共同承担不同规格的司礼任务。
仪仗大队先后完成国庆35周年、国庆50周年、国庆60周年、国庆70周年等国庆阅兵，香港及澳门回归政权交接仪式，2008年北京奥运会、残奥会支援等重大活动升旗的仪仗任务，同时担负外国领导人向天安门广场人民英雄纪念碑献花圈仪式。仪仗大队的迎接外宾任务通常分为三种规格：
1. 第一种规格由151人组成三军仪仗队，用来迎接外国元首或政府首脑。
2. 第二种规格由127人组成三军仪仗队，用来迎接外国军队的高级将领。
3. 第三种规格由101人组成单军种仪仗队，用来迎接外国军队的单军种司令。

此外，中国人民武装警察部队、中国人民解放军驻香港部队和中国人民解放军驻澳门部队也设有独自的仪仗队。 香港和澳门特别行政区也部署由警察执勤的仪仗队，分别由香港警务处和澳门保安部队事务局执行特别行政区的礼仪传统。

### CUB

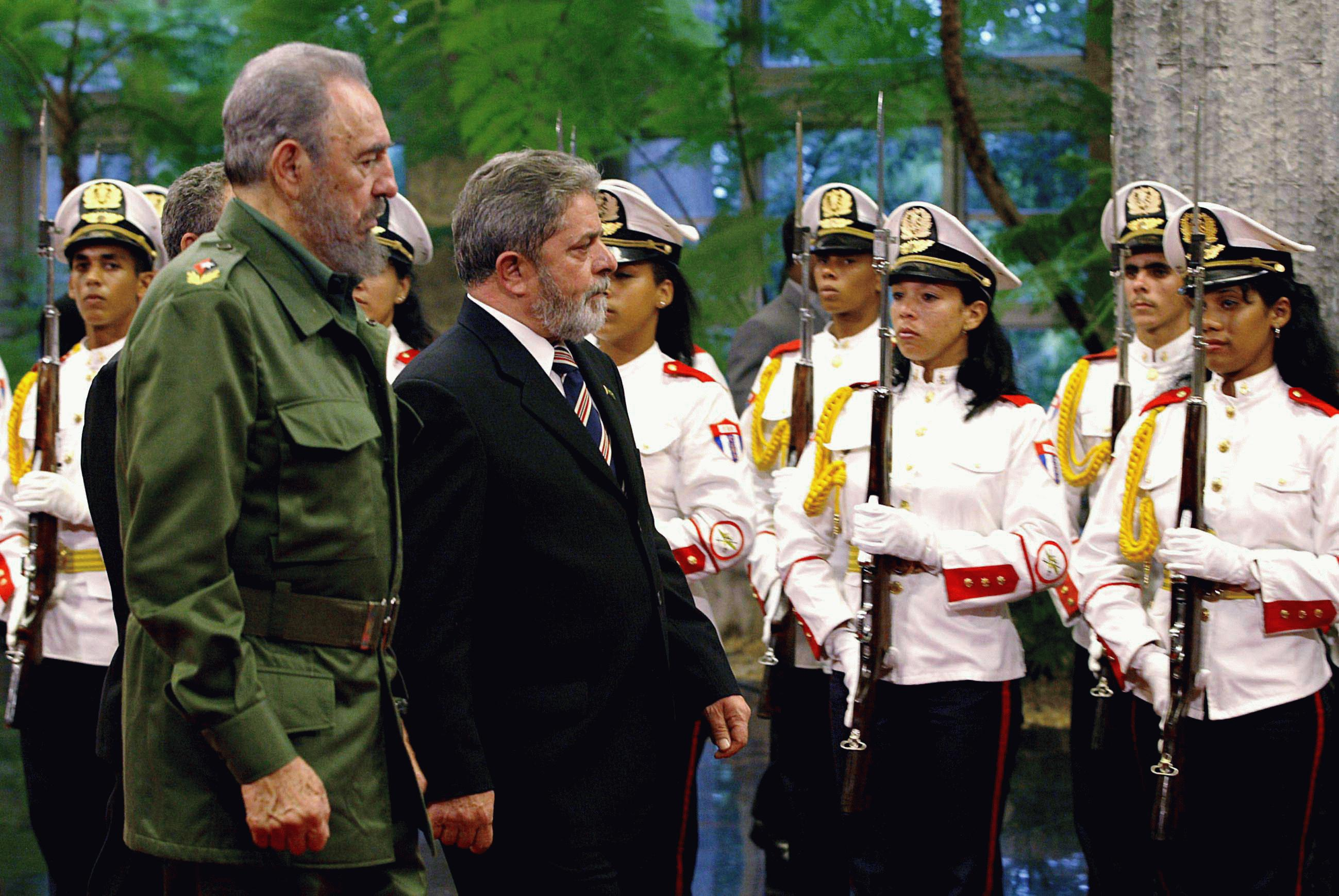
古巴共产党中央委员会第一书记卡斯特罗和巴西总统达席尔瓦正在檢閱古巴革命武裝力量儀仗隊

### 哥伦比亚
第37步兵總統衛隊營由五支步兵連、一支歷史連和一支砲兵連，加上一支軍樂隊、一支號角隊和一支鼓樂隊組成，是哥伦比亚总统所屬的儀仗部隊。總統衛隊隸屬於哥倫比亞國民陸軍，駐防在首都波哥大的纳里尼奥宫，每週有三天舉行換崗儀式，傳承1815年美西獨立戰爭期間，西蒙·玻利瓦爾步兵衛隊的傳統。

### 
克羅地亞儀衛營由300名成員組成，武裝部隊總參謀部直接指揮，是執行國家和軍事禮賓任務，以及保護克罗地亚总统安全任務的衛隊。

### 古巴
古巴革命武裝力量儀仗隊是古巴共产党、古巴政府和古巴革命武装力量的禮儀部隊，儀仗傳統混合俄羅斯和德國軍禮的形式，特別採用源自德國的正步。儀仗隊的儀仗通常在哈瓦那的政府大樓和著名地標，包括首都主要廣場的革命广场和古巴共和国主席辦公的革命宫，每個半點會在圣地亚哥-德古巴的聖伊菲热尼亚公墓何塞·馬蒂陵墓進行衛兵交接。

### 捷克

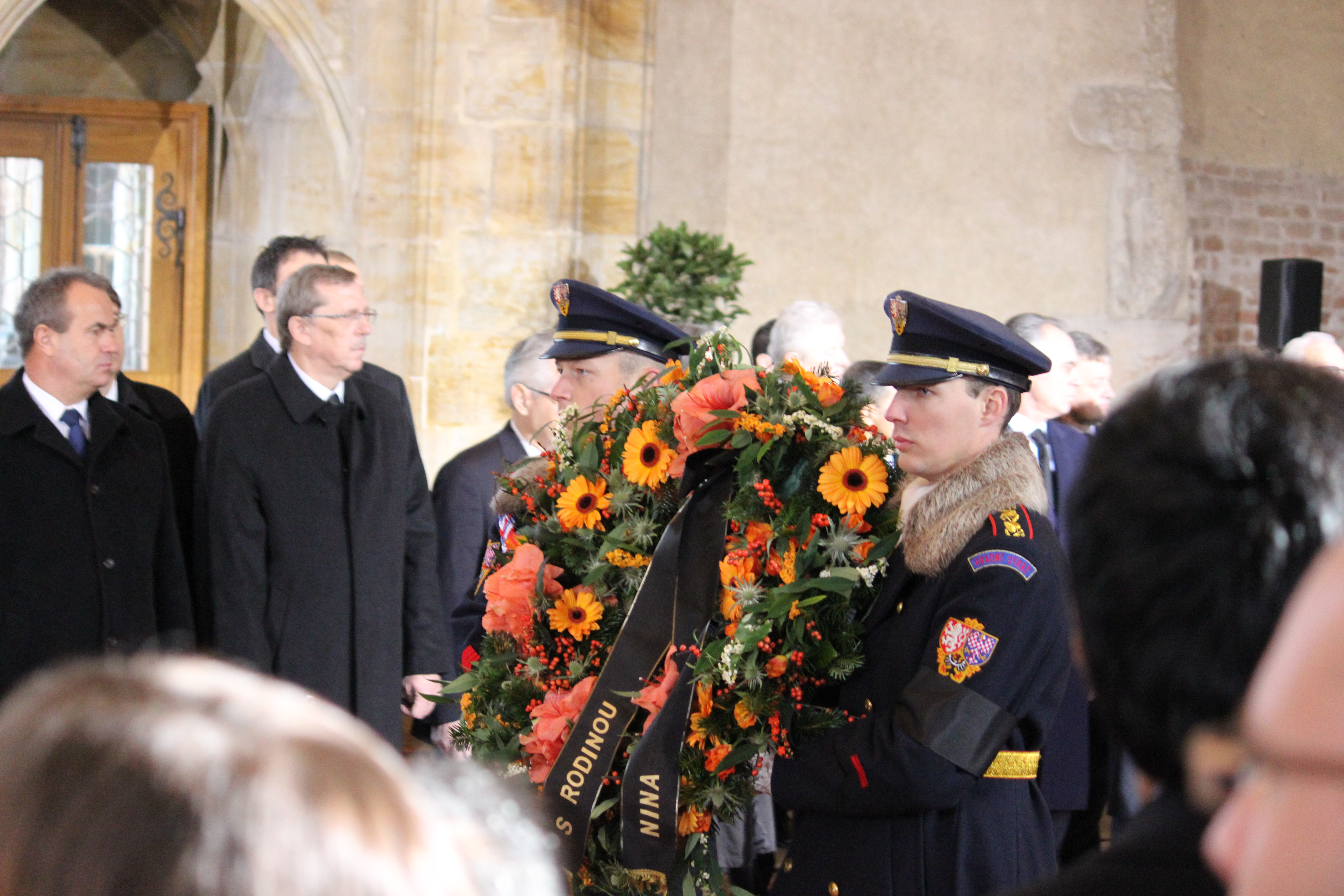
布拉格城堡衛隊為前總統瓦茨拉夫·哈维尔的喪禮獻上花圈

捷克共和國的國家禮儀任務通常由布拉格城堡衛隊負責，這支隊伍是捷克共和國武裝部隊的一支特殊部隊，由捷克共和國總統軍事辦公室調派，直接隸屬於共和國總統。捷克共和國陸軍直屬有一支武裝部隊儀仗隊，成立於2005年，隸屬於布拉格司令部。 武裝部隊儀仗隊由38名士兵組成，包括指揮官、旗兵、儀衛兵和預備人員。
捷克斯洛伐克共產黨政權統治時期，經常見到先鋒隊擔任儀仗隊。同時，捷克境內活躍於民間的索科爾衛隊（Sokolská stráž），是1862年成立索科爾體操俱樂部的榮譽單位。

### 丹麦
丹麥皇家近衛隊是丹麥陸軍的一支步兵團，主要的兩個作用是：參與前線作戰的軍事單位、以及丹麥君主的近身衛儀隊，負責守護阿马林堡宫。丹麥驃騎兵團下屬的騎兵中隊是另一支負責禮儀任務的部隊，包括為貴賓提供護送和執行公共職責。

### 埃及
埃及共和國衛隊是埃及陸軍的一個師級單位，在埃及武裝部隊中是最高級別的衛隊，負責保衛埃及總統、總統府和國家主要機構，由數十個裝甲旅、機械化旅和師級砲兵團組成。除了情報部門和中央安全部隊之外，共和國衛隊是唯一允許進入開羅市中心的軍事單位。

### 爱沙尼亚
愛沙尼亞警衛營隸屬於愛沙尼亞憲兵部隊，同時兼任儀仗和宪兵的職務，是愛沙尼亞國防軍下屬負責禮儀的專門部隊。

### 斐济

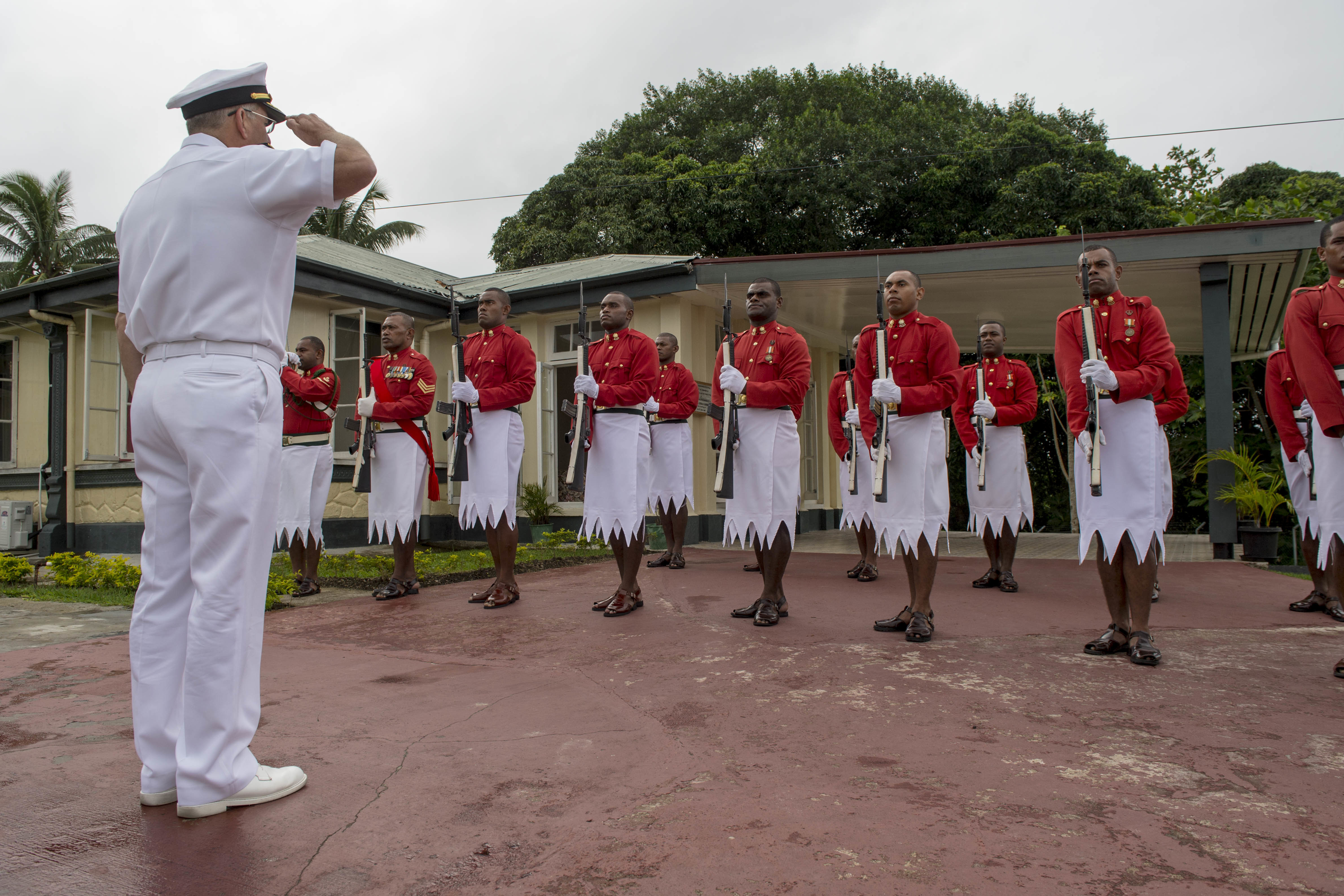
斐濟總統府衛隊分卫队向太平洋夥伴關係領導人敬礼

斐濟總統府衛隊是斐濟總統的儀仗部隊，由斐濟軍隊所有不同軍種部門的成員組成，主要在首都蘇瓦的總統府履行禮儀職責。總統府衛隊定期執行交接，穿著紅色上衣搭配斐濟傳統服飾的制服，装备AK-101突击步枪。

### 芬兰
猎兵卫队团駐紮在首都赫尔辛基附近的桑塔哈米纳，承擔外賓來訪時所需的禮儀職責。

### 法國

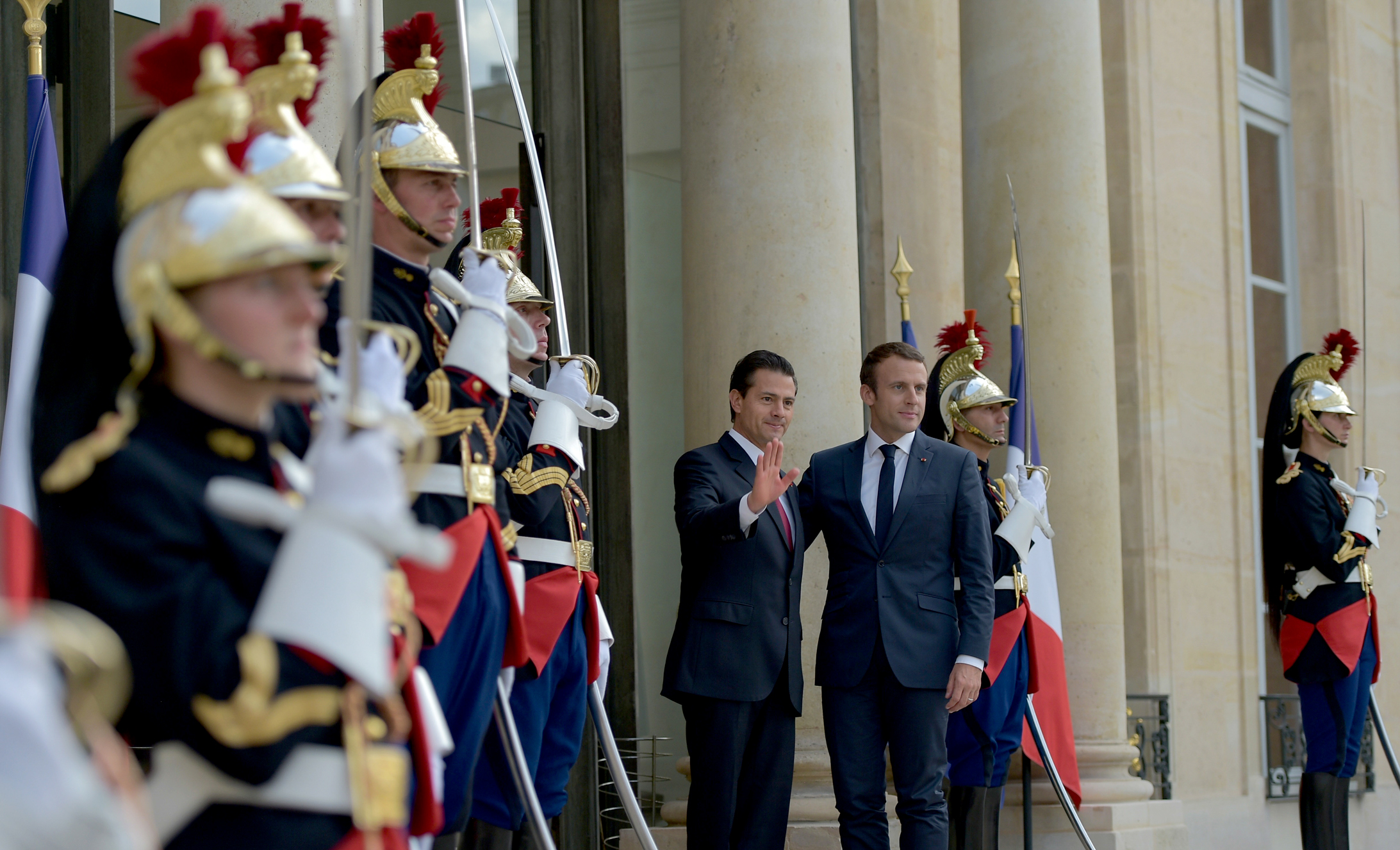
墨西哥總統恩里克·培尼亚·涅托對法國進行國事訪問期間，共和國衛隊承擔迎接儀式

法國共和國衛隊隸屬於國家憲兵，同時設有步兵和騎兵衛隊，承擔巴黎的禮儀任務，專門負責爱丽舍宫、马提尼翁府、卢森堡宫、波旁宫和巴黎司法宮的警備安全。共和國衛隊聯同法國陸軍、法國海軍、法国空天军和法国外籍兵团組成的儀仗分衛隊，負責國事訪問期間的禮儀任務，以及涉及傑出平民和陣亡軍人的國葬禮儀任務。
拿破崙於1813年建立的一支榮譽衛隊，為大军团提供支援的騎兵，曾參與1813年的德國戰役和1814年的法國東北部戰役，然後在波旁复辟之後解散。

### 
格魯吉亞國民警衛隊是格魯吉亞國防軍的一支快速應急部隊，此外還負責國事訪問、國葬和國定假日的儀仗任務。國民警衛隊連級單位同時也在國家首都地區執行公共職責，守衛第比利斯的重要地標建築物。

### 德国

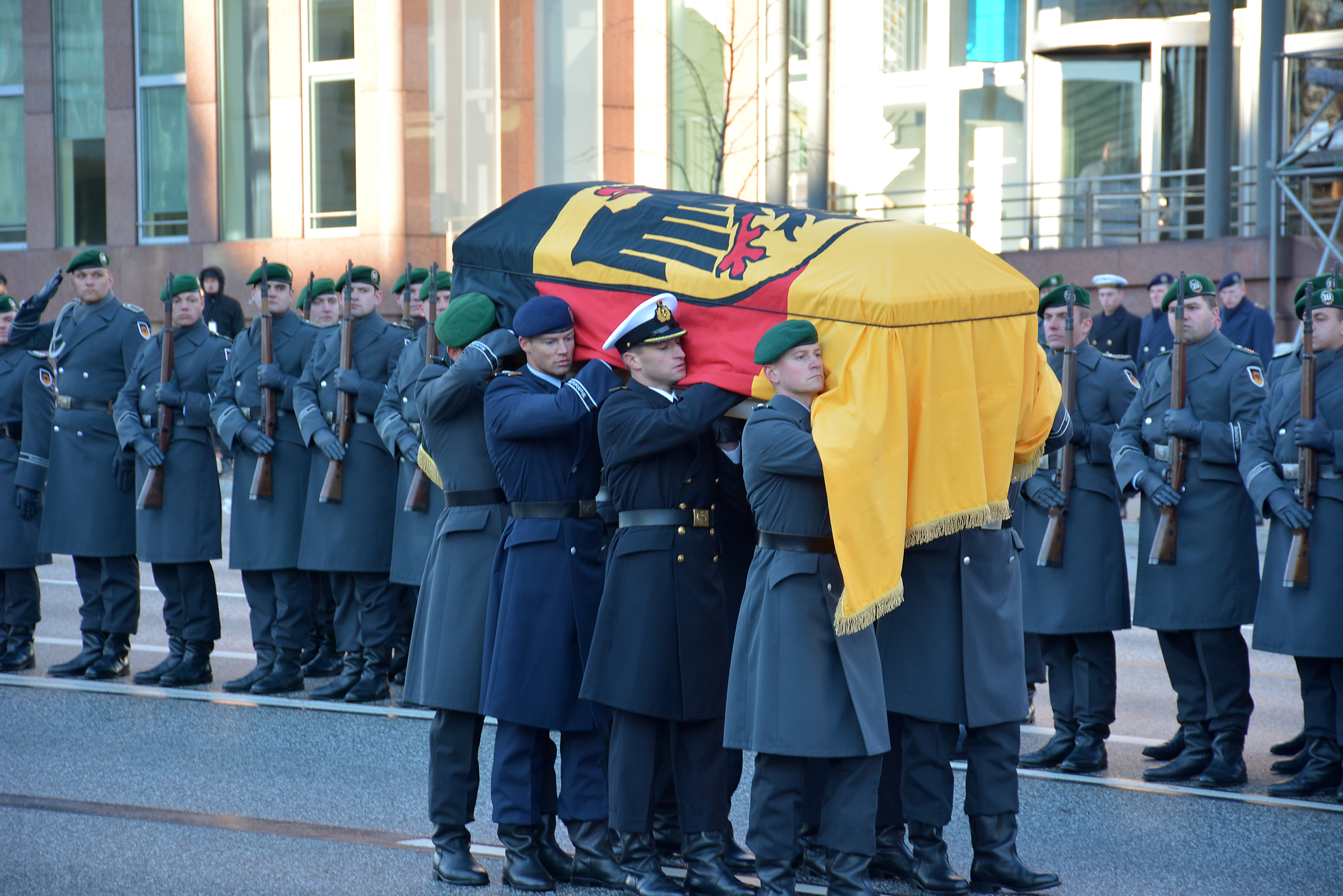
德國聯邦國防部警衛營的士兵為前德國聯邦總理赫尔穆特·施密特扶柩前進

德國聯邦國防部警衛營的主要任務是為德國聯邦總統、德國聯邦總理、德國聯邦國防部長和德國聯邦國防軍總監接待規格的國事訪問，或類似場合執行儀仗禮儀任務；此外，警衛營還參與重要的軍事禮儀活動。次要任務是在國防部及重要地標執行禮儀警衛任務，以及保護和守衛德國政府與國防部的要員。警衛營駐紮在德國首都柏林，編制有7支現役連和2支非現役預備連，其中有4支現役連是儀仗連。通常由3支儀仗連承擔總統和其他高級官員，以及外國元首進行國事訪問期間的儀仗任務。
德國歷史上著名的儀仗隊包括於1962年至1990年期間，服務於東德國家人民軍的费里德里希·恩格斯警卫团，恩格斯警衛團也是新崗哨的安保部隊。納粹德國儀仗隊由親衛隊特別機動部隊，以及駐守柏林的大德意志步兵团共同承擔職責。普鲁士于1806年组建普鲁士皇家陆军，成立的普魯士第一步兵衛隊。

### GRC

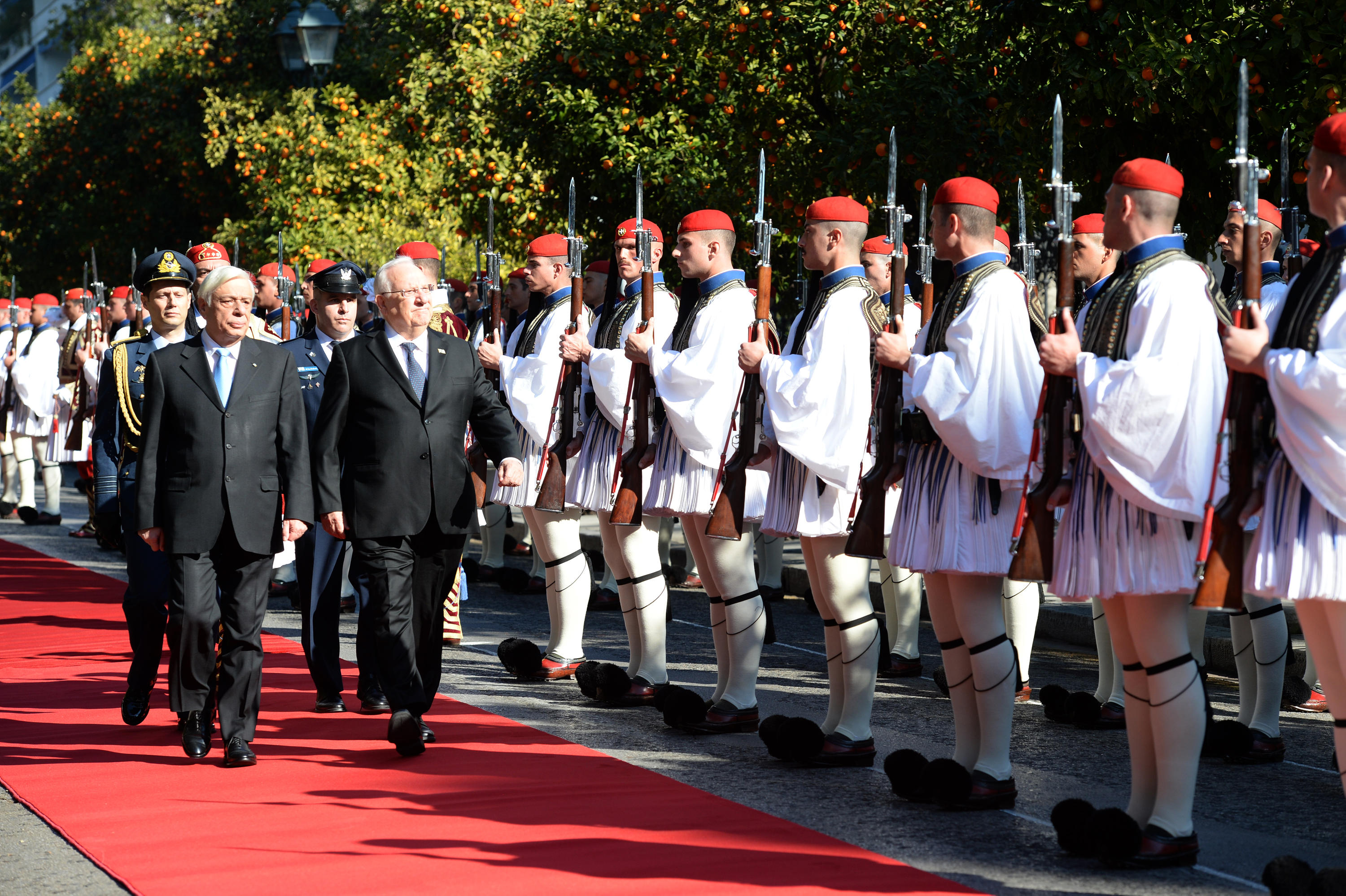
希臘總統衛隊迎接以色列总统鲁文·里夫林進行國事訪問，衛兵穿著的是源自希臘傳統的服飾

### 希腊
希臘總統衛隊是負責守衛無名烈士墓和總統府的衛隊，衛隊成員稱為「埃夫佐尼」，聞名於世的特徵是其獨具一格的行進步法，以及身上穿著源自傳統希臘服飾的制服。總統衛隊的成員徵召自希腊军队现役步兵团，身高至少1.87（6英尺2英寸），早在新兵訓練中心的基礎訓練期間，就已經可以確定潛在的成員。

### 海地
海地的國家儀仗職務由海地國家警察保安大隊負責，保安大隊也是負責保護海地總統和守備國家宮的警衛隊。並且在發生犯罪事件時，保安大隊須要進行干預及履行警察職責。

### 匈牙利

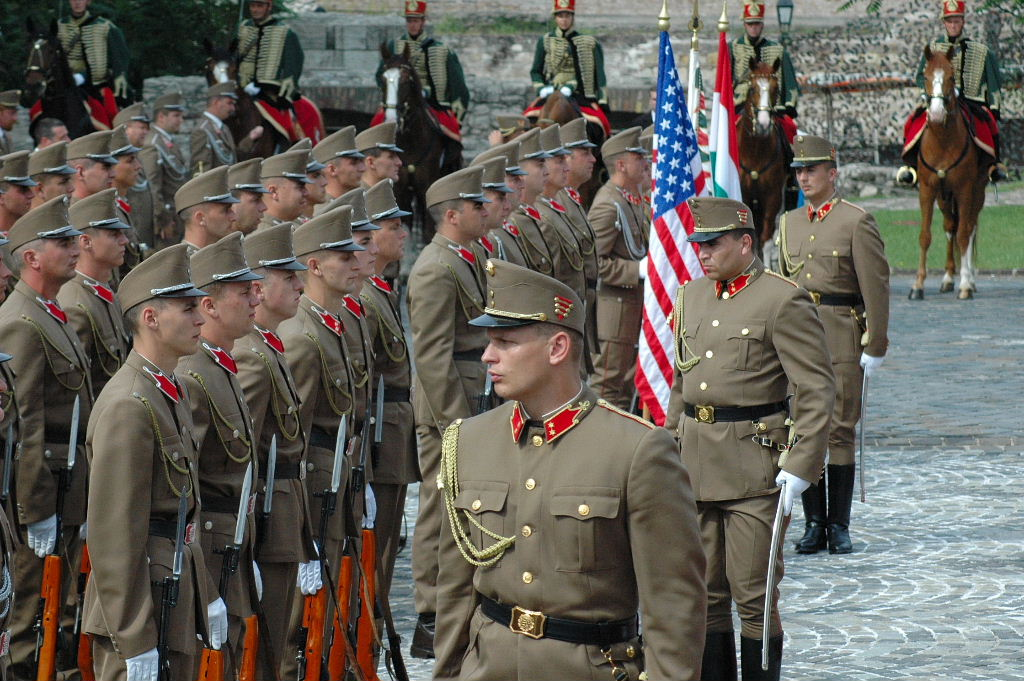
匈牙利儀仗隊準備迎接美國總統國事訪問

匈牙利儀仗隊由匈牙利國防軍第32布達佩斯衛隊和儀衛團承擔負責，隸屬於國防軍總參謀部，總部位於匈牙利首都布达佩斯。 匈牙利人民共和国時期的國家儀仗隊是匈牙利人民軍第7015儀衛團，專門負責山多尔宫的警哨任務。

### 印度
印度三軍儀隊由來自印度武裝部隊三個軍種：印度陸軍、印度空軍及印度海軍的士兵组成，是一支連級單位，總部位於首都新德里，主要負責國事訪問的歡迎儀式。印度三軍儀隊包含男性和女性軍人，2015年1月美國總統贝拉克·奥巴马國事訪問印度，聯隊指揮官普賈·塔庫爾（Wing Commander Pooja Thakur）成為首位擔任儀仗指揮的女軍官。 印度總統衛隊是印度陸軍最高級別的近身衛隊，是負責印度總統的儀仗部隊。

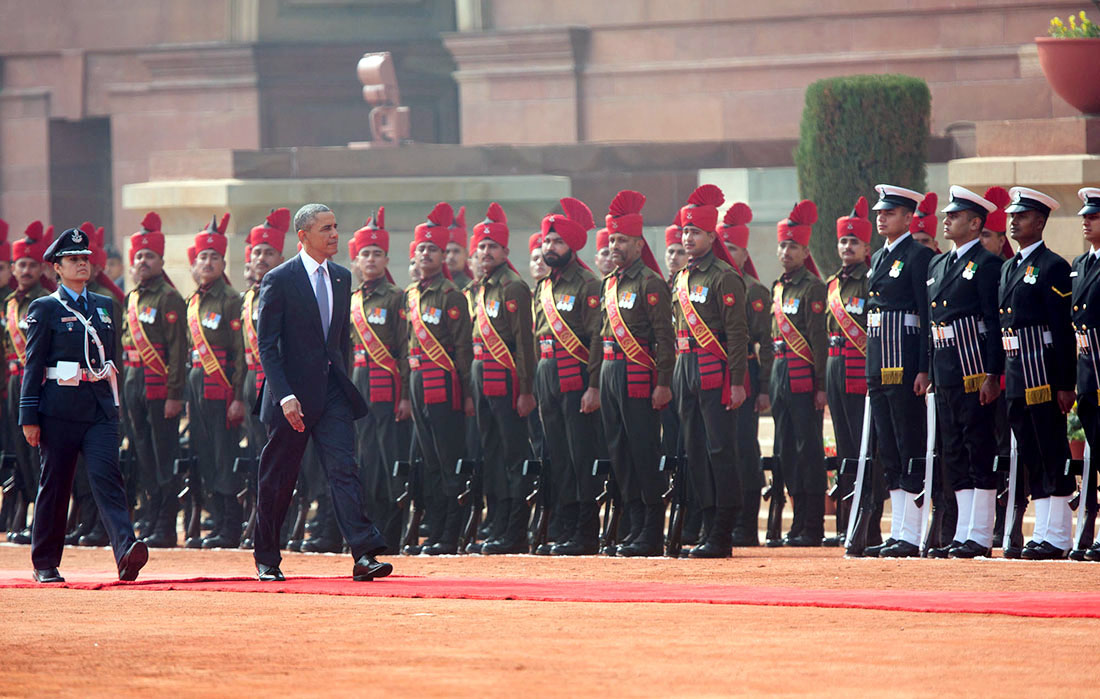
印度三軍儀隊在總統官邸前接受美國總統贝拉克·奥巴马的檢閱，儀仗隊員向奥巴马行注目禮

印度空軍有一支排級的操演部隊，稱為空中勇士操演隊，成立於2004年，是印度空軍節的儀仗部隊。

### 印度尼西亞

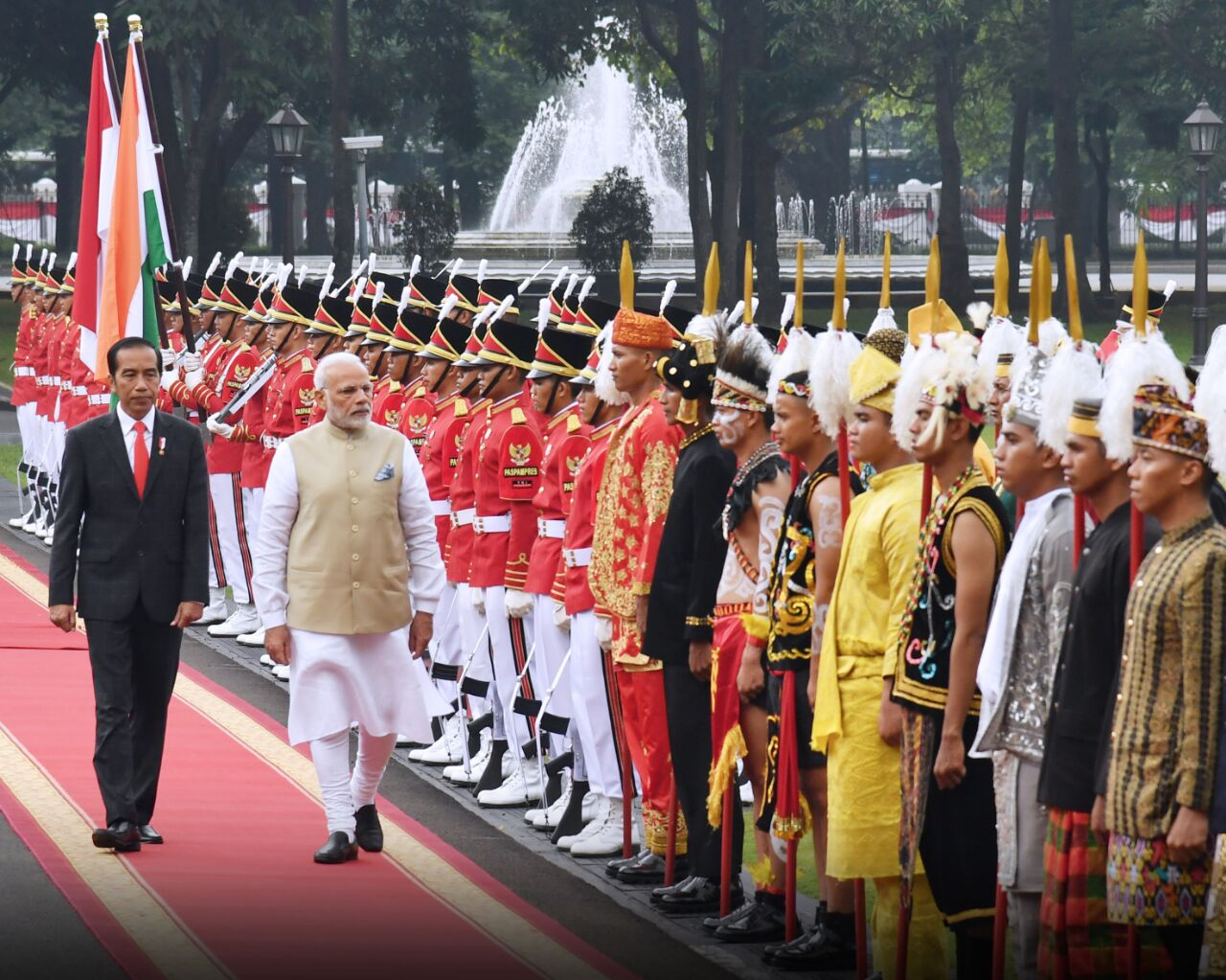
印度總理莫迪和印尼總統佐科威正在檢閱印度尼西亞總統安全部隊，鏡頭前排是穿著印尼民族傳統服裝的部落戰士

印度尼西亞負責迎接外國政要的儀仗隊，是來自印度尼西亞國民軍下屬的總統安全部隊，通常由印度尼西亞總統陪同來訪政要，在獨立宮或茂物宮檢閱儀隊。安全部隊是負責保護重要人物的特殊聯合部隊，除了負責印尼總統和副總統的安保工作外，還要執行國家級儀典的禮賓職責，並且承擔國家宮的守衛任務。
安全部隊的禮儀任務通常分配給下屬的分隊，由印度尼西亞憲兵隊的憲兵組成，稱為國家禮賓護衛營。這支分隊分為四個群，專門負責迎接高賓的歡迎儀式、衛兵交接、護送以及國葬禮儀的儀仗任務。儀仗隊穿著國旗配色的軍禮服，上裝是紅色長袖正裝制服、腰繫白色腰帶，下裝是白色長褲配白色閱兵靴，頭戴黑色沙科帽。
每年8月17日舉行的獨立紀念活動，印尼陸軍、印尼海軍、印尼空軍和印尼警察部隊在獨立宮廣場前組成聯合儀仗隊，連同總統安全部隊所屬儀仗隊，與升旗隊一同進行遊行。 印尼全國各地舉行的獨立紀念活動，由地方駐軍及警察負責進行，通常由熟悉禮儀職務的憲兵擔任儀仗隊；不同的是，憲兵穿戴的是配置白色頭盔，或是淺藍色貝雷帽的常規制服。

### 伊朗
伊朗伊斯蘭共和國陸軍中央糾察隊設有一支儀仗隊，稱為「總統儀仗隊」。儀仗隊負責隨行伊朗总统的儀仗任務，包括外國領袖到訪的迎接儀式，以及國定紀念日的禮儀任務。儀仗隊的兵員徵召自陸軍步兵、水手兵和空軍兵，統一由陸軍糾察隊指揮，因此也須要擔負首都德黑兰的宪兵職務。

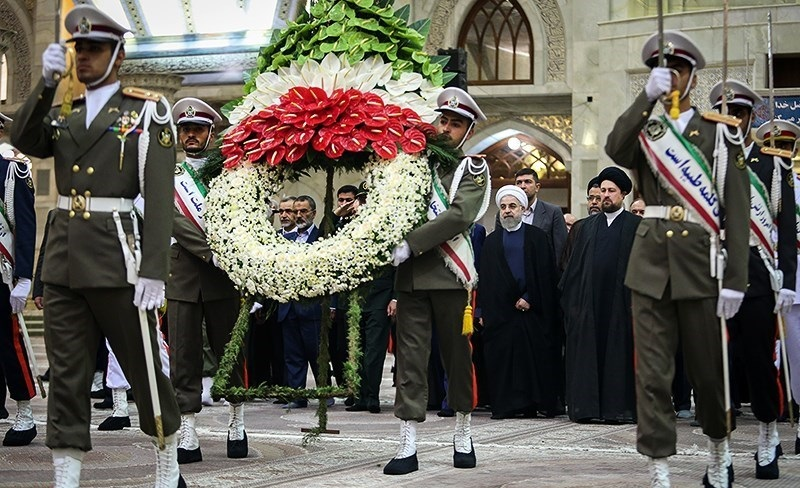
伊朗伊斯蘭共和國陸軍中央糾察隊的儀衛兵為霍梅尼陵獻上花環

1979年伊朗革命之前，伊朗帝国的官方儀仗任務由長生軍負責，這支部隊的稱號可以溯源至公元前的波斯歷史。

### 伊拉克
伊拉克武装部队拥有一支由各武装部队人员组成的仪仗队，代表伊拉克国防部为来访的外国政要提供仪仗服务。2003年之前，仪仗队成员是从伊拉克共和国卫队中选拔出来。

### 愛爾蘭

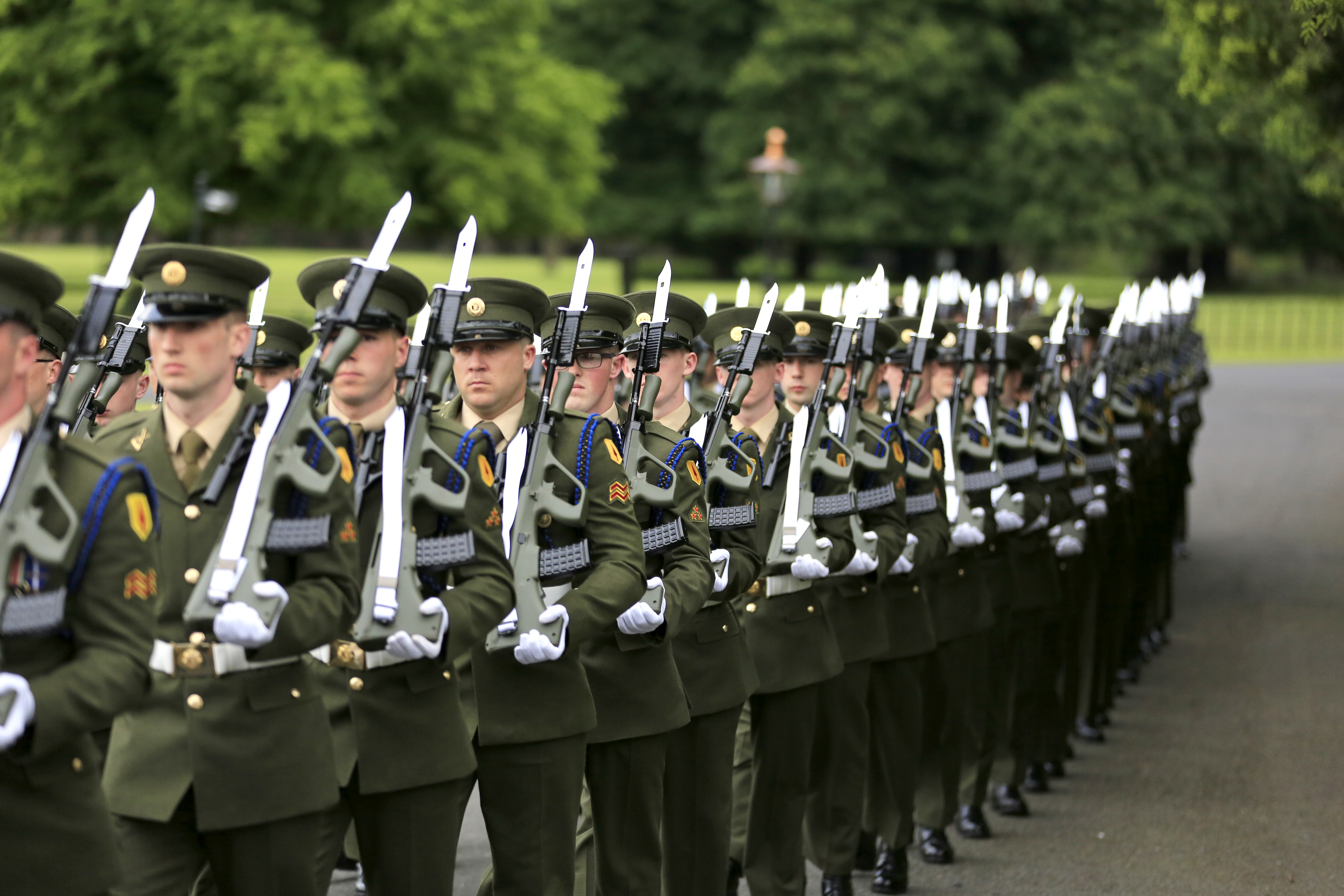
愛爾蘭陸軍步兵擔負禮儀任務

愛爾蘭儀仗隊來自愛爾蘭陸軍，負責爱尔兰总统、爱尔兰总理和政要視察的儀仗任務。具體來說，是從步兵團中調派其中一支營隊，作為迎接政要的禮儀衛隊。禮儀衛隊在儀式場合配備斯泰爾AUG突擊步槍，穿著軍常服。儀衛隊同時也負責國家紀念日、国家饥荒纪念日和復活節遊行等儀式性活動，以及首都梅瑞恩广场公园的衛兵換崗儀式。
1948年之前，是由藍色輕騎兵負責為愛爾蘭軍隊履行公共職責，直至解散為止。這個部隊名稱現在也用來指稱愛爾蘭陸軍騎兵團第2騎兵中隊，即是自1948年之後，負責護送總統的摩托車部隊。

### 以色列
以色列国防军仪仗队由以色列國防軍軍官學校、以色列空軍飛行學校和以色列海軍學校的學員組成三軍儀仗隊，負責總統、外國元首國事訪問及國家典禮的儀仗任務。以色列議會衛隊則是負責保護以色列议会，以及参与独立日点灯仪式的仪仗队。除此之外，军种司令部及较小规模的军事单位、警察、边境警察也有相应规格的仪仗队。

### 義大利

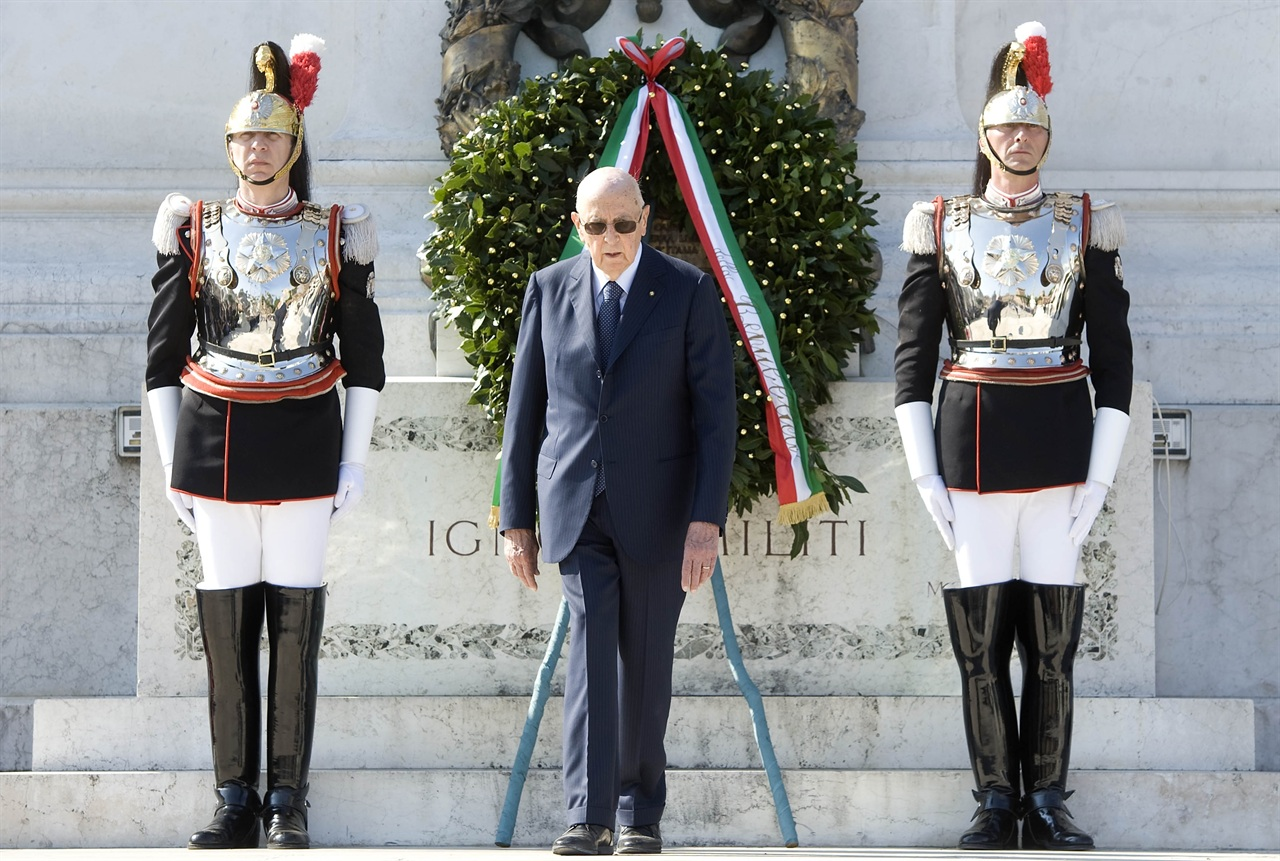
意大利總統乔治·纳波利塔诺在無名戰士墓獻花圈，意大利胸甲騎兵團的衛兵站在兩側

意大利憲兵下屬特殊部隊的胸甲騎兵團，是負責意大利总统的儀仗隊。 胸甲騎兵團在官方場合伴隨總統，同時也負責奎里纳莱宫的內部安全。除此之外，義大利武裝部隊、憲兵、財政衛隊、國家警察和獄警還有其他幾支不同的儀仗隊，輪流負責重要地標的站崗任務，包括奎里纳莱宫大門、眾議院和參議院大門，以及位於维托里亚诺的無名戰士墓；基吉宮的儀仗主要由羅馬警察負責。
意大利武裝部隊儀仗隊由三支軍種組成，包括意大利陆军第一機械化旅榮譽連和第八騎兵團榮譽營、意大利海军首都榮譽服務中隊、以及意大利空军榮譽連，所有部隊均駐紮在羅馬。
萬神殿皇陵儀仗隊屬於萬神殿皇家陵墓儀仗隊國家學會， 以及守護雷迪普利亞戰爭紀念碑的和平聖母儀仗隊，是民間組織的儀仗隊伍。

### 牙买加
牙買加首都京斯敦的公共職責，是由牙買加國防軍下屬的牙買加軍團負責，牙買加軍團第一營通常被指派擔負牙買加總督的儀仗隊，該團也負責在國家英雄公園的站哨任務。

### 日本
第302保安警務中隊是隸屬於日本陸上自衛隊東部方面隊的憲兵部隊，駐紮在新宿市谷，當外國領導人在東京都進行國事訪問時，由其下屬的特別儀仗隊參與皇居長和殿或總理大臣官邸的歡迎儀式。特別儀仗隊由115人組成三支排，每排分為三班，聯合陸上自衛隊中央音樂隊共同組成。

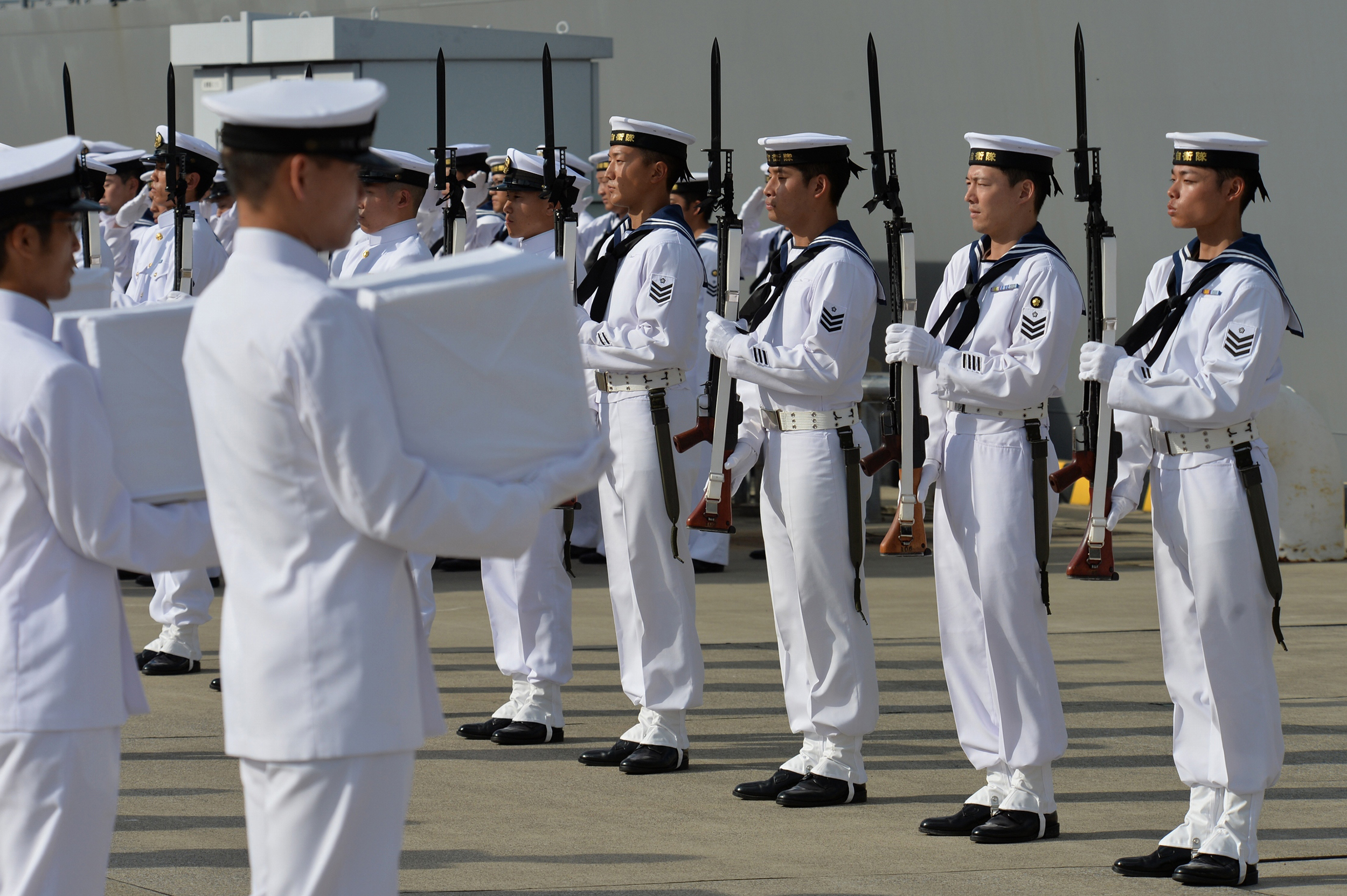
海上自衛隊儀隊向殉難同胞的英靈敬禮

防衛省本部、陸上自衛隊、海上自衛隊、航空自衛隊所屬的方面總監部、師及旅團司令部、自衛艦隊地方隊、航空基地、防衛大學校，都有配備相應規模的儀仗隊及音樂隊，編制由一至三排不等，負責所屬地方的禮儀勤務。海上保安廳、警視廳、千葉縣警察成田機場警備隊、皇宮警察、東京消防廳及地域消防團、民間警備會社，同樣也有配置儀仗隊。
皇居的警衛任務由皇宮護衛官負責，歷史可以溯源至明治時期的陸軍近衛師團和宮內省警衛局皇宮警察部。1945年，近衛師團與皇宮警察合併為禁衛府皇宮衛士總隊；1946年禁衛府解散、皇宮護衛分離為宮內省皇宮警察；1947年移交內務省警視廳皇宮警察部，1949年改制為警察廳皇宮警察本部。皇宮警察擁有一支排級的騎警部隊，以及一支皇宮警察音樂隊，負責天皇的儀仗任務。

### KAZ

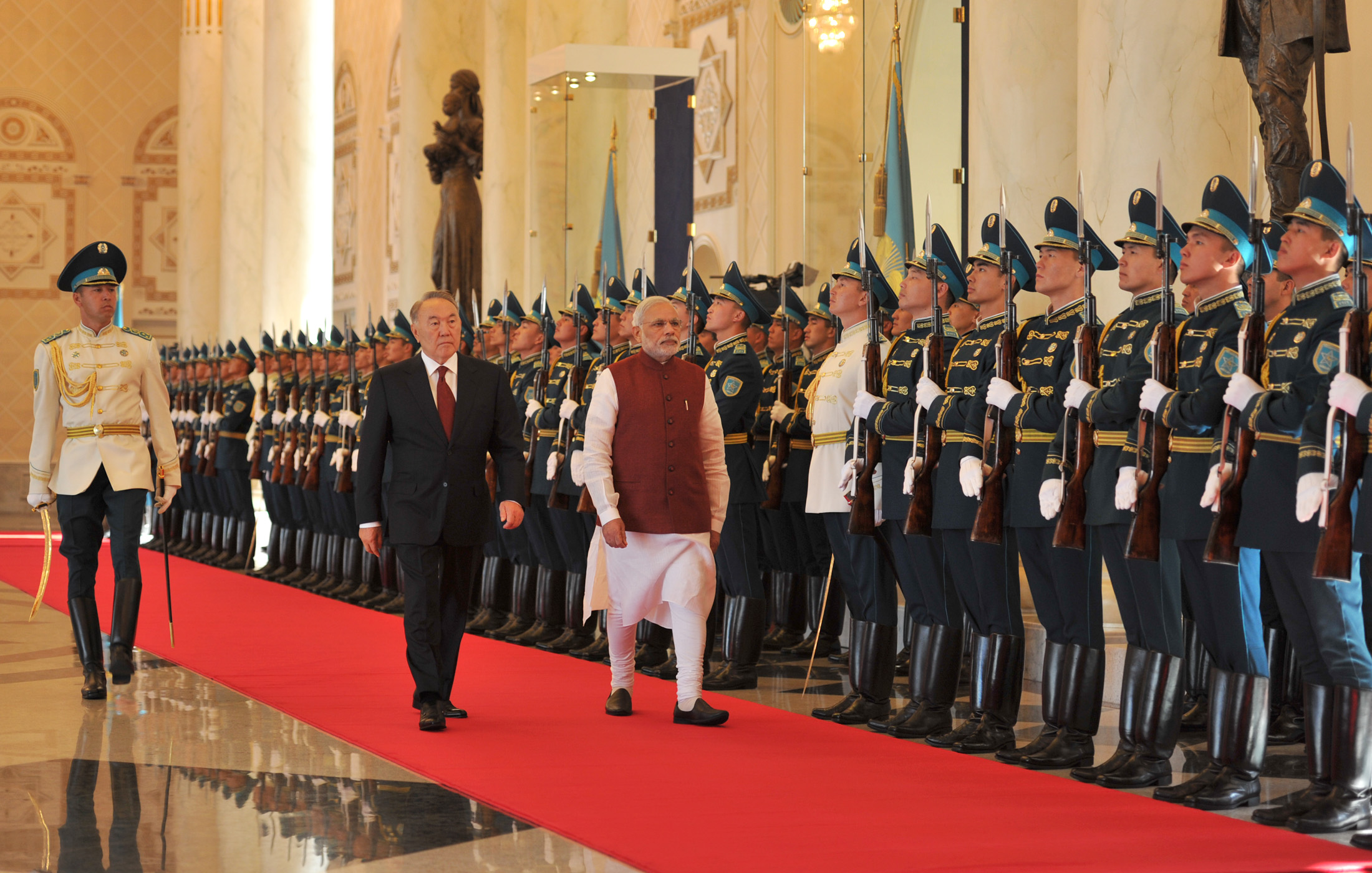
艾賓軍團在總統府迎接印度總理莫迪進行國事訪問

### 
艾宾总统军团是负责哈萨克斯坦总统的仪仗队，隶属于国家安全局，担负国家最高礼仪的任务，并于2001年起负责阿克奥尔达总统府的站岗任务。哈萨克斯坦武装力量下属有一支国防部仪卫连，隶属于國防部，成员来自哈萨克斯坦陆军、哈萨克斯坦海军和哈萨克斯坦空军，是空中机动部队第36空中突击旅的报告单位。此外，哈萨克斯坦国民警卫队也拥有一支成立于2015年的仪仗队。

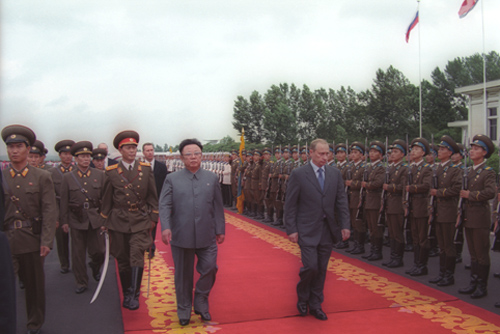
俄羅斯總統普京訪問朝鮮期間，檢閱護衛司令部

朝鲜民主主义人民共和国護衛司令部負責保護朝鲜民主主义人民共和国武装力量最高司令官及最高人民会议常任委员会委员长，是朝鮮人民軍在平壤順安國際機場迎接外國領導人的儀衛隊。 這是一支泛軍種的衛隊，每個軍種都有一支隊伍參與其中，伴隨著前排的長官與後排的兩名副官。
朝鮮最高領導人在金日成廣場和錦繡山太陽宮舉行閱兵時，會視察朝鮮人民軍陸軍、朝鮮人民軍航空與反航空軍、朝鮮人民軍海軍、朝鮮人民軍特種作戰軍、朝鮮人民軍戰略軍和工農赤衛軍，這也是外國領導人到來國事訪問時，在機場停機坪舉行迎接和送行儀式的設置部隊。

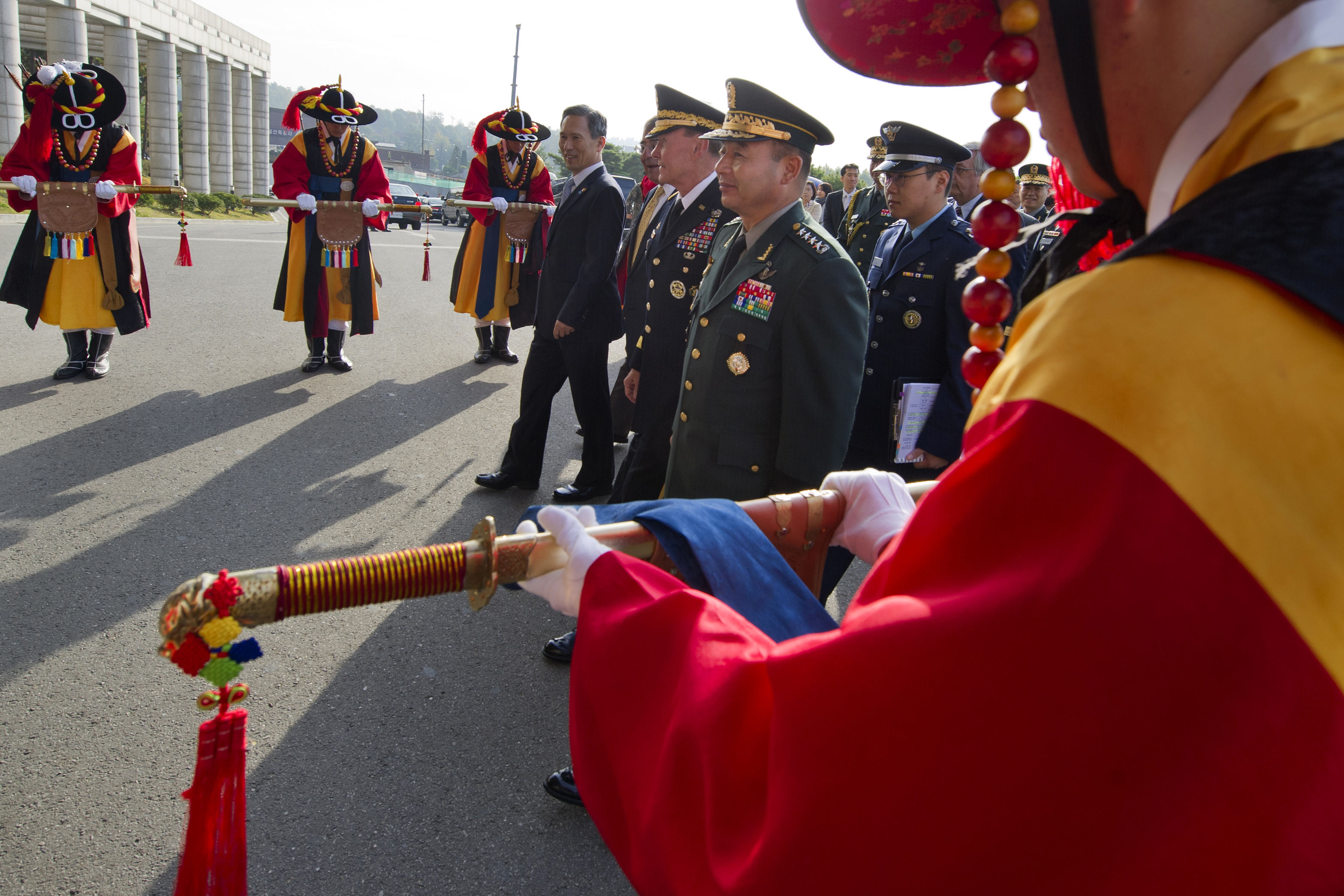
大韓民國第3步兵師穿著傳統守門將服飾的儀隊成員，向美韓軍方高官舉槍禮

大韓民國國軍擁有幾支不同的軍種儀仗隊，隸屬於大韓民國國防部儀仗大隊，包括大韓民國陸軍、大韓民國海軍、大韓民國空軍和大韓民國海軍陸戰隊各有一支儀仗隊，以及一支女軍儀仗隊、一支穿著民族服飾的傳統儀仗隊。極具特色的傳統儀仗隊成立於1991年，是時任韓國總統盧泰愚觀摩美国第三步兵團老衛兵笛鼓樂團及總司令衛隊後，復原朝鮮王朝時期守門將（수문장）服飾，而頒令成立的禮儀衛隊。 自此開始，傳統儀仗隊就承擔迎接外國元首及政要的主要角色，並負責景福宮和青瓦台的儀仗任務。
儀仗隊的其他作用包括負責葬禮的禮儀，以及確保各個軍事總部的安全，傳統儀仗隊還要擔當宮殿內不同位置的站崗任務。儀仗隊攜帶禮儀目的器仗，三軍儀仗隊攜帶M16步槍、海軍陸戰隊儀仗隊攜帶M1加兰德步枪，傳統儀仗隊攜帶禮劍、弓箭、長矛和槍，極力保持傳統的風格。附屬軍樂隊同樣也反映出這種影響，傳統儀仗隊包含傳統的大吹打，在儀典時演奏韓國傳統音樂，其他四支儀隊則使用現代化的軍樂隊。
三軍儀仗隊負責國防部總部、國立首爾顯忠院 的站崗任務，國立大田顯忠院則由鷄龍臺勤務支援團儀仗隊負責，其餘司令部、警察廳及海洋警察廳有獨自的儀仗隊。此外，联合国军司令部還擁有一支儀仗隊，由大韓民國空軍、美國武裝部隊和其他夥伴國家的成員組成。 韩国警察厅仪仗队成立于1981年，2013年9月转为义务警察（의무경찰）；2020月12月因实施义务警察的逐步裁减及裁撤，警察厅仪仗队被裁撤。

### MYS

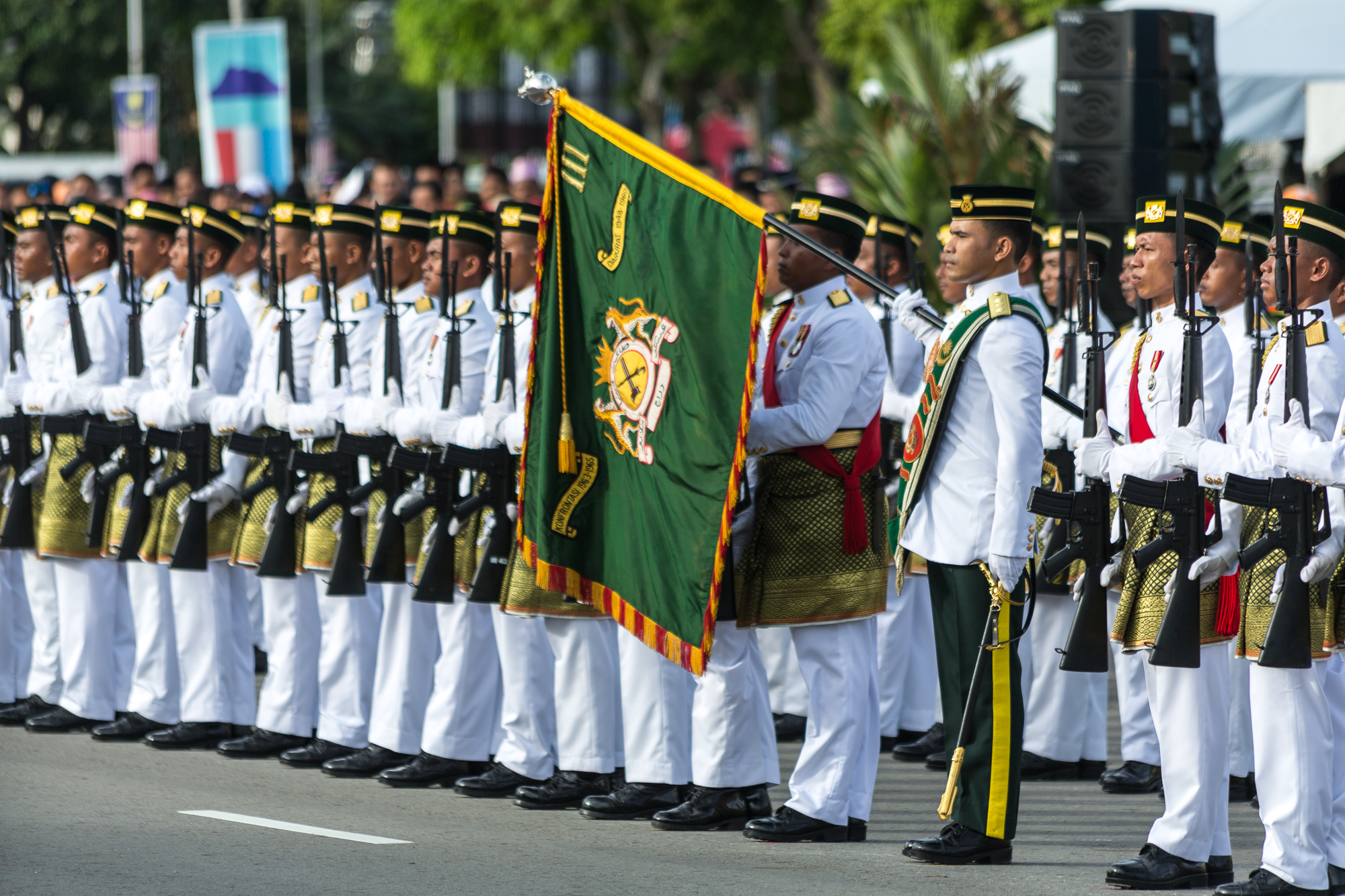
皇家馬來軍團第一營承擔馬來西亞絕大部分的禮儀職責，禮服特點是結合馬來傳統服飾

### 科索沃
科索沃安全部隊下屬有一支禮儀衛隊，負責國定紀念日的禮儀任務，其中包括科索沃獨立日、科索沃憲法日和歐洲日。

### 
吉爾吉斯國民警衛隊是吉爾吉斯共和國武裝部隊下屬負責禮儀的衛隊，主要由國民警衛隊第701部隊擔負儀仗任務。

### 盧森堡
大公國衛隊是盧森堡大公國軍的儀仗隊，負責大公宮的守衛任務，以及國家典禮的儀仗任務。

### 马来西亚
马来西亚陆军所属皇家馬來軍團第一營承擔馬來西亞絕大部分的禮儀職責，包括英雄日、外國領袖國事訪問、大使呈遞國書、國慶日、守衛國家皇宮等國家級儀仗任務，同時也承擔马来西亚国防部总部的儀仗任務。
皇家馬來軍團各營也負責吉打、霹靂、雪蘭莪和彭亨，以及檳城、馬六甲、砂拉越和沙巴的州級儀仗任務；同樣負責州級儀仗任務的部隊還包括：總部設在玻璃市的皇家遊騎兵團、總部設在登嘉樓的皇家裝甲軍團、總部設在吉蘭丹的皇家砲兵團、總部設在霹靂的皇家工兵團和總部設在森美蘭的皇家信號團；柔佛御林軍是柔佛的一支獨立軍隊，也負責柔佛的州級儀仗任務。
马来西亚皇家海军仪仗队參與負責雪兰莪苏丹的儀仗任務，以及马来西亚皇家空军仪仗队參與負責彭亨苏丹的儀仗任務，這兩支儀仗隊同樣須要負責所屬總部的儀仗任務。马来西亚皇家警察、人民志愿警卫团、马来西亚消防及拯救局和马来西亚民防部队同样也有独自的仪仗队。

### MEX

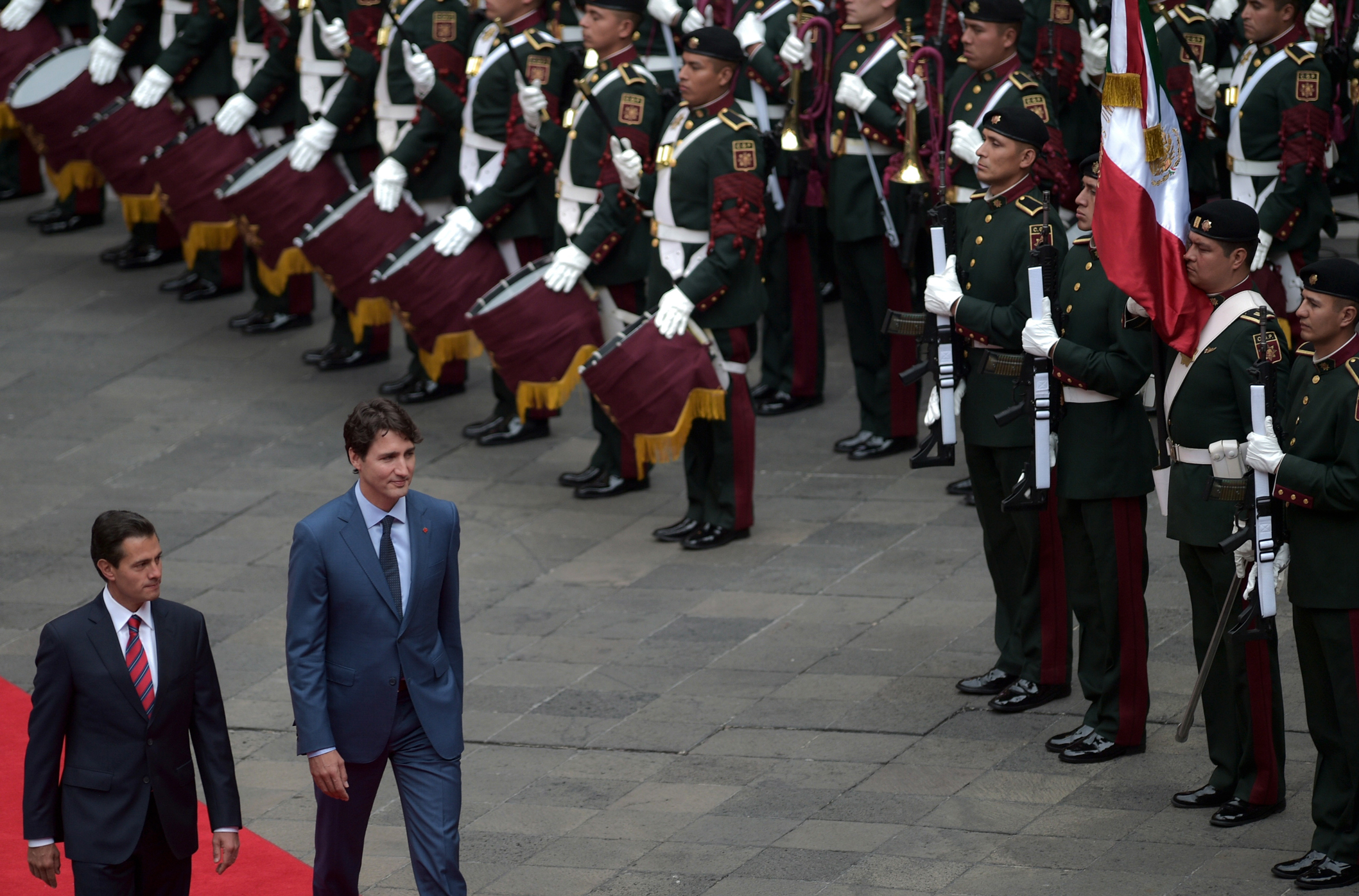
墨西哥儀仗隊迎接加拿大總理賈斯汀·杜魯多到墨西哥的国事访问

### 墨西哥
墨西哥的儀仗隊由從墨西哥陸軍和空軍、墨西哥海軍，以及墨西哥國民警衛隊中選出的成員組成，自2018年總統總參謀部解散後，儀仗隊直接向墨西哥國防部、墨西哥海軍部及墨西哥公共安全部報告。國民警衛隊是聯合軍種的總統衛隊，負責保護總統安全和憲兵職責，他們的任務還包括在憲法廣場的升降旗儀式，以及國家宮的站崗任務，並且負責在墨西哥國防部總部的迎接儀式。
墨西哥民間的歷史社團、學校、體育中心、名譽團體等，在舉行國慶活動時，也有負責儀仗的隊伍。

### 摩尔多瓦

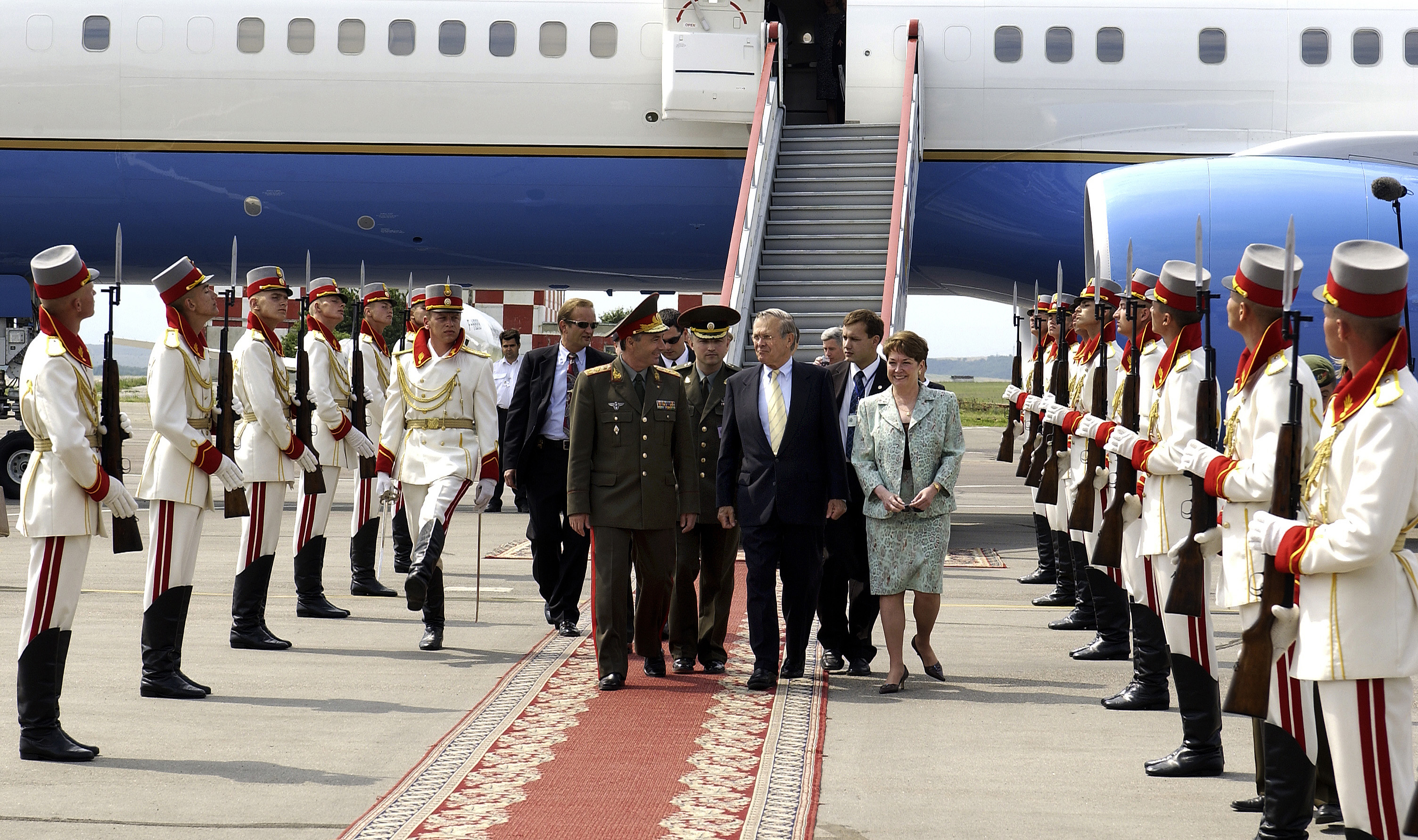
摩尔多瓦陆军摩尔多瓦陆军仪卫连在機場停機坪迎接美國國防部長唐納德·H·拉姆斯菲爾德的國事訪問

摩尔多瓦儀仗隊繼承俄羅斯和羅馬尼亞的傳統，設有兩支主要的儀仗隊，即是摩尔多瓦國民軍陸軍儀衛連，以及斯特凡大帝警察学院学员组成的摩尔多瓦內務部儀仗隊。 陸軍儀衛連負責在首都基希讷乌的常規禮儀任務，特別是伴隨摩尔多瓦总统擔任最高總司令的儀仗，是摩爾多瓦軍隊中唯一使用蘇式正步的部隊。內務部儀仗隊以穿著斯特凡三世時代的制服而聞名，負責花式操枪的操演。

### 摩納哥
摩纳哥的國家儀仗任務由親王步槍兵連負責，每位軍官都在法國軍隊接受過訓練，主要職責是保衛摩納哥親王宮。

### 蒙古国
蒙古国家仪仗队是代表蒙古国武装部队的仪仗队，由1955年成立至今，延续蒙古人民共和国的人民军仪仗队。蒙古国家仪仗队负责外国领导人在乌兰巴托国事访问的欢迎仪式，并参与每年在苏赫巴托尔广场举行的国旗日游行，以及参加哈拉欣河战役和可汗探索军事演习的纪念活动。

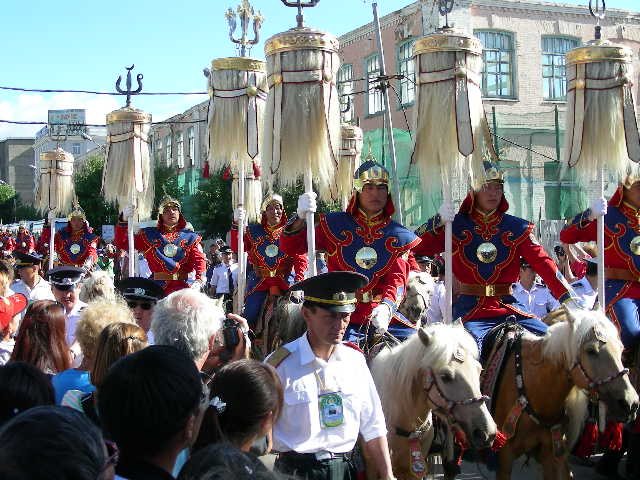
蒙古国家仪仗队穿著传统铠甲，执着禿克在游行队伍

蒙古国家仪仗队在人民共和国时期的制服，与苏联军队的全礼服没有太多区别。1991年之后，成吉思汗和蒙古帝国时期的制服重新复兴，现在仪仗队成员穿著的制服以可汗亲卫的服装为设计基础，并且是唯一允许使用白纛（察干苏力德）的部队。

### NAM

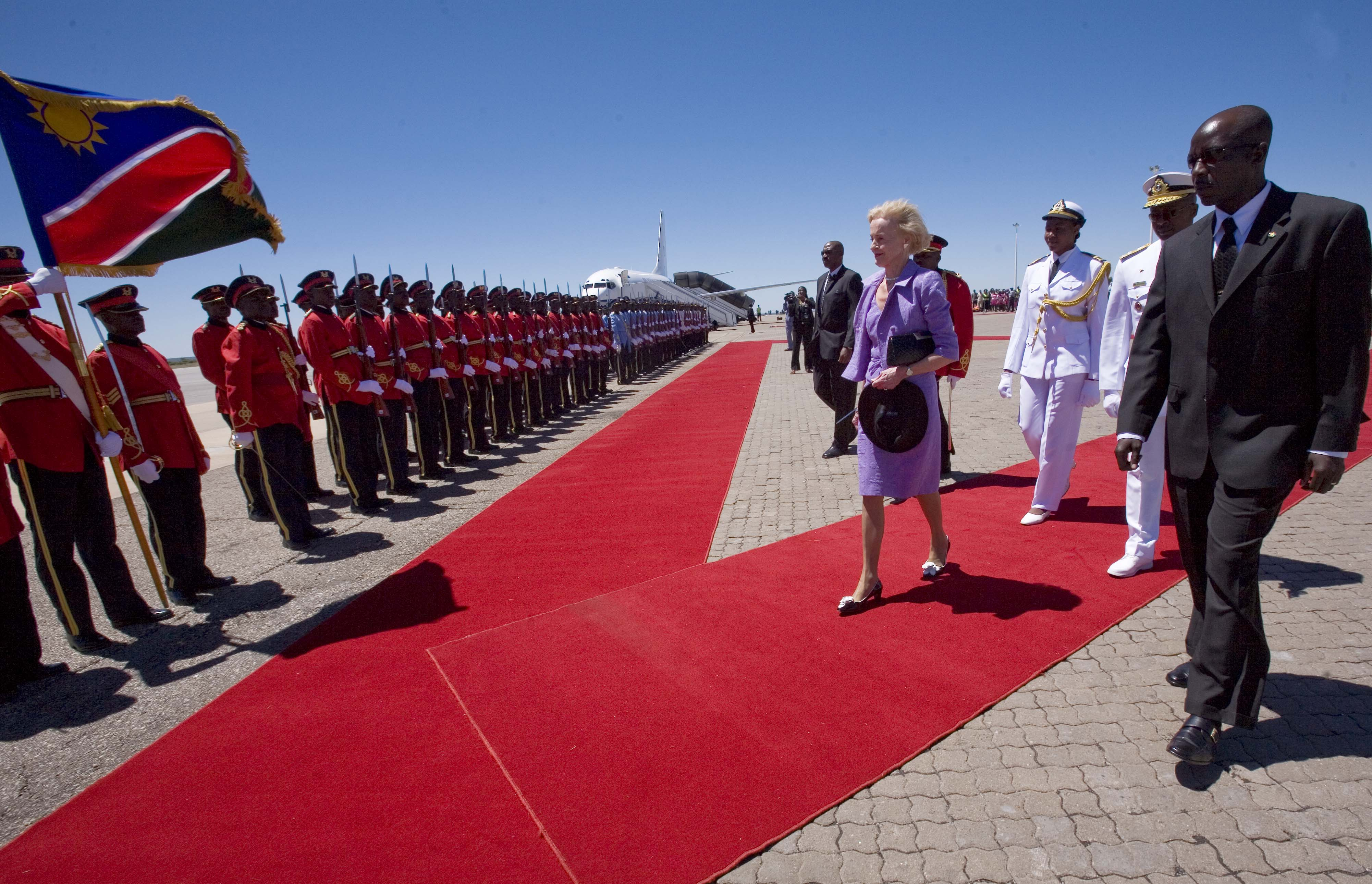
納米比亞第21儀衛連在機場停機坪迎接澳大利亞總督昆廷·布赖斯的國事訪問

### 蒙特內哥羅
蒙特內哥羅儀衛連是隸屬於蒙特內哥羅武裝部隊的儀仗隊，成立於2006年，負責蒙特內哥羅總統及國家級的禮儀任務。2017年6月7日，蒙特內哥羅加入北約，儀衛連在北約總部升起蒙特內哥羅國旗。 儀衛連持的禮槍是南斯拉夫製造的Zastava M59/66 SKS。

### 纳米比亚
納米比亞的儀仗任務由納米比亞國防軍第21儀衛營負責，隸屬於納米比亞陸軍第21摩托化步兵旅，總部位於首都溫得和克。第21儀衛營原本是負責總統安全的一部分，但後來改為專門負責儀仗隊的職責。

### 尼泊尔
尼泊爾的儀仗任務由尼泊爾陸軍特種部隊負責，主要是護送尼泊爾總統和尼泊爾總理，同時也負責外國元首的迎接任務。2018年以前，迎接外國政要是在特里布万国际机场進行，但自2018年以後，尼泊爾政府就將迎接場地改在屯迪克尔阅兵场，首位在此處迎接的重要人物，是2018年3月訪問尼泊爾的巴基斯坦總理阿巴西。

### 荷蘭
荷蘭儀仗隊由兩支來自荷蘭皇家陸軍的衛隊組成，即是隸屬於第11空中機動旅的擲彈兵和步槍近衛團，以及隸屬於第13機動旅的伊蓮公主燧發槍兵近衛團。此外，荷蘭皇家海軍、荷蘭皇家空軍和荷蘭皇家憲兵隊也有在重要地標，負責公共職責的分隊。

### 新西兰
紐西蘭國防軍皇家榮譽衛隊是一支連級單位，有100名衛隊成員，由紐西蘭陸軍、紐西蘭皇家海軍和紐西蘭皇家空軍組成，其陸軍制服的特點是佩戴一頂壓榨式宽毡帽。皇家榮譽衛隊負責紐西蘭總督、紐西蘭總理、紐西蘭國防部長和紐西蘭國防軍總司令的儀仗任務，同時在首都舉行澳紐軍團日等全國性紀念活動履行公共職責。

### 奈及利亞
尼日利亚总统卫队旅是尼日利亚的一支精锐部队，负责尼日利亚总统及其宾客的安全，并执行礼仪任务。总统卫队担任阿索总统府的站岗任务，以及国事访问的迎接仪式，同时参与在首都阿布贾举行的尼日利亚独立日阅兵庆典，是尼日利亚陆军的最高荣誉部队。

### 北馬其頓
北馬其頓禮儀衛兵營是北馬其頓共和國軍隊下屬專用於儀仗的部隊，負責北马其顿总统的禮儀任務。禮儀衛隊主要負責守衛總統府附近、外國政要及代表團訪問期間的迎接儀式，以及日常的升降旗儀式。

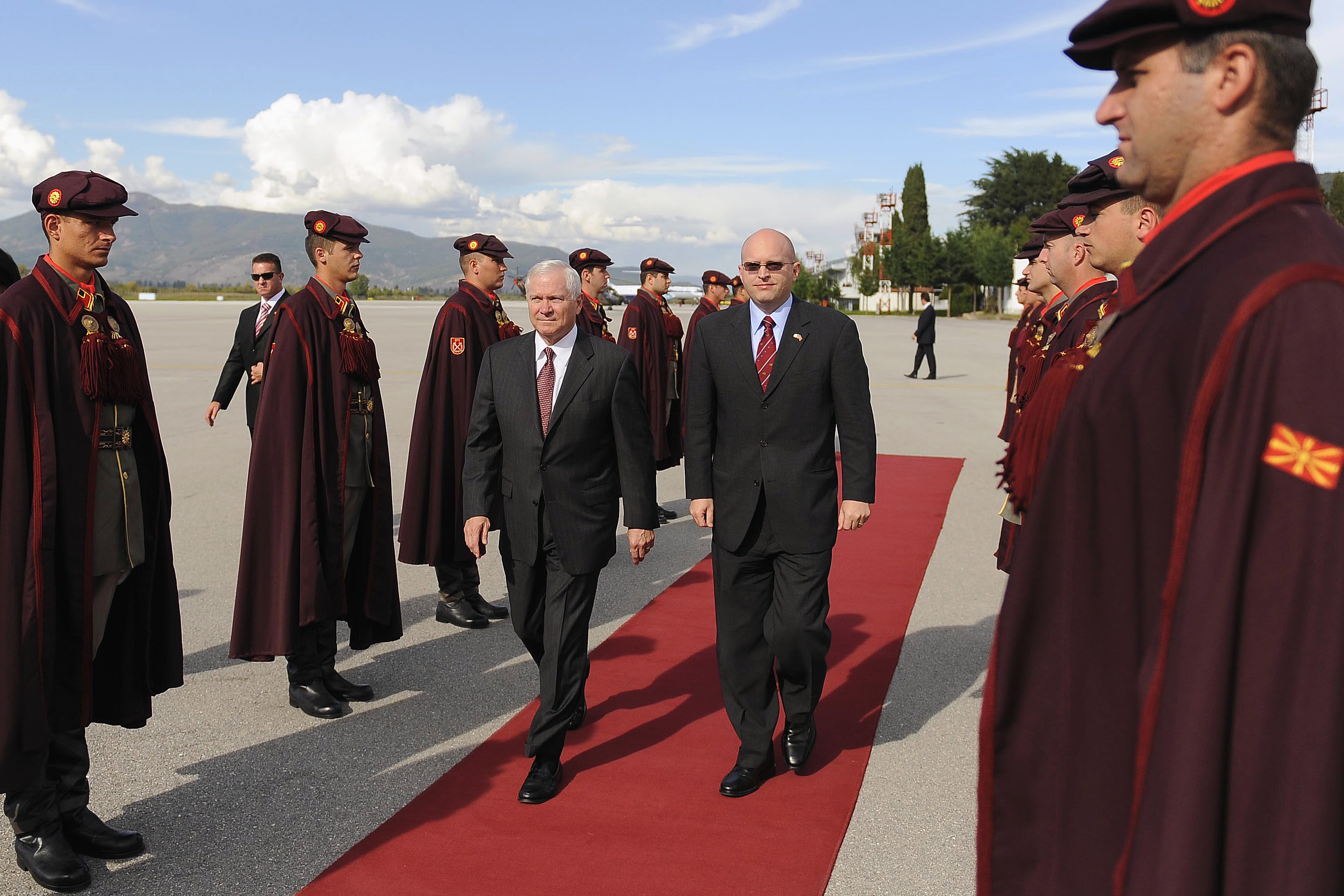
美国国防部长罗伯特·盖茨在红地毯走过北马其顿礼仪卫兵营组成的荣誉队列

2010年，國防部提出並設計新的禮儀制服，新舊制服均以马其顿内部革命组织革命者的制服為基礎，並混合北馬其頓不同歷史時期的要素，新設計的主要影響是源自革命领袖伊利亚·沃伊沃达，以及19世紀俄羅斯帝國陸軍保加利亞兵團的歷史特點。

### 挪威
挪威國王衛隊是挪威陸軍的一支營級儀仗隊，隸屬於禮儀指揮部和挪威國王。國王衛隊由六個連組成，其中第3連是聞名的樂隊及操演連，負責國王衛隊的主要禮儀任務，主要在首都奧斯陸王宮執行公共職責。

### 巴基斯坦
巴基斯坦儀仗隊由來自巴基斯坦武裝部隊三個軍種的人員組成，即：巴基斯坦陸軍、巴基斯坦空軍和巴基斯坦海軍。三軍儀仗隊的總部設在首都伊斯蘭堡，負責在首都的國事訪問，與國家重大慶典的禮儀任務。 此外，巴基斯坦邊防軍同樣也有參與禮儀任務的部隊。

### 秘魯
秘魯總統近身衛隊龍騎兵團是秘魯陸軍的首要禮儀部隊，是一支類似於龍騎兵衛隊的傳統騎兵儀仗隊，主要任務是為秘魯總統和利馬政府宮擔負禮儀任務。此外，第一輕騎兵團「胡寧驃騎兵」及第一近衛步兵營也在首都利馬履行公共職責。
秘魯武裝部隊的其他軍種也有獨立專用的儀仗隊，秘魯海軍儀仗隊由海軍陸戰連負責，以及擔負秘魯空軍儀仗隊的第72中隊空降排。

### 菲律賓

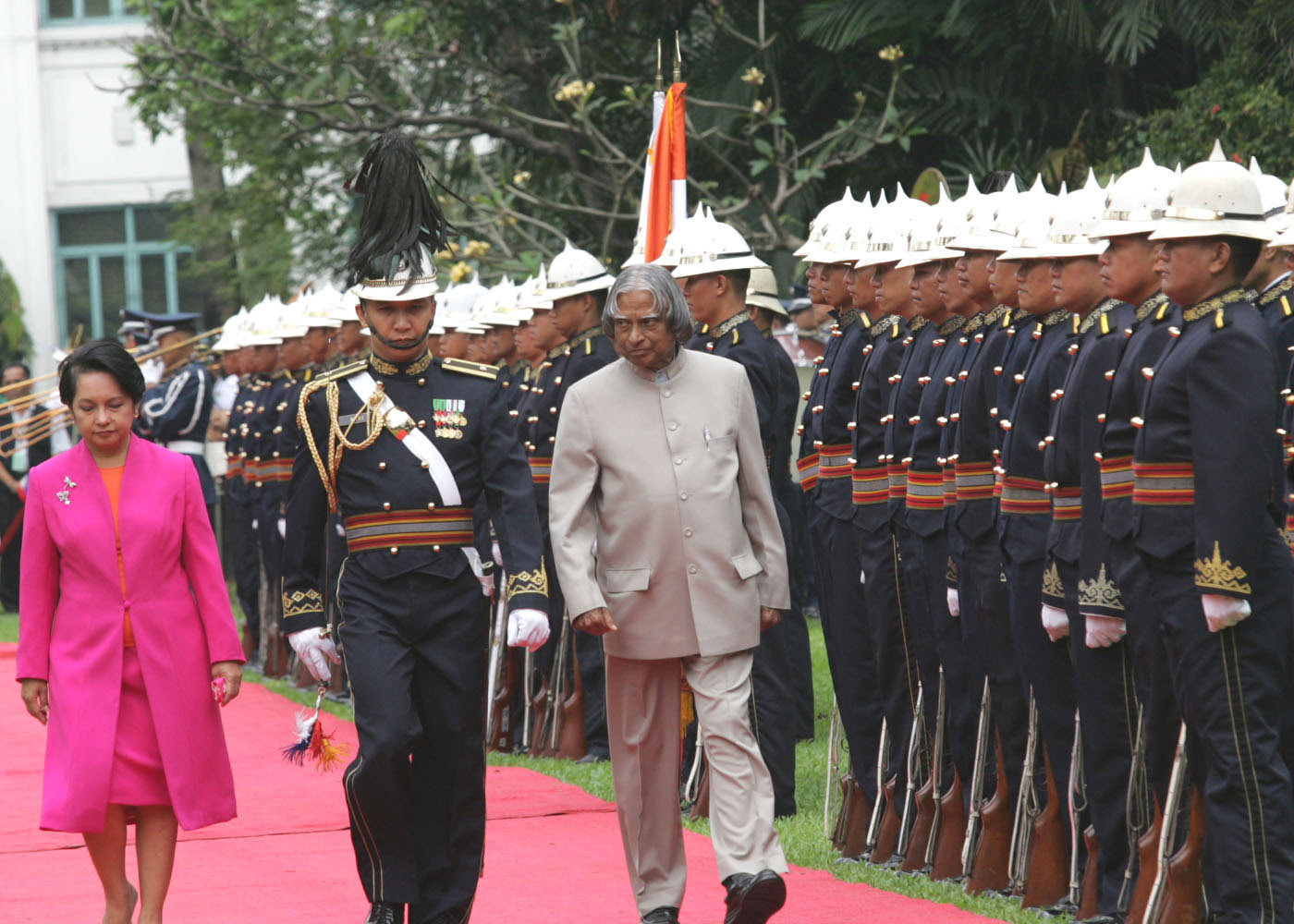
菲律賓總統安全衛隊在印度總統卡拉姆訪問期間，擔負儀仗和安保任務

菲律賓總統安全衛隊在首都馬拉坎南宮負責菲律宾总统的儀仗任務，尤其是在外國政要訪問菲律賓時參與歡迎儀式。總統安全衛隊由來自多個不同部門的人員組成，包括：菲律宾武装部队、菲律賓國家警察、菲律賓消防署和菲律賓海巡署，所有隊員在參與儀式時，穿著仿效第一共和國時期的深藍色拉亞迪略正裝制服，以及頭戴木髓頭盔。
菲律賓武裝部隊有五支指定儀仗隊，受命負責執行所屬軍種的公共職責。這五支儀仗隊包括菲律賓陸軍安全護衛營、菲律賓海軍總部儀仗大隊、海軍支援司令部儀仗大隊、海軍陸戰隊安全護航大隊和菲律賓空軍特別安全大隊。菲律賓武裝部隊總司令部及軍種司令部還有一支單獨的儀仗隊，稱為總司令部安全護衛營，作為菲律賓國防部長的儀仗隊。
菲律賓國家警察和菲律賓海巡署在重要的儀式場合，也有設置獨自的儀仗隊。國家警察儀仗隊是內政和地方政府部長的儀仗隊，穿著藍色制服、頭戴木髓頭盔，源自過去西班牙國民衛隊的傳統；海巡署儀仗隊為菲律賓交通部長履行儀仗職責，是菲律賓唯一佩戴英式水手帽作為禮儀制服的部隊。

### POL

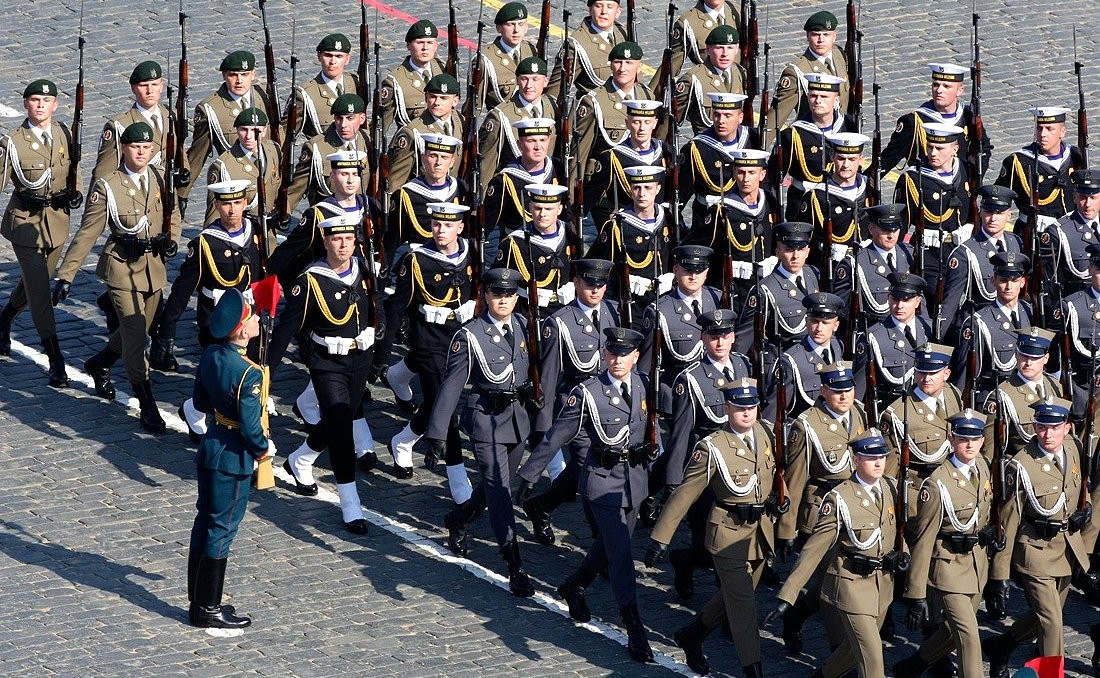
波蘭武裝部隊代表儀衛團於2010年參加俄羅斯莫斯科的勝利日閱兵

### 波蘭
波蘭首要的儀仗隊是波蘭武裝部隊代表儀衛團，奠基於2010年1月1日成立的武裝部隊代表儀衛營，是波蘭軍的聯合儀仗隊，由波蘭陸軍、波兰空军、波蘭海軍和波蘭特種軍的士兵組成，總部設在首都華沙衛戍司令部，負責執行軍隊和波蘭總統的禮儀任務。每年在烏亞茲多夫大道舉行軍人節遊行時，參與總統府迎接外賓的致敬儀式。
波蘭議長衛隊是波兰议会的榮譽和安全部隊，負責守護波蘭眾議院大堂，以紀念2010年在斯摩棱斯克發生空軍Tu-154墜機事件中喪生的國會議員。波蘭邊防衛隊儀仗隊成立於2007年，繼承波蘭高地步槍隊的傳統服裝。波蘭陸軍總統騎兵儀仗隊同樣承擔儀仗任務，負責近衛和騎兵的職責。
除此之外，波蘭國土防衛軍、波蘭警察和國家消防隊等服務部門，都有連級規模的儀仗隊。

### 葡萄牙
葡萄牙最主要的儀仗隊是負責葡萄牙总统的安全與國家榮譽部隊（USHE），隸屬於葡萄牙國民共和警衛隊，由警衛隊作戰司令部指揮。這支部隊是一個團級單位，包含總統中隊、騎馬樂隊、衛兵行進樂隊和國家榮譽與安全小組，包含騎兵和步兵的守備分隊，但主要由下馬步兵執行禮儀任務，是一個以步兵為主的分隊。

### ROU

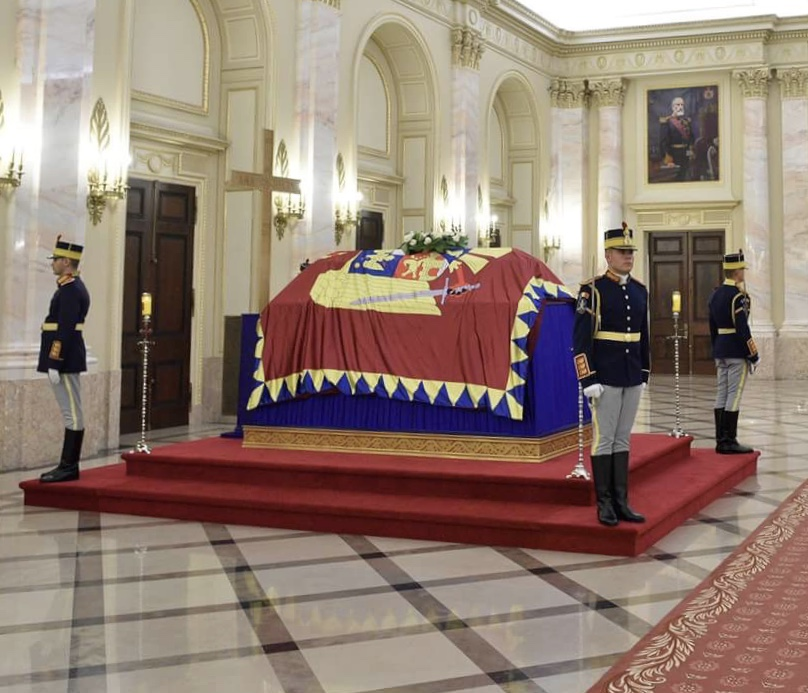
罗马尼亚陆军第30近卫旅在国葬礼守护安娜王后的棺柩

### 羅馬尼亞
罗马尼亚陆军“英勇米哈伊”第30近卫旅是罗马尼亚武装部队的仪仗部队，负责罗马尼亚的国家礼仪任务。此外，罗马尼亚宪兵同样拥有一支仪仗队，称为“布加勒斯特机构保护和仪仗队特别分队”，以及负责一支骑兵仪仗队。
1947年至1989年期间，罗马尼亚社会主义共和国的国家礼仪任务是由罗马尼亚人民军仪仗队负责，编制为连级单位。

### 俄羅斯
俄羅斯儀仗隊的歷史，可以溯源至俄國二月革命之前的俄羅斯帝國衛隊。這支俄羅斯帝國的儀仗隊，被公認為是奠定前蘇聯儀仗隊的基礎和楷模，蘇維埃時期的先鋒衛隊，很多都出身於帝國衛隊，並由他們教授第一代儀仗隊的禮儀職責。
俄羅斯聯邦最主要的儀仗隊，是成立於1936年的克里姆林宫警卫团，隸屬於联邦警卫局。克里姆林宫警卫团的編制為四個營，其中兩個營被指定為儀仗隊，包括一支步兵營和一支騎兵營，負責守衛克里姆林宫。這支儀仗隊以在重要的儀典場合，穿著帝國衛隊風格的制服聞名，於2004年開始採用，以過去聖彼得堡皇家衛隊的制服為設計基礎。

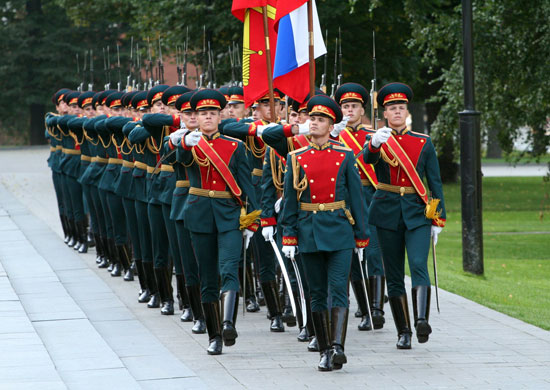
第154普列奥布拉任斯基独立指挥团代表俄罗斯联邦武装力量的儀仗隊，準備在無名戰士墓前執行軍方的儀仗任務

1979年成立的第154普列奥布拉任斯基独立指挥团，隸屬於俄罗斯联邦武装力量，是代表軍方的正式儀仗隊，指挥团中負責禮儀任務的是成立於1990年的第3儀衛營。俄羅斯軍區和俄羅斯海軍艦隊編隊有獨立的儀衛連，武裝力量的所有三個分支軍種，以及其他準軍事組織都擁有不同規模的儀仗隊。此外，一個較大的單位可以臨時組建特设的儀仗隊，例如1960年代苏军驻德集群的臨時儀仗隊。
俄罗斯陆军的幾個軍區都設有儀仗隊，包括东部军区儀仗隊，成立於1971年12月14日； 南部军区儀仗隊；中央军区儀仗隊；西部军区儀仗隊，成立於1961年1月20日。 俄羅斯陸軍在南部軍區第20近衛機動步槍師，還有一支伏爾加格勒榮譽衛隊，負責守衛马马耶夫山岗。
俄罗斯海军擁有幾支不同的儀仗隊，包括俄羅斯海軍總部儀仗隊、波羅的海艦隊儀仗隊、黑海艦隊儀仗隊、北方舰队儀仗隊和太平洋艦隊儀仗隊。俄罗斯空军擁有一支儀仗隊，設在沃罗涅日的茹科夫斯基-加加林空軍學院。 除此之外，俄羅斯其他部門和機構也擁有獨自的儀仗隊，包括俄罗斯边防军、俄羅斯聯邦緊急情況部、 俄罗斯联邦内务部和俄羅斯聯邦國家近衛軍。

### 圣马力诺

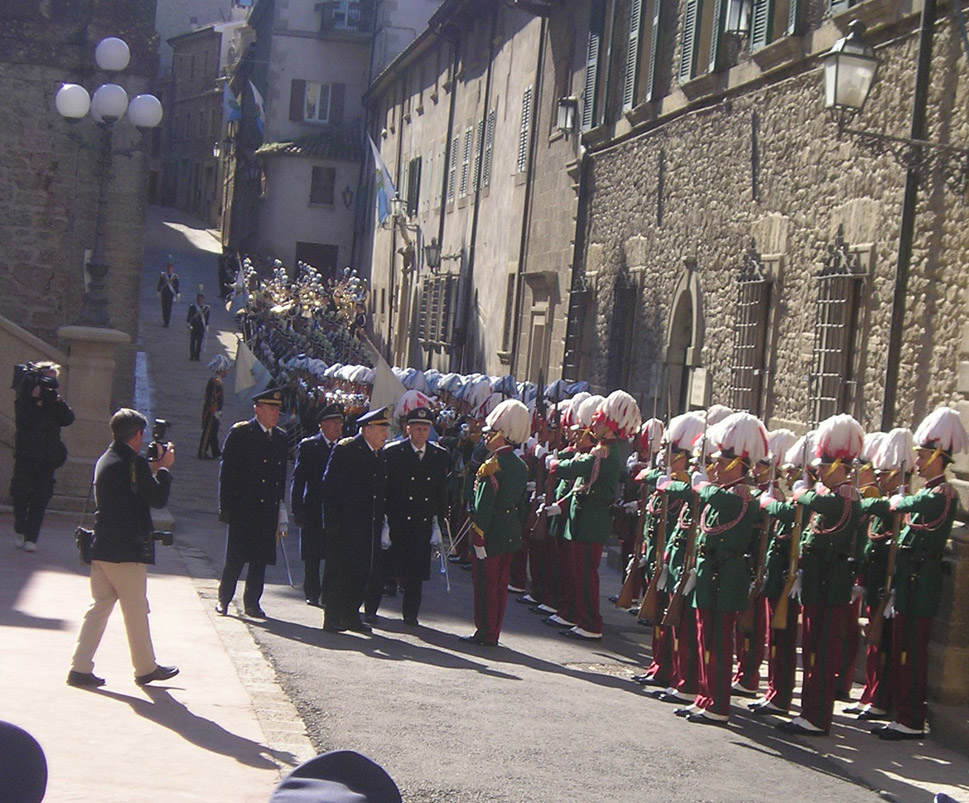
圣马力诺堡壘衛隊的隊列

聖馬力諾共和國維持少量的民兵部隊，用於禮儀任務。其中最主要的儀仗隊是大議會衛隊，但其他部隊也承擔禮儀職責，包括國民警衛隊、堡壘衛隊砲兵連和堡壘衛隊警衛連。

### SEN

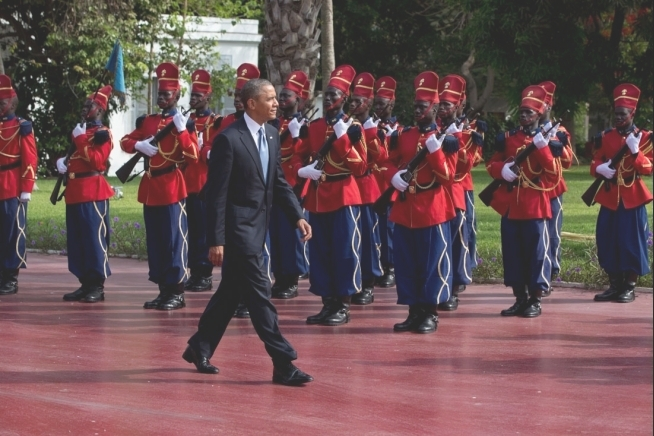
塞內加爾紅衛兵正在迎接美國總統贝拉克·奥巴马的國事訪問

### 塞内加尔
塞內加爾紅衛兵是塞內加爾的憲兵部隊，負責維護塞內加爾總統的安全。紅衛兵的制服源自法國殖民時期的斯帕西騎兵，包含一支步兵和騎兵中隊，由塞內加爾機動憲兵安全軍團直接指揮。

### 塞爾維亞
塞爾維亞衛隊是塞爾維亞陸軍的精銳部隊，編制是旅級單位，由塞爾維亞武裝部隊參謀長直接指揮。塞爾維亞衛隊主要負責守衛重要的國防設施，並擔負外國導導人、政要和最高軍事官員的迎接任務。

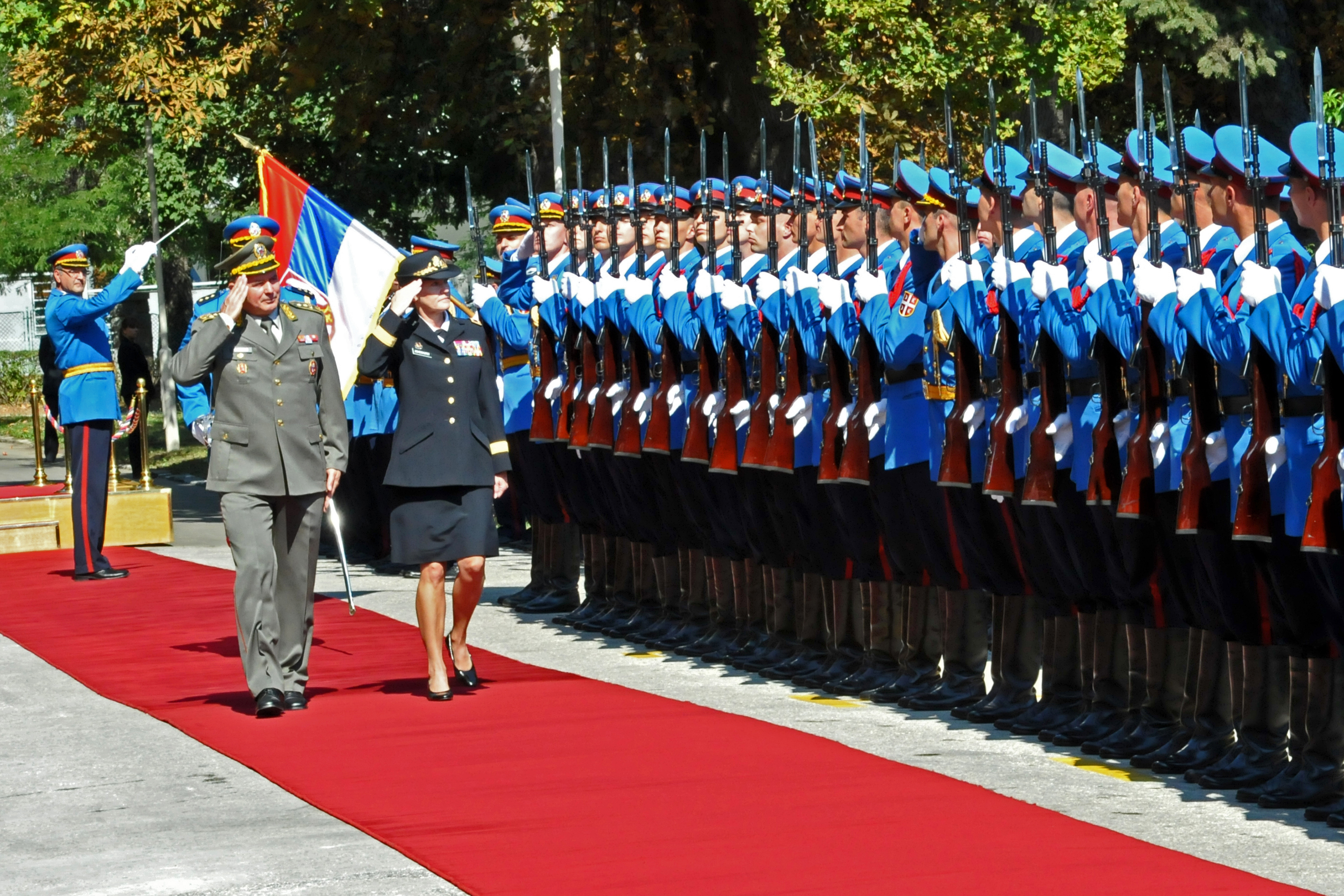
塞爾維亞衛隊迎接美國俄亥俄州副將德博拉·A·阿申赫斯特少將，塞爾維亞總參謀長米洛耶·米莱蒂奇上將隨行在側

塞爾維亞衛隊的歷史延續近200年之久，是於1830年聖喬治日，在波扎雷瓦茨由米洛斯·歐布雷諾維奇王子頒令成立，屬下包含塞爾維亞衛隊軍樂團。

### 新加坡

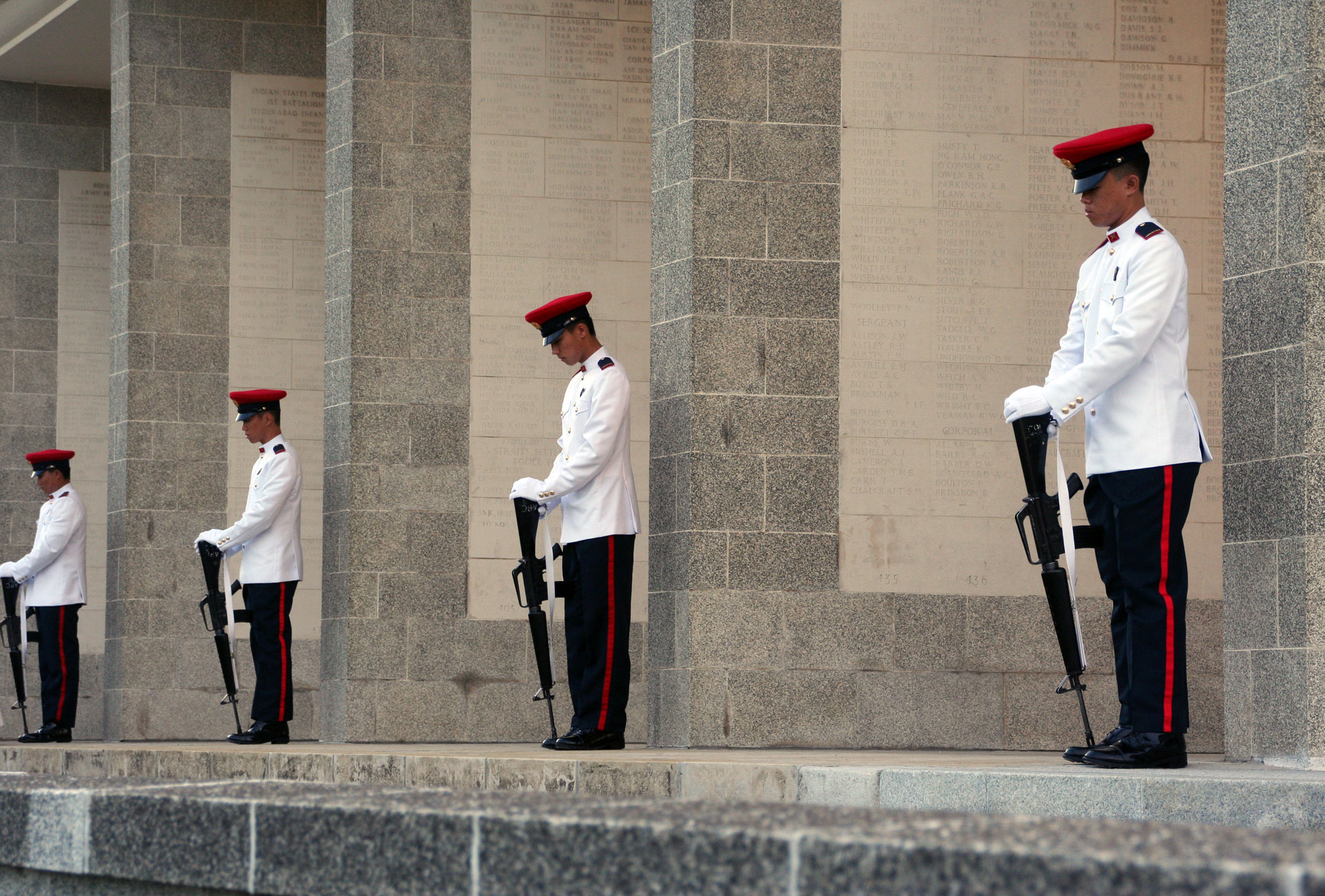
新加坡武裝部隊憲兵儀仗隊在克蘭芝陣亡戰士公墓，為國殤紀念日進行缅怀悼念儀式

新加坡共和國儀仗隊是從新加坡武裝部隊的所有三個軍種：新加坡陸軍、新加坡海軍和新加坡空軍，以及新加坡警察部隊中招募。他們在每年8月9日新加坡国庆庆典及其他重大國家活動時，站在會場的最前沿。國慶儀仗隊配備帶刺刀的SAR-21突擊步槍，穿著1號制服的禮服，與其他遊行隊伍穿著武裝部隊4號制服、警察部隊3號制服的常服，形成鮮明的對比。
參加一年一度新加坡國慶慶典的儀仗隊是新加坡陸軍第一突擊營儀仗隊、新加坡海軍潛水部隊儀仗隊、新加坡空軍运作指挥部儀仗隊和新加坡警察訓練指揮儀仗隊。
新加坡武装部队宪兵指挥部仪仗队則是負責在新加坡總統府進行國事訪問時，迎接外國政要及其他重要禮儀職責任務。

### 斯洛伐克
斯洛伐克武裝部隊有兩支不同的禮儀部隊，其中一支斯洛伐克共和國總統衛隊是負責斯洛伐克總統的儀仗隊，由斯洛伐克共和國總統軍事辦公室指揮，是最高級別的禮儀部隊。

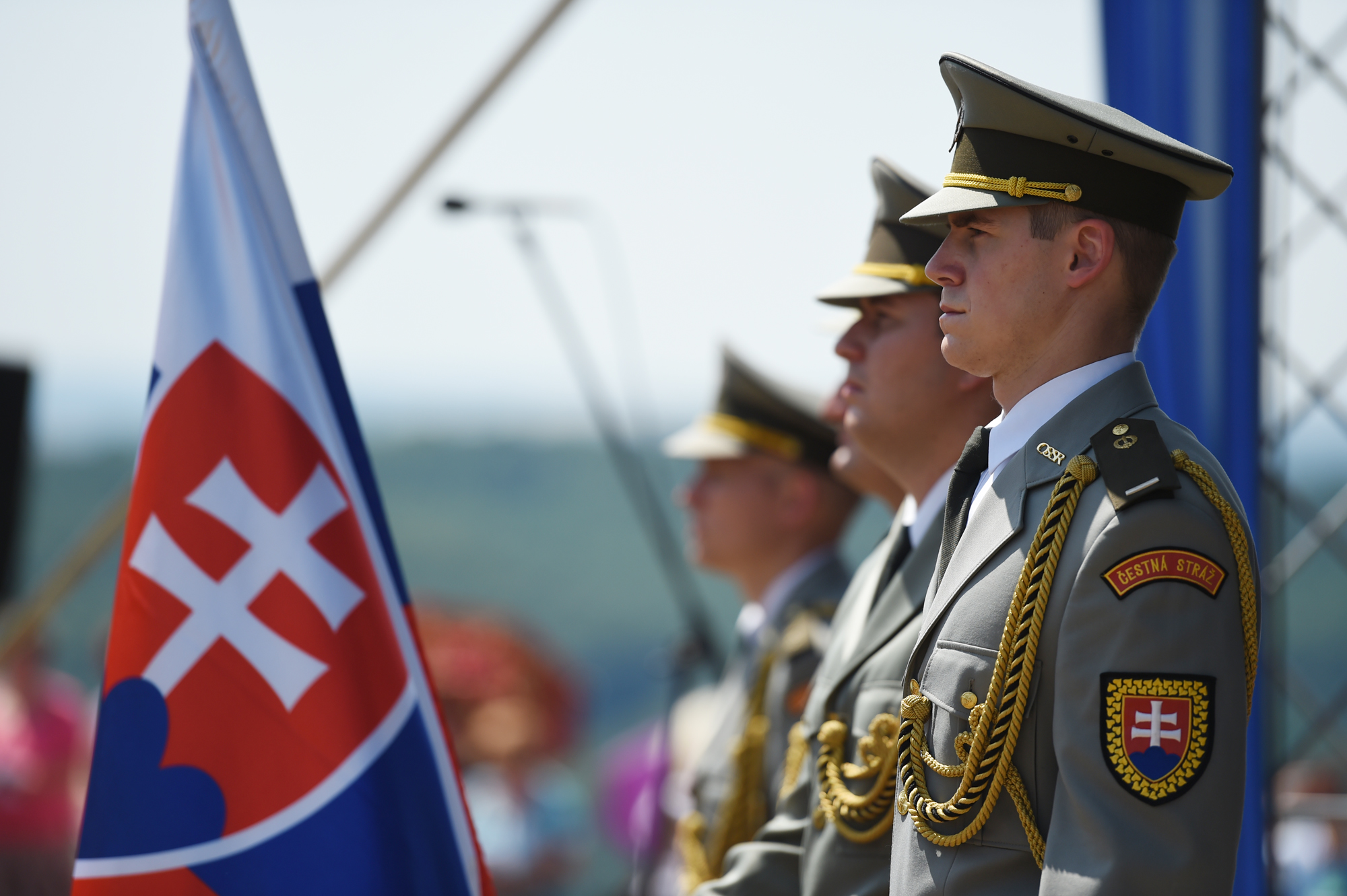
斯洛伐克武裝部隊儀衛連是斯洛伐克共和國的其中一支儀仗隊

另外一支斯洛伐克武裝部隊儀衛連，是斯洛伐克武裝部隊的一支單獨部隊，由布拉迪斯拉發駐軍總部直接指揮。 這支部隊成立於2009年，負責守護國民議會大樓。

### 西班牙
西班牙皇家衛隊是西班牙武裝部隊的一支獨立軍團，除了執行軍事保護和海外部署任務外，也負責執行禮儀任務，其主要的禮儀單位是皇家衛隊榮譽群和皇家護送中隊。皇家護送中隊負責西班牙王室的護送任務，有三個分支單位：標兵小隊、胸甲騎兵部隊和槍騎兵部隊。

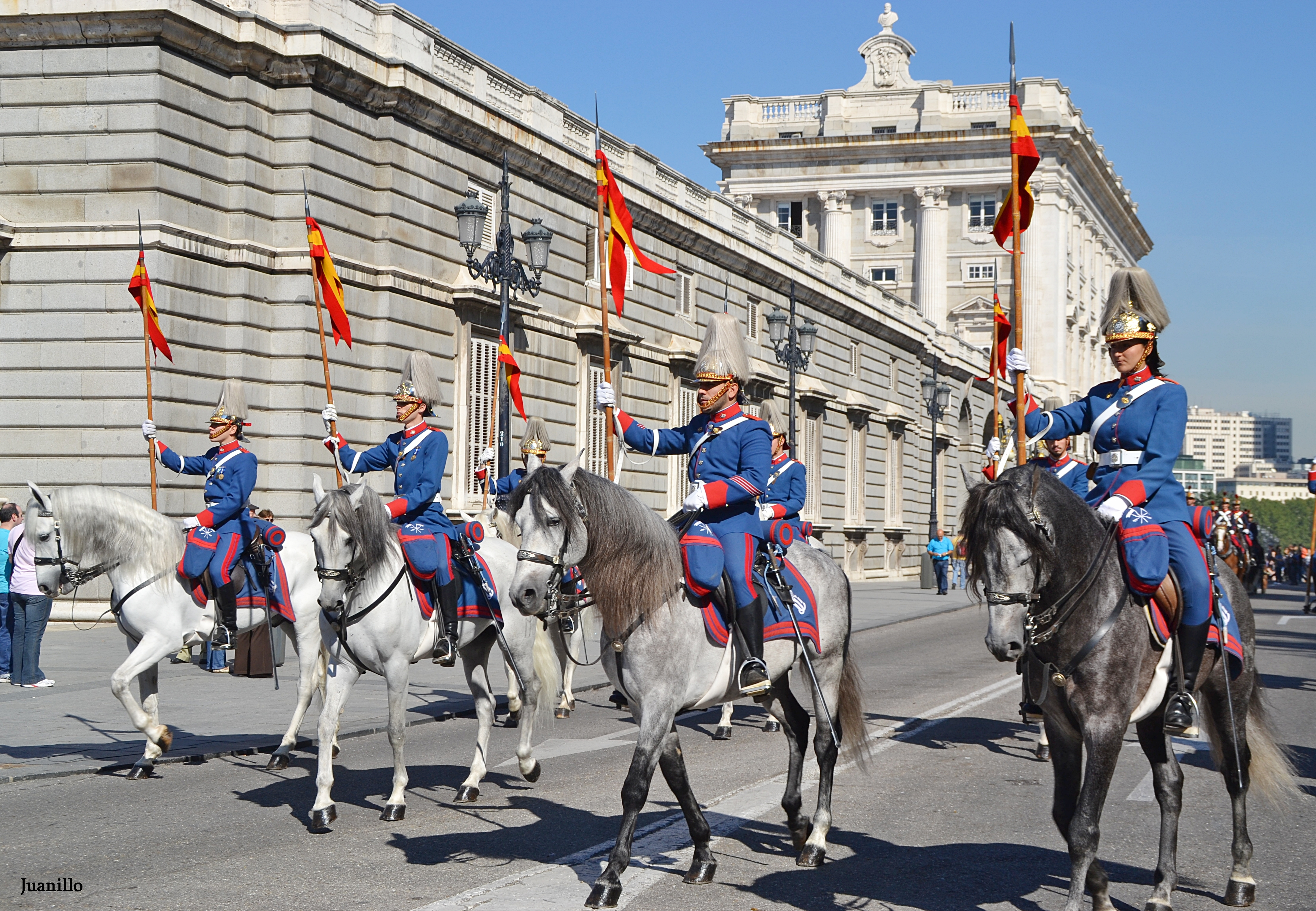
西班牙皇家衛隊的槍騎兵

西班牙負責國事訪問歡迎儀式的儀仗隊伍，包括：
- 西班牙陸軍（英语：Spanish Army）警衛連「Monteros de Espinosa」，包含三支排及一支操演隊
- 西班牙海軍陸戰連「Mar Océano」，包含三支排
- 西班牙空軍中隊「Plus Ultra」，包含三支小隊

除此之外，第1國王遠古步兵團擁有一支稱為「卡斯蒂利亞老衛隊」的營級部隊，西班牙空軍還有一支獨立的榮譽中隊。1937年至1956年期間，擔負西班牙國儀仗隊的摩爾衛隊，是由三軍組成的聯合騎兵儀仗隊。

### 斯里蘭卡
斯里蘭卡儀仗隊由來自斯里蘭卡武裝部隊的三個軍種組成，即是：斯里蘭卡陸軍、斯里蘭卡海軍和斯里蘭卡空軍。斯里蘭卡憲兵隊擁有一支儀衛連，負責斯里蘭卡總統的儀仗任務。斯里蘭卡警察騎警隊是斯里蘭卡警察的儀仗隊，負責國家元首及要員的禮儀護送任務，並為國會開幕及重要大典提供禮儀支援任務。
英國殖民時期，除了英國陸軍、英属印度陆军或錫蘭國防軍之外，拉斯卡林卫队也曾經擔負儀仗職責。斯里蘭卡騎警的前身則是錫蘭總督衛隊，當時是英屬錫蘭總督的近衛騎兵隊；除此之外，錫蘭騎兵步槍隊也曾經擔任騎兵儀仗隊的角色。

### 南非
南非共和國的國家儀仗任務，是由1995年成立的國家禮儀衛隊負責，隸屬於南非國防軍。禮儀衛隊負責南非总统、南非副總統、南非国防部长和南非國防軍總司令的禮儀職責。
1967年之前，南非並沒有固定編制的儀仗隊，通常安排南非公民部隊和開普敦高地軍團用於禮儀活動。 1967年至1990年期間，南非的儀仗任務是由國家總統衛隊負責。 南非廢除種族隔離制度後，總統衛隊一度被解散，直到1995年成立禮儀衛隊，國防軍才重新擁有正式的儀仗隊。

### 瑞典

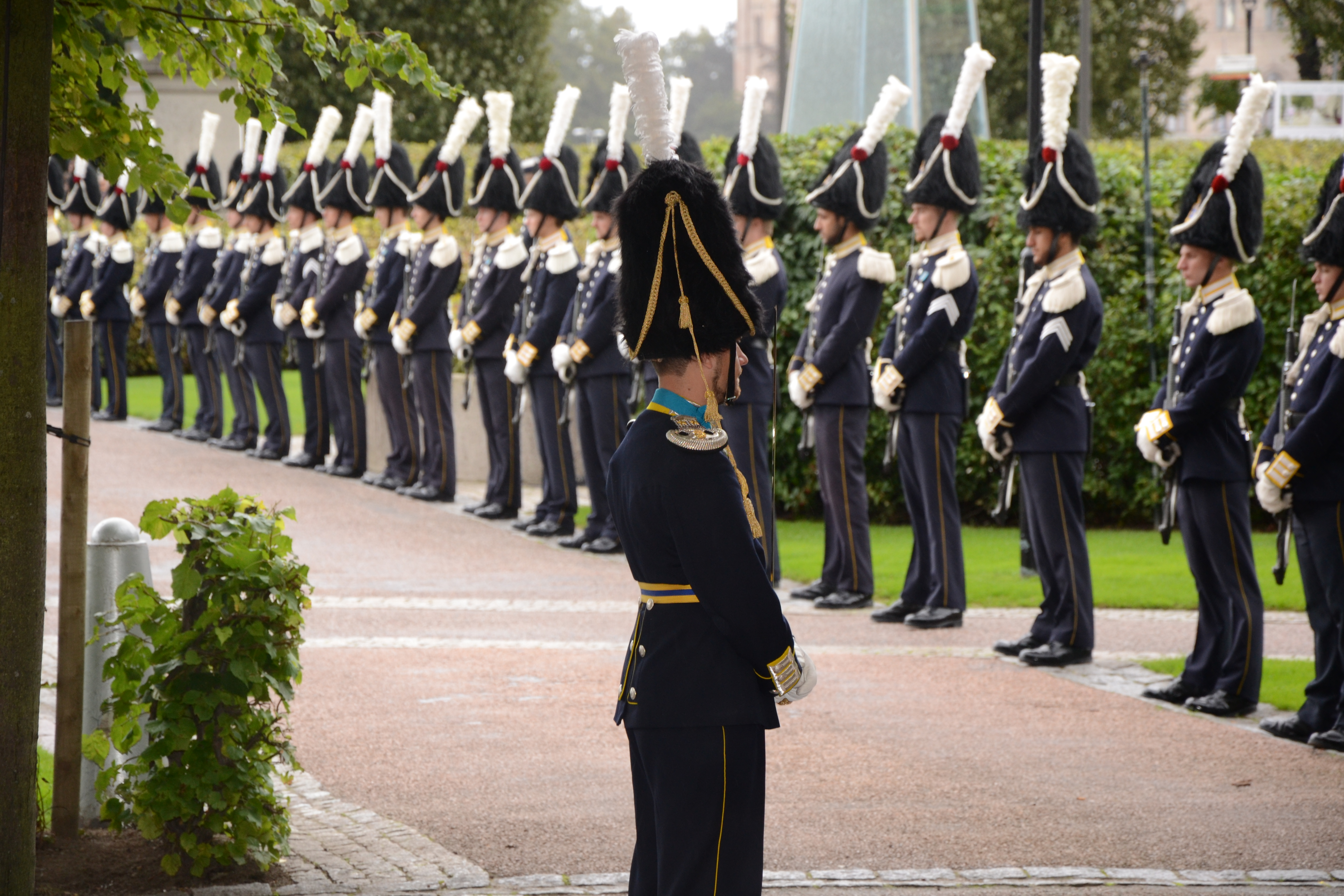
瑞典近衛隊擲彈兵連負責大部份的儀仗任務

瑞典國防軍的所有軍事單位都擔負儀仗任務，但主要的儀仗隊是隸屬於陸軍的瑞典近衛隊。儀仗隊的其中一項任務是擔任瑞典君主的皇家衛隊，負責守護斯德哥爾摩王宮與卓宁霍姆宫，這項職務由所有部隊輪流更替，當中也包括瑞典鄉土防衛隊和其他志願防衛組織。
瑞典近衛隊須要負責國事訪問期間，迎接外國元首的歡迎儀式、瑞典議會開幕大典儀仗禮儀、外國使節覲見並呈递國書、以及國王參加皇家學院年度會議的儀仗職責。
瑞典歷史上著名的儀仗隊，是卡尔十一世和卡爾十二世在位期間的皇家近身衛隊，負責國事訪問、君主就職、皇室婚禮和葬禮等的儀仗禮儀。近衛隊的制服就是以此為設計基礎，但並不完全相同。

### 瑞士
瑞士軍並沒有正式的儀仗隊，在瑞士國事訪問期間，是以首都駐防的營級部隊迎接高賓，並且與其他歐洲國家不同，隊員穿著的是作戰服，而不是預期的正裝制服。

### 中華民國

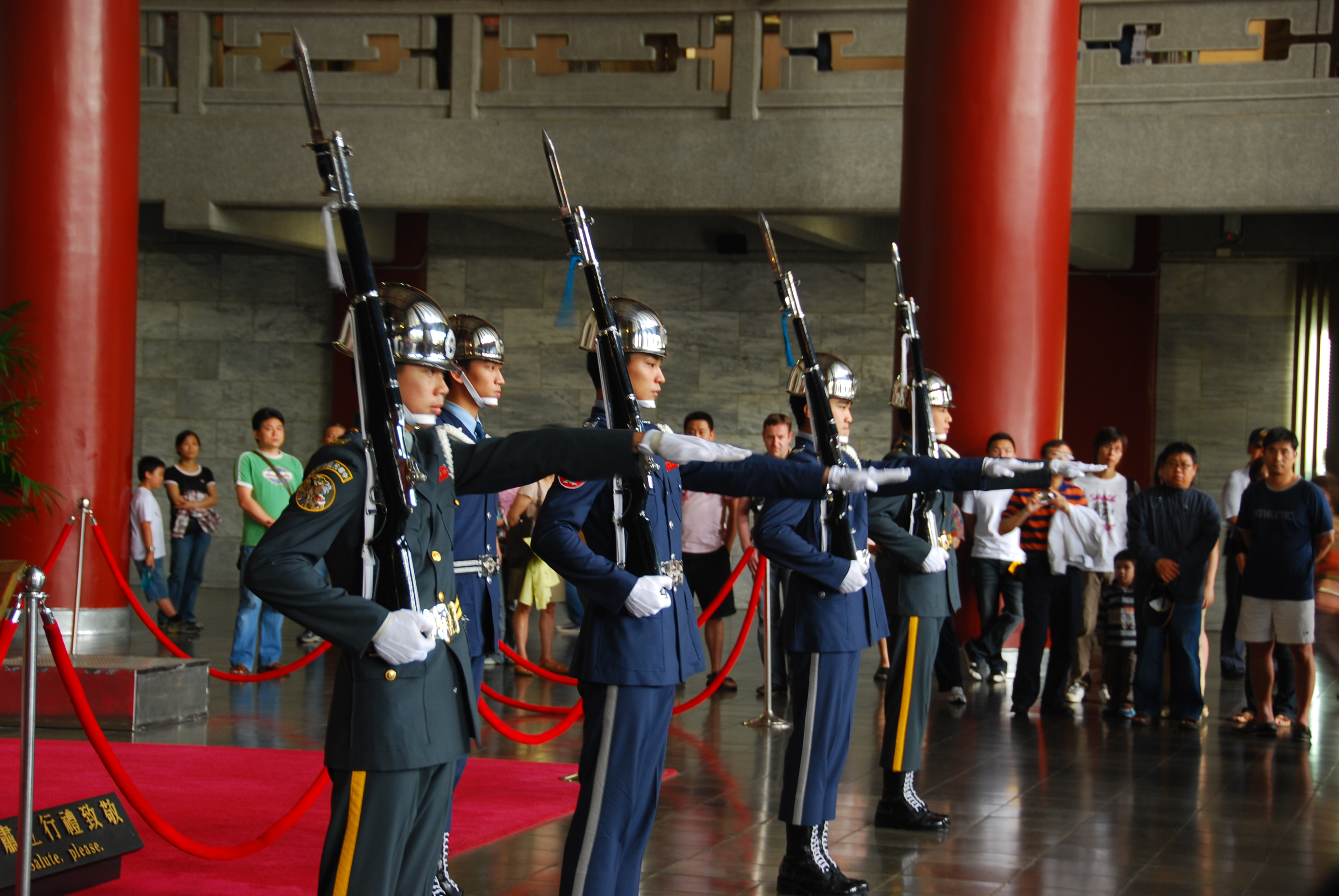
中華民國陸軍儀隊及空軍儀隊在國立國父紀念館內進行交接

中華民國三軍儀隊由中華民國國軍所屬的三個軍種組成，包含中華民國陸軍、中華民國海軍和中華民國空軍都有各自的儀隊。三軍儀隊駐守在中正紀念堂、國父紀念館、國民革命忠烈祠、慈湖陵寢和頭寮陵寢，同時負責國防部總部的禮儀任務，以及迎接外國元首訪問的迎接儀式，並在雙十國慶等重大慶典聯合演出。
中華民國海軍陸戰隊儀隊駐守在高雄左營基地，負責南區及海軍艦隊指揮部的禮儀任務，由於外國元首來訪都在臺北都會區附近機場降落，因此海軍陸戰隊儀隊極少參與國事訪問的迎接任務。除此之外，中華民國憲兵鐵衛隊負責總統府警衛及升降旗儀式，以及憲兵快速反應連負責前導護衛職責。中華民國警察儀隊隸屬於內政部警政署保安警察第一總隊，主要負責警政的禮儀勤務。
三軍的四支儀隊以操演槍法聞名，因此也影響國防教育的高中職學校和民間設立儀隊團體。中華民國高中職學校部分學校設有儀隊社團，未設儀隊的學校通常以秩序糾察隊兼任儀隊，民間也有退役軍人組成儀隊社。

### TJK

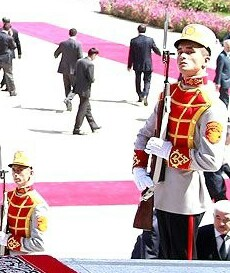
塔吉克斯坦的總統國民警衛隊儀仗隊成員

### 
塔吉克斯坦儀仗隊來自於塔吉克斯坦武裝部隊的四個軍種：塔吉克國民陸軍、塔吉克機動軍、塔吉克空軍和塔吉克边防军，均由國防部指揮。這支屬於國防部的儀仗隊，其最重要的工作，是負責代表塔吉克政府在国家宫迎接外國政要訪問。
除此之外，總統國民警衛隊擁有獨自的儀仗隊，主要效忠於塔吉克斯坦总统，負責總統作為武裝部隊最高統帥的儀衛職責。

### 泰國
泰國儀仗隊由泰国皇家军队國王衛隊，以及皇家安全司令部的兩支步兵團承擔。國王衛隊的成員徵召自泰國軍隊，效忠泰國君主及扎克里王朝的统治，以其顏色繽紛的正装制服聞名。
國王衛隊第一步兵團所屬第1營及第2營，是最高級別的衛隊，並經常擔負儀仗任務，穿著類似英聯邦步兵衛隊的紅衫和黑色熊皮帽；第3營則穿著白衫及粉紅色熊皮帽。
外國元首國事訪問期間，負責迎接的則是國王衛隊的三軍聯合儀仗隊，通常是來自各軍種學院的學員單位。

### 土耳其

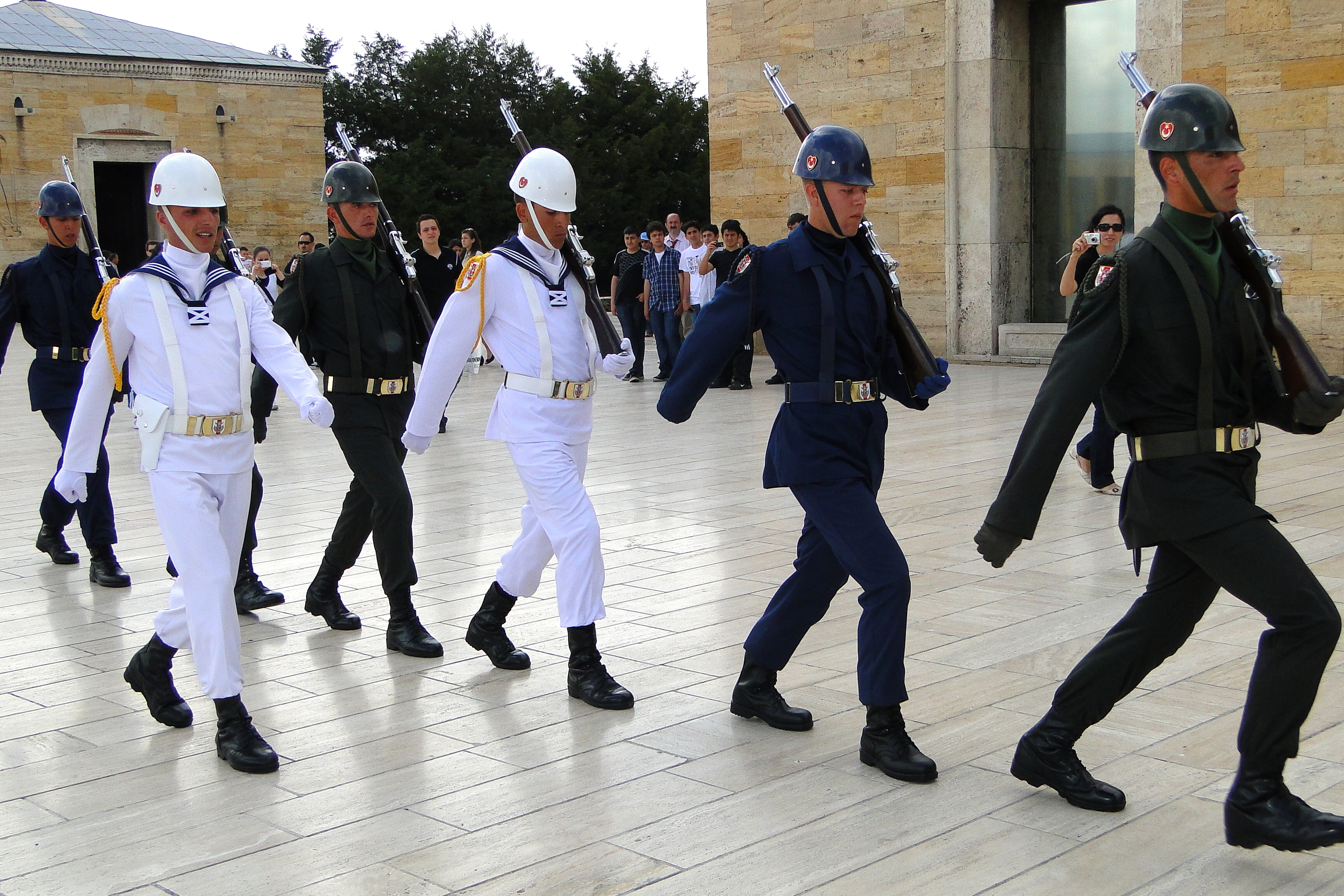
土耳其守護凱末爾紀念館的三軍聯合儀仗隊

土耳其军队擁有幾支不同的儀仗分遣隊，位於安卡拉總部的聯合儀仗隊，由各軍種的精銳人員組成，負責執行公共職務。此外，在凱末爾紀念館有一支儀仗隊，負責保衛土耳其第一任總統穆斯塔法·凯末尔·阿塔图尔克的陵墓。土耳其總統近衛隊團是土耳其陸軍的儀仗隊，負責駐守钱卡亚大宅，以及負責保衛土耳其總統，是土耳其軍隊中唯一穿著綠松色制服的部隊。

### 

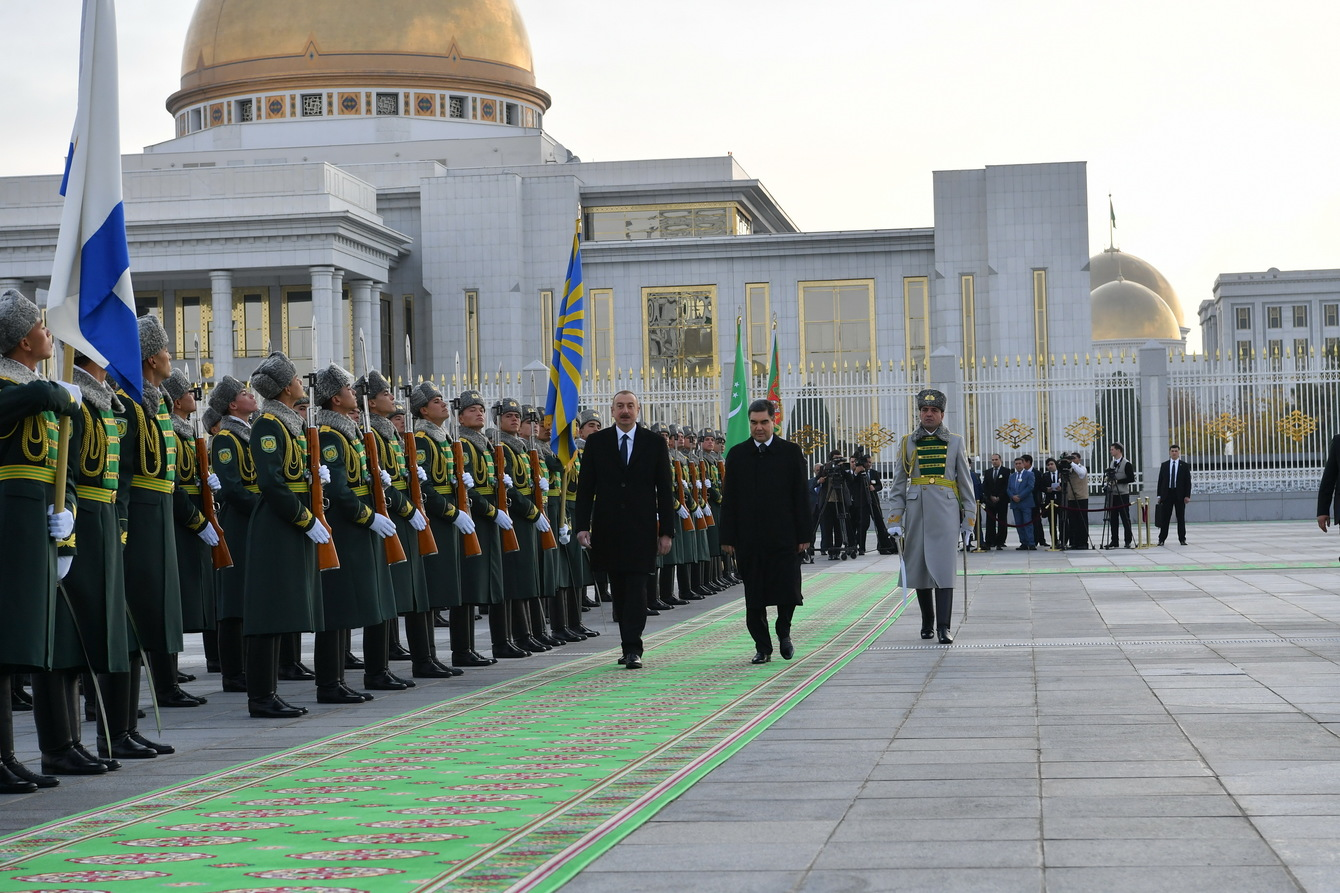
土库曼斯坦獨立儀衛營 (土庫曼斯坦)迎接阿塞拜疆总统伊利哈姆·阿利耶夫的歡迎儀式

土库曼斯坦的禮儀任務由國防部獨立儀衛營承擔，人員來自武裝部隊的三個主要軍種：土庫曼陸軍、土庫曼空軍和土庫曼海軍的100名士兵組成，駐守在首都阿什哈巴德，擁有一支用於護送的騎馬中隊。
獨立儀衛營負責所有涉及土庫曼斯坦總統、國防部長和其他軍事高級官員的儀仗活動，包括國事訪問和閱兵典禮，獨立儀衛營是在年度獨立日遊行活動中，在獨立廣場遊行的首要軍事編隊。 獨立儀衛營也擔負外國領導人訪問期間，以及參訪土庫曼斯坦獨立紀念碑、土庫曼斯坦國家博物館、吉普恰克清真寺和土庫曼斯坦總統府的歡迎儀式。

### 乌克兰
基輔總統儀衛營隸屬於博格丹·赫梅利尼茨基独立总统卫兵团，是乌克兰武装部队的官方儀仗隊。 前身是乌克兰苏维埃社会主义共和国基辅军区仪仗队，编制包括一支本部連、三支儀衛連、一支軍樂隊和一支保衛連。乌克兰国民卫队下屬的特种仪卫营負責許多儀式活動，乌克兰内务部队在2014年之前也有一支仪仗队。

### 英國

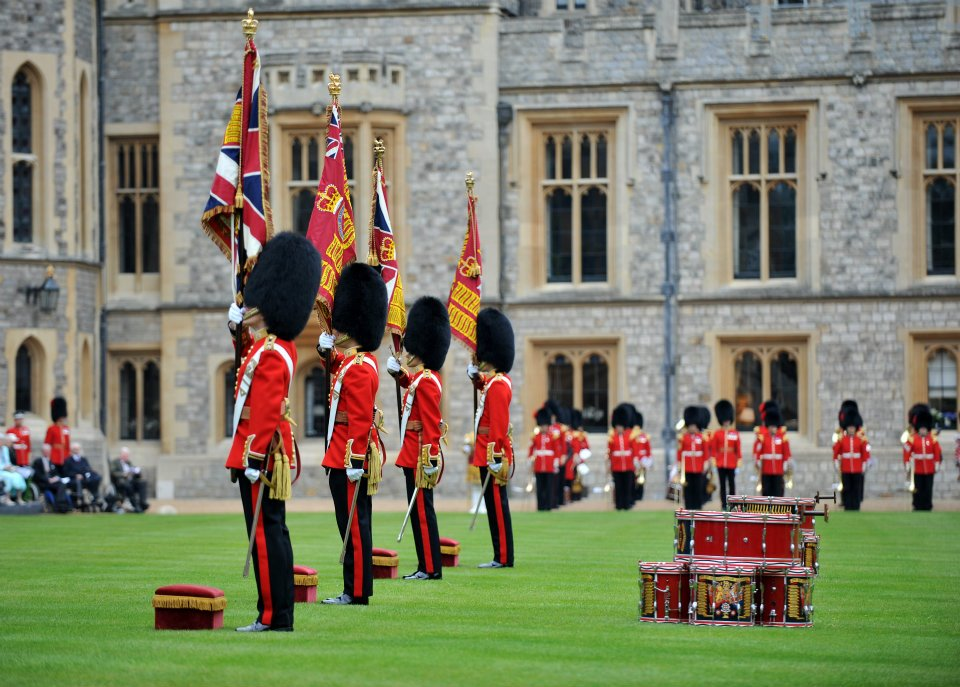
英國御林軍負責英國主要的禮儀任務，正在溫莎城堡舉行換旗儀式

英國御林軍是英聯邦最高級別的禮儀部隊，主要負責保衛英國王室，以及擔負聯合王國和英國軍隊的儀仗任務。
英國禮儀是所有英聯邦國家的楷模，儀仗隊負責王室或總統政要的迎接儀式，由不超過100人的衛兵組成，包括三名軍官和一名旗官；其他等級要員由不超過50人的「半衛」組成，包括兩名軍官和一名旗官。 儀仗隊的隊伍可以是來自於單一軍種，也可以是由三支軍種聯合組成。儀仗指揮官在執行禮儀時，向要員敬禮後，走向他的身側並護送他檢閱衛兵，此時軍樂隊將會演奏來訪國和東道國的國歌。
英國軍事禮儀中，皇家儀仗隊只會持著皇家或總督授予的旗幟，半衛則可以持著非皇家授予的團旗，在軍事設施中向訪賓致敬的小隊伍，則是被稱為分衛隊。指揮官站在右數第二排前面三步的位置，並伴隨著衛兵，旗官則站在中心前三步處；如果有第三名軍官，則站在另一側第二排的前面三步位置。
英國傳統上執行禮儀職責的部隊，包括負責衛兵換崗和軍旗敬禮的國王衛隊，是由擲彈兵衛隊、高士廉衛隊、蘇格蘭衛隊、愛爾蘭衛隊和威爾斯衛隊五支衛隊組成；以及皇家近衛騎兵，是由皇家藍色騎兵團和內近衛騎兵團組成，並配有榮譽砲兵連組成儀仗隊。
英國皇家空軍的禮儀部隊是國王儀仗中隊，英國武裝部隊除了皇家騎馬砲兵團國王儀仗隊、皇家蘇格蘭兵團續增步兵連和英國皇家空軍國王儀仗中隊之外，沒有其他專門的禮儀部隊。
國王衛隊負責駐紮在皇家宮殿和公共紀念碑，主要包括白金汉宫、聖詹姆士宮、溫莎城堡和伦敦塔，以及總部設在爱丁堡的蘇格蘭軍團，駐紮在荷里路德宮和爱丁堡城堡。 有時，其他英聯邦國家的軍事單位，也會獲得這項榮譽任務。

### 美国

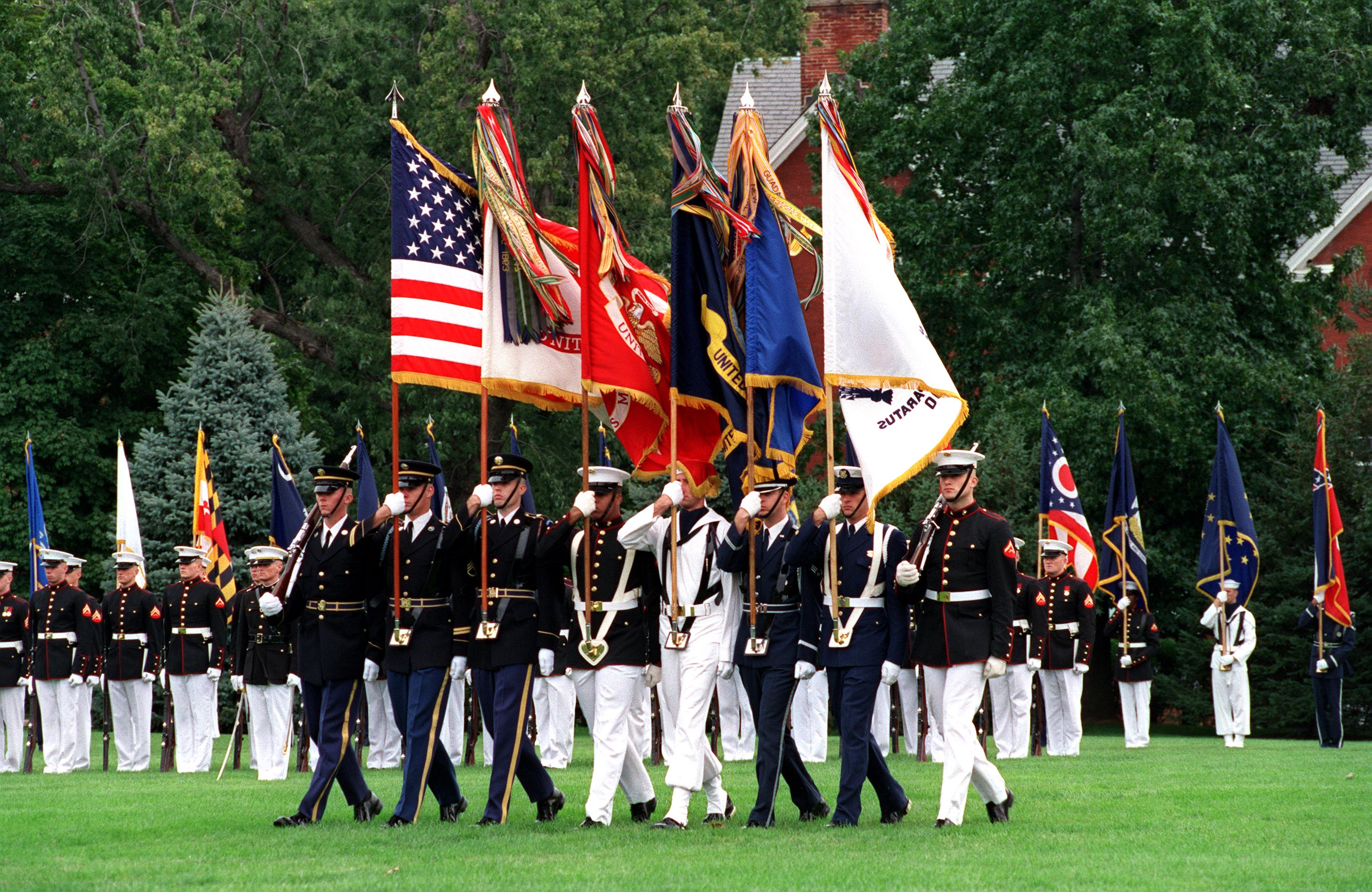
美國聯合儀仗隊在維吉尼亞州阿靈頓縣邁爾斯堡的迎接旗儀式，該項活動是參謀長聯席會議主席亨利·H·謝爾頓的退休典禮

美國軍隊的五個軍種：美国陆军、 美国海军陆战队、 美國海軍、 美国空军 和美国海岸警卫队 都有獨立的儀仗隊，駐紮在首都華盛頓特區。美國國民警衛隊作為各州的防衛隊，大多也設有獨自的儀仗隊。
五支軍種的官方儀仗隊都設在國都區聯合部隊總部，但幾乎每個基地、軍校及軍事設施都會有自身的儀仗隊，用於當地的禮儀儀式和活動。駐紮在華盛頓特區的五支儀仗隊，聯合組成一個營級規模的特設部隊，稱為「國都區和國防部聯合服務儀仗隊」，代表美國和整個國家的軍隊，負責美國總統、聯邦武裝部隊最高統帥和美國國防部的禮儀儀式。

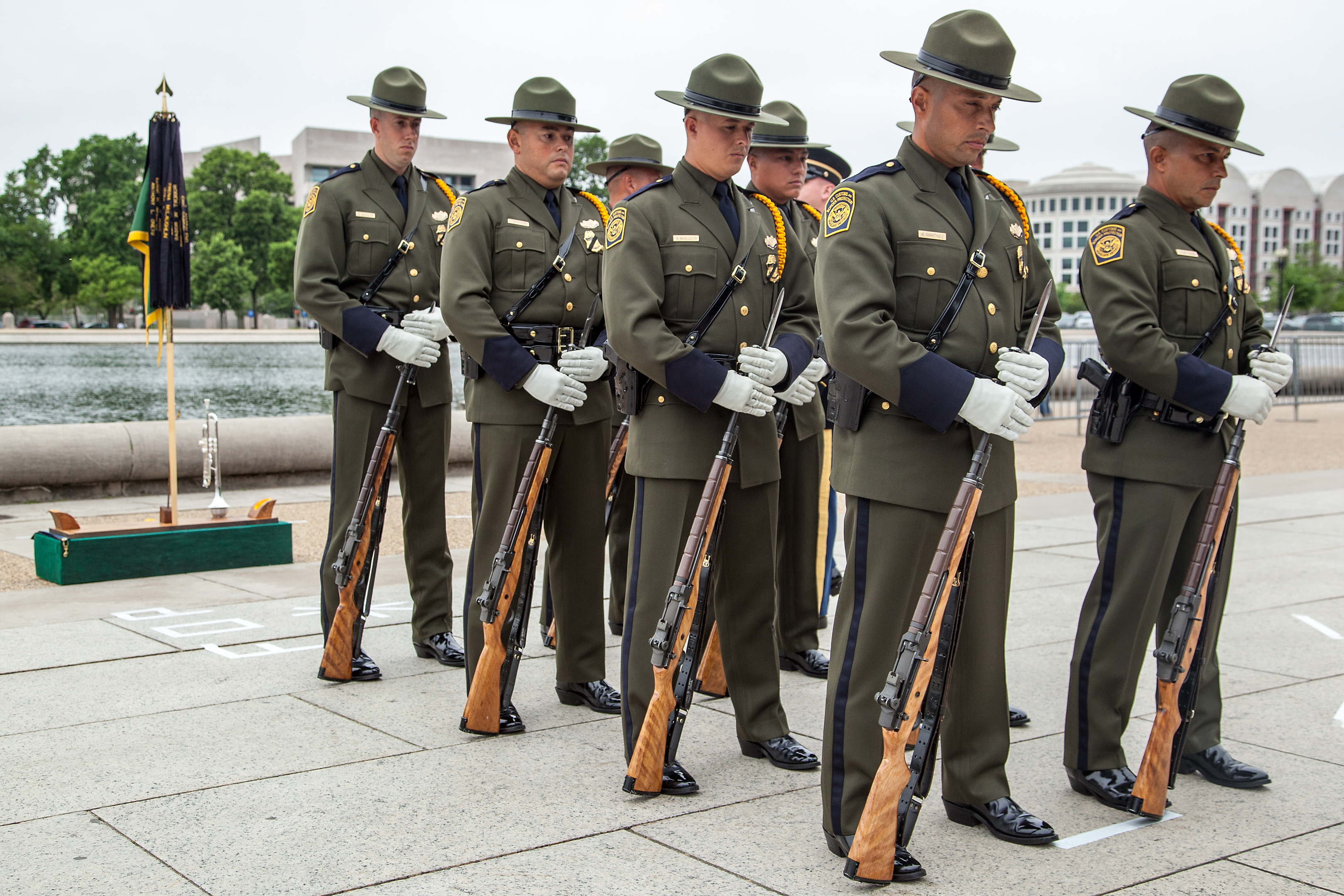
美國海關及邊境保衛局儀仗隊於2013年的維和人員陣亡紀念日，在尤利西斯·S·格蘭特紀念館舉行追思儀式

第二次世界大戰以來，美國第3步兵團就一直擔任陸軍的官方儀仗隊，以及總統的護衛隊，並在緊急情況時為華盛頓特區提供安全保障，同時也負責守衛阿靈頓國家公墓的無名戰士墓。 自2007年開始，每年4月在國家廣場的倒影池前，會舉行一項聯合軍種操演比賽，是五支軍種儀仗隊的聯合競技活動。
其他知名的軍事儀仗隊，包括美国海军仪仗队、美国空军仪仗队、美国海岸警卫队仪仗队、美国海军陆战队仪仗队、美国空军国民警卫队的夏威夷皇家衛隊，以及彼得森空軍基地的高空邊境儀仗隊作為美國太空軍的非正式儀仗隊；此外，康涅狄格州民兵也有一支州長步兵衛隊。
美國許多地方、州、國家和聯邦公共安全機構，都有配備儀仗隊、笛鼓樂隊和號角隊，其中包括消防部門、執法機構、緊急醫療服務及搜救機構，為那些因公殉職和退伍人員提供儀仗服務，以及參加其他機構和地方遊行活動；护士仪仗队在葬礼或追悼会上演唱《南丁格尔致敬》（Nightingale Tribute），向去世的护士致敬，这些服务借鉴于军事致敬，慰籍卸下职责的殉职人员。

### 
烏茲別克武裝部隊的儀仗任務由塔什干軍區儀衛營負責，隸屬於烏茲別克斯坦國防部，總部設在塔什干州。儀衛營由100多名士兵組成，由來自武裝部隊不同軍種部門的軍人組成。烏茲別克斯坦國民警衛隊儀仗隊於2016年9月，負責為前總統伊斯蘭·卡里莫夫扶柩。

### 梵蒂冈

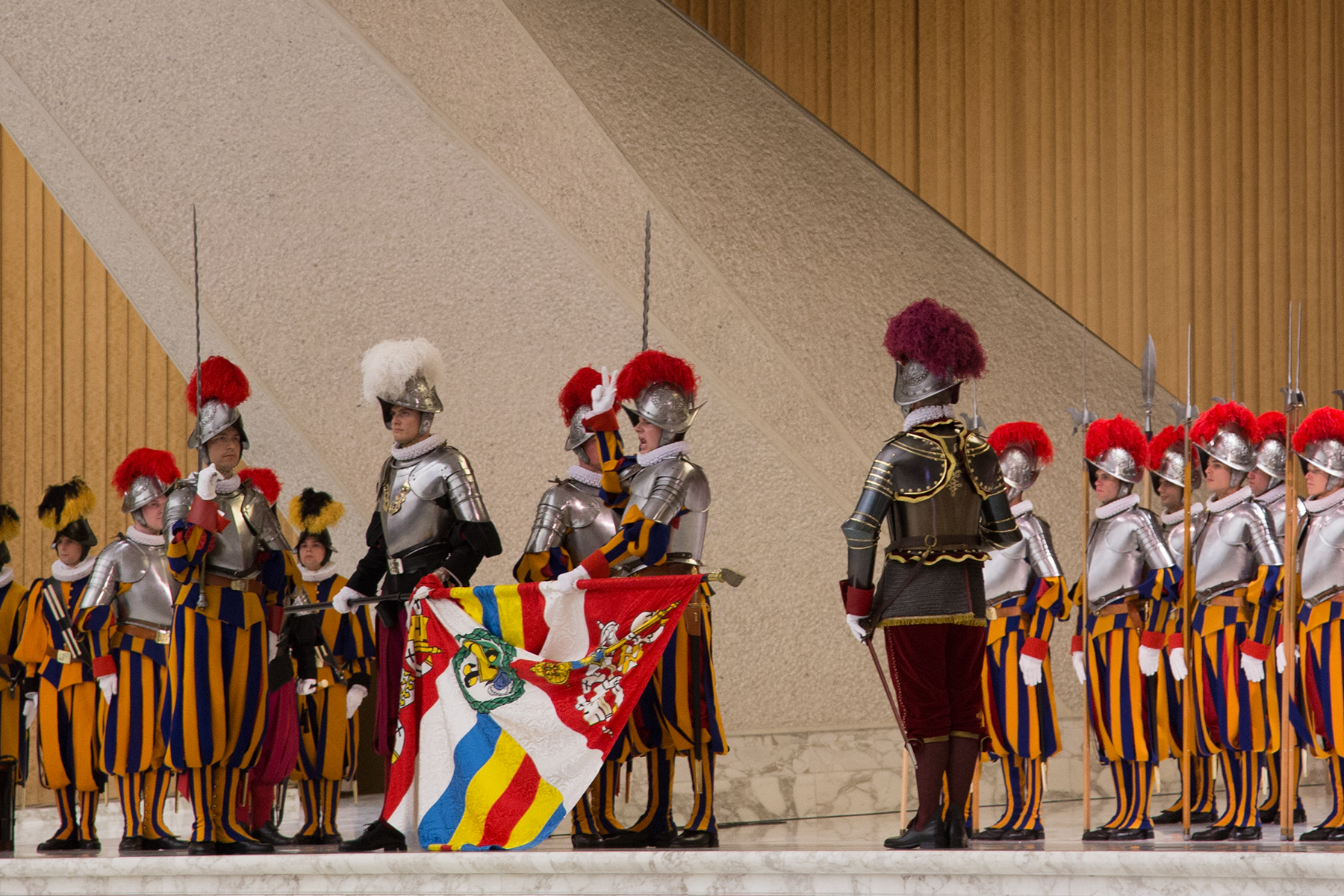
宗座瑞士近衛隊於2013年5月6日舉行的新兵宣誓儀式

梵蒂岡的宗座瑞士近衛隊是屬於教皇的衛隊，由135名未婚的瑞士天主教徒組成，年齡介於19歲至30歲之間，通過與瑞士政府的特別會議招募。瑞士近衛隊負責執行禮儀職責，以穿著文藝復興時期的制服聞名，主要使用斧槍、闊頭槍和劍等傳統兵器，但其實也配備現代軍用輕武器，並接受過軍事和安全職責訓練。

### 委內瑞拉
委內瑞拉總統儀衛隊是一支聯合軍事部隊，負責保護委內瑞拉總統及第一家庭的安全，以及擔負守護國家重要地標的職責。

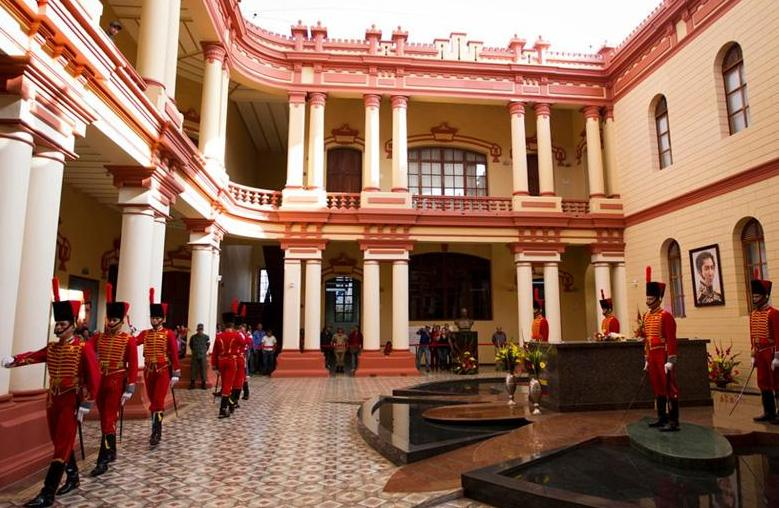
委內瑞拉總統儀衛隊正在守護前總統烏戈·查維茲的陵墓

總統儀衛隊的前身可以追溯到1815年6月成立的西蒙·玻利瓦爾驃騎兵團，曾經參與過委內瑞拉獨立戰爭及西屬美洲獨立戰爭，負責保護「解放者」的安全；並且作為第一騎兵團「Ambrosio Plaza」的下屬部隊，延續至20世紀初。直到1950年代，儀衛隊縮減為旅級編制，但仍然為總統提供禮儀安全，並以19世紀後期的普魯士騎兵部隊為藍本。
總統儀衛隊的人員來自委內瑞拉武裝部隊的所有軍種，以及公共安全部門的所有分支機構，並根據需求履行公共職責。儀衛隊由一名將官指揮，包含一個排級的總統護送隊。儀衛隊負責在委內瑞拉總統府的保衛與護送任務，並參與在總統府舉行的外國領導人歡迎儀式。同時，儀衛隊還要負責守護位於卡拉沃沃地區的無名戰士墓，紀念1821年參與卡拉沃沃战役的捐軀烈士；守護位於加拉加斯革命博物館，前總統烏戈·查維茲的陵墓；以及守護加拉加斯委內瑞拉先賢紀念堂，紀念西蒙·玻利瓦爾和其他埋葬於此的民族英雄。
除此之外，委內瑞拉武裝部隊還有另外兩支步兵營：國防部加拉加斯步兵營，以及委內瑞拉陸軍總部步兵營，負責組建儀仗隊和公共職責。

### 越南

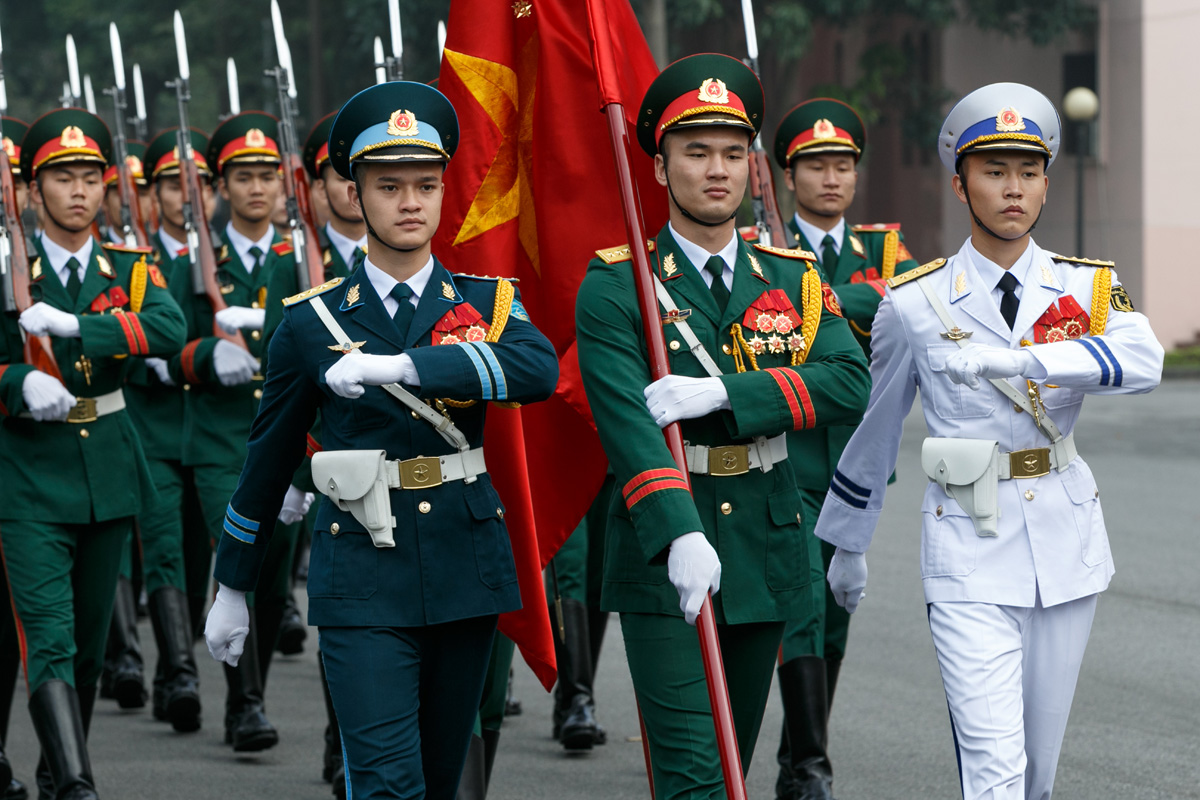
穿著08式军服的越南人民军仪仗队

越南人民军有兩支不同的儀仗隊，分別是越南人民軍儀仗隊和胡志明陵墓保衛司令部。越南人民軍儀仗隊負責國事訪問、國慶閱兵、國定紀念日、國葬及其他軍事活動的儀仗任務，隸屬於越南人民軍總參謀部。 胡志明陵墓保衛司令部所屬部隊，則是負責胡志明主席紀念堂的儀仗任務。

### 辛巴威
津巴布韋總統衛隊是津巴布韋國民陸軍的精銳作戰部隊，佩戴黃色貝雷帽，擔負津巴布韋總統的近衛服務，同時負責重要慶典活動的儀仗任務。

## 體育文化

### 足球

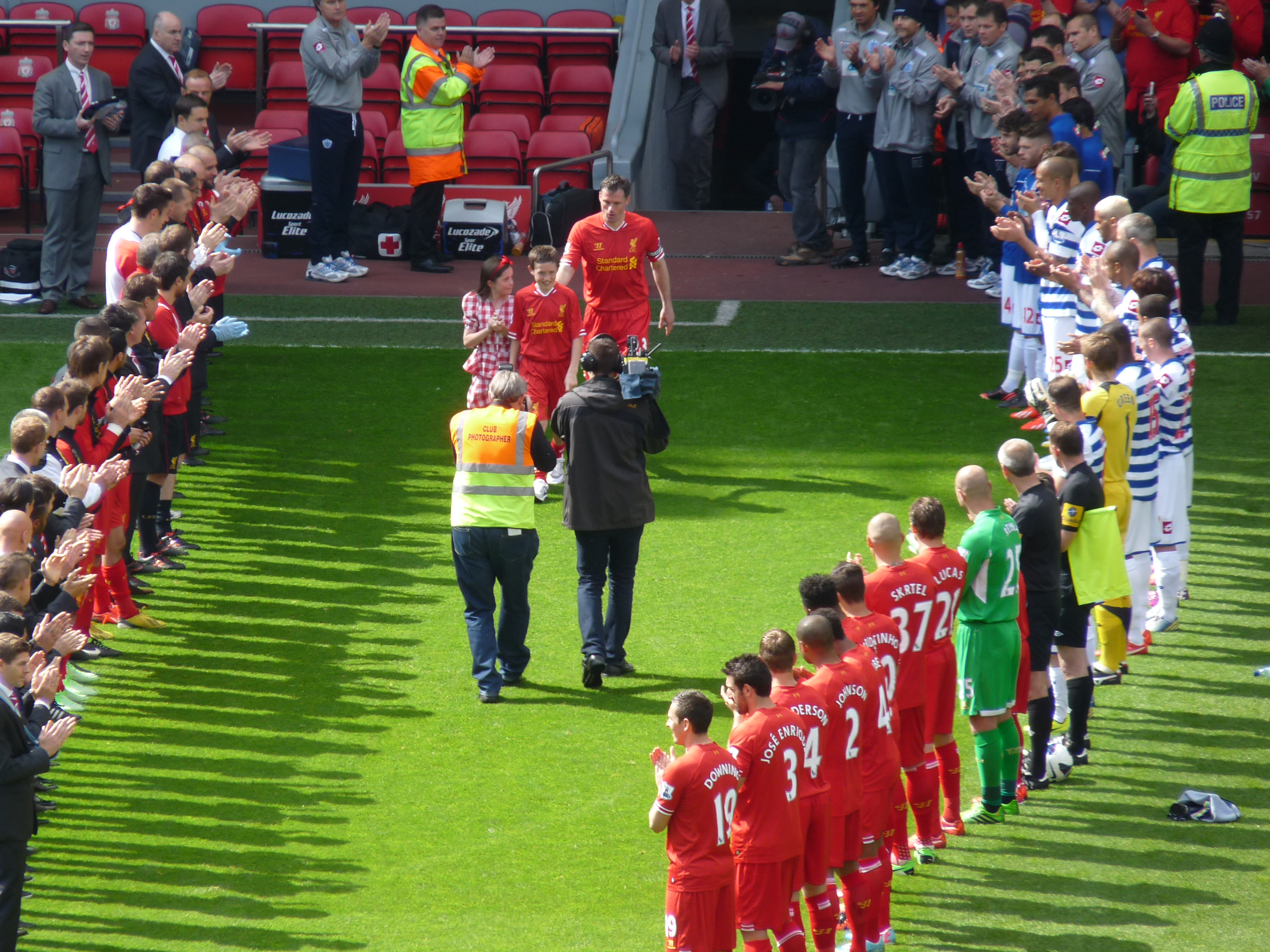
占美·加歷查在職業生涯的最後一場比賽前走過儀仗隊列

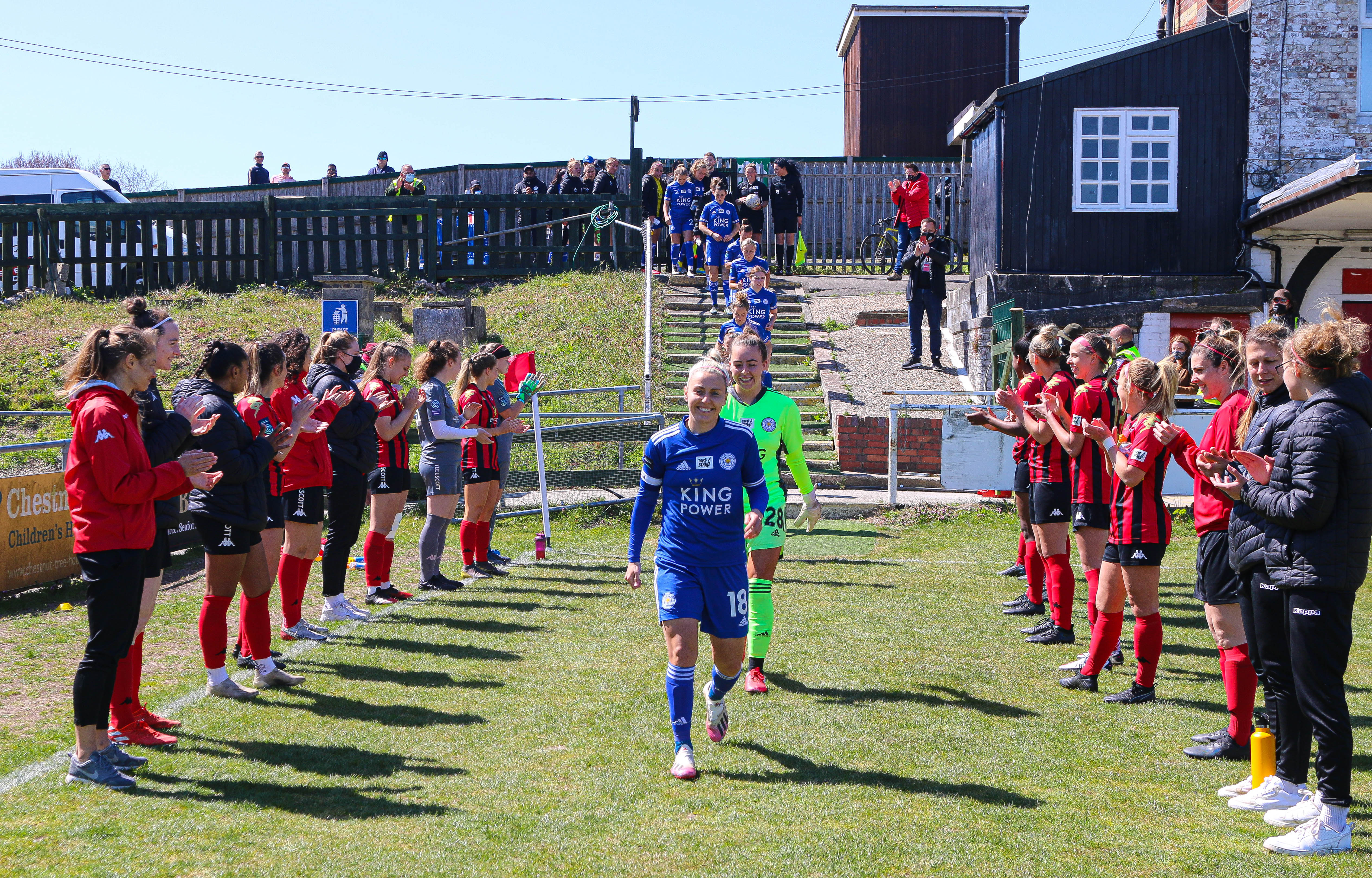
莱斯特城女子足球俱乐部球員於2020–21年英格蘭女子足球聯賽乙級获胜后，走過雷威斯女子足球俱乐部球員排成的仪仗队列

近年在足球聯賽的球場上，參與者會在經過場外的通道排列儀仗隊，為本賽季贏得聯賽冠軍的球隊表示致敬。 儀仗隊伍會排成兩行直線，並組成一條通道，在聯賽優勝者走過通道時，為他們鼓掌致敬。儀仗隊被認為是一種良好的表現形式，但在某些情況下並不是強制性，球隊可能會選擇不須要儀仗隊，因為可能會引發兩支球隊之間的激烈反應。
對於在職業生涯中達成特殊成就的足球員，偶爾也會採用這種致敬方式，例如蘇格蘭超級聯賽流浪者足球俱樂部向退役的达多·普尔绍致敬； 以及切尔西足球俱乐部計劃在約翰·泰利最後一場比賽的中場向其致敬，但也導致比賽嚴重延遲，而引起爭議。

### 澳式足球
在澳式足球比賽之中，球員們通常會為具有里程碑意義的比賽，或者退役的球員組成儀仗隊。例如，费利曼图澳式足球会於1996年向最後一次參賽的菲茨羅伊澳式足球會表示致敬；墨爾本澳式足球會和阿辛頓澳式足球會於2005年向印度洋海嘯罹難的球員特洛伊·布羅德布里奇表示悼念；哥寧伍澳式足球會和北墨爾本澳式足球會於2006年向退役球員薩維里奧·羅卡表示致敬。

### 板球
板球儀仗隊通常用於慶祝擊球手的成就，用來慶祝有里程碑意義的紀錄，或是在球員的退役比賽中使用。球隊的隊友或對手球員排成兩行隊列，舉起板球拍形成一個拱門，讓獲得榮譽的球員穿過拱門。

### 草地曲棍球
草地曲棍球運動員通常會為做出重要貢獻的人舉行儀仗禮儀，例如：老巴尔比·辛格和杰米·德怀尔。

## 外部連結
- United States Army Honor Guard
- United States Marine Corps Honor Guard
- United States Navy Ceremonial Guard（页面存档备份，存于）
- United States Air Force Honor Guard（页面存档备份，存于）
- United States Coast Guard Honor Guard（页面存档备份，存于）